# Vantagem do primeiro movimento no xadrez

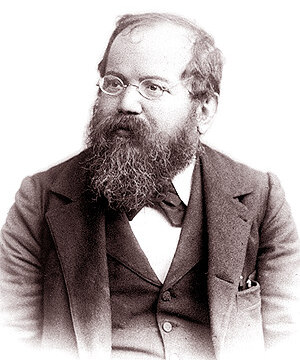
Wilhelm Steinitz, que em 1889 argumentou que o xadrez é um empate caso os melhores movimentos sejam utilizados.

A vantagem do primeiro movimento no xadrez se refere ao possível benefício que o enxadrista que controla as peças brancas possui ao realizar o primeiro movimento em um jogo de xadrez. Enxadristas experientes e teoristas no geral  defenderam a ideia de que as peças brancas começam o jogo com alguma vantagem sobre as pretas. Resultados estatísticos de jogos competitivos de xadrez coletados desde 1851 apoiam essa observação, dado o fato de que as brancas pontuam em jogos de xadrez um pouco mais comumente do que as peças pretas (52-56% contra 48-44%, respectivamente). Essa percentagem é a mesma entre jogos competitivos entre humanos e entre computadores. Contudo, a vantagem das brancas é menos significante em jogos rápidos, bem como em jogos de xadrez entre enxadristas amadores.
Jogadores e teoristas de xadrez debateram por muito tempo se, dado um jogo perfeito em ambos os lados, no qual os enxadristas efetuam os melhores movimentos possíveis, o jogo deve terminar em uma vitória para as brancas ou em um empate. Desde ao menos 1889, quando o campeão Wilhelm Steinitz expôs suas razões sobre o assunto, o consenso é que um jogo perfeito resultaria em empate, mesmo com a vantagem das brancas no início. Porém, alguns enxadristas experientes alegam que a pequena vantagem que as peças brancas possuem pode ser o suficiente para forçar uma vitória: Weaver Adams e Vsevolod Rauzer argumentaram que as brancas estão vencendo após o movimento 1.e4, enquanto que Hans Berliner argumentou que 1.d4 dá uma chance maior de vitória para as brancas. É possível que, no futuro, computadores resolvam o debate através da determinação do resultado de um jogo perfeito de xadrez, como já foi feito para as damas.
Enxadristas experientes, incluindo campeões mundiais José Raúl Capablanca, Emanuel Lasker e Bobby Fischer, expressaram medos de uma "morte por empates", à medida que o xadrez torna-se cada vez mais analisado. Para evitar esse perigo, Capablanca e Fischer propuseram variantes de xadrez para renovar o interesse no jogo, enquanto que Lasker sugeriu a mudança de regras regulando empates.
Desde 1988, teoristas de xadrez têm desafiado a teoria, já bem estabelecida, sobre a vantagem das brancas. O Grande Mestre András Adorján escreveu uma série de livros sobre o tema Black is OK! (As pretas são OK!), dissertando que a percepção que as brancas possuem uma vantagem é baseada mais em psicologia do que em realidade. O Grande Mestre Mihai Şubă e outros acreditam que a iniciativa das brancas desaparece sem nenhuma razão aparente à medida que o jogo progride. Atualmente, o estilo prevalente de jogo para as pretas é buscar posições dinâmicas, não-balanceadas, utilizando-se de contra-ataques, em vez de igualar a posição.
Escritores modernos também acreditam que as pretas possuem certas vantagens. O consenso de que as brancas devem vencer pode exercer uma pressão psicológica para o enxadrista controlando as brancas, que por vezes perde buscando uma vitória a todo custo. Além disso, de acordo com teoria do jogo, efetuar o segundo movimento pode ser em fato uma vantagem, visto que as brancas precisam revelar sua estratégia primeiro. Portanto, algumas aberturas que são consideradas boas para as pretas não têm o mesmo efeito nas brancas, devido ao fato que o tempo extra das brancas permite às pretas o ajuste em antemão aos planos dos oponentes. Alguns movimentos simétricos (nos quais ambos os enxadristas efetuam os mesmos movimentos) podem também levar a situações nas quais o primeiro movimento é uma desvantagem, seja por razões psicológicas ou objetivas.

## Percentagem de vitórias
|                                     | Vitórias das brancas | Empates | Vitórias das pretas | Pontuação total para as brancas |
| ----------------------------------- | -------------------- | ------- | ------------------- | ------------------------------- |
| Campeonatos 1851–1878               | 45,52%               | 14,07%  | 40,41%              | 52,55%                          |
| Campeonatos 1881–1914               | 36,89%               | 31,76%  | 31,35%              | 52,77%                          |
| Campeonatos 1919–1932               | 36,98%               | 36,98%  | 26,04%              | 55,47%                          |
| Campeonatos em geral 1851–1932      | 38,12%               | 30,56%  | 31,31%              | 53,40%                          |
| Base de dados New in Chess 2000     | N/A                  | N/A     | N/A                 | 54,8%                           |
| Base de dados ChessGames.com 2008   | 36,81%               | 36,50%  | 26,69%              | 55,06%                          |
| CEGT chess resultados (40/120) 2009 | 34,7%                | 41,3%   | 24,0%               | 55,4%                           |
| World Blitz Championship 2009       | 38,96%               | 26,41%  | 34,63%              | 52,16%                          |

Em 1946, W.F. Streeter examinou o resultado de 5 598 jogos jogados em 45 campeonatos internacionais, entre 1851 e 1932. Streeter observou que as brancas pontuaram em 53,4% dos jogos (V: 38,12% vitórias, E:  30,56% empates, D: 31,31%). As brancas pontuaram em 52,55% dos jogos entre 1851 e 1878 (V: 45,52%, E: 14,07%, D: 40,41%), 52,77% entre 1881 e 1914 (V: 36,89%, D: 31,76%, e D: 31,35%), e 55,47% entre 1919 e 1932 (V: 36,98%, E: 14,07%, D: 40,41%). Streeter concluiu, quando jogando com as pretas, vitórias aparentemente tornaram-se mais difíceis, enquanto que obter um empate tornou-se mais fácil.
Duas décadas depois, o estatístico Arthur M. Stevens concluiu em The Blue Book of Charts to Winning Chess, duas décadas depois em 1967, e baseado em uma amostra de 56 972 jogos, que as brancas pontuam em 59,1% dos jogos (V: 46,4%, E: 25,6%, D: 28%). Porém, a fonte original dos jogos analisados por Stevens eram revistas de xadrez, ao invés de coleções completas de todos os jogos jogados em eventos em particular.
Estudos mais recentes indicam que as brancas pontuam em 54 a 56% dos jogos. Em 2005, o Grande Mestre Jonathan Rowson escreveu que "a sabedoria convencional é que as brancas começam o jogo com uma pequena vantagem, e que, caso todos os outros fatores sejam constantes, as brancas pontuam em 56% dos jogos, e as pretas, em 44%", O Mestre Internacional John L. Watson escreveu em 1998 que as brancas pontuaram em 56% dos jogos durante a maior parte do século XX, mas que em tempos mais recentes caiu para 55%. O website ChessGames.com mantém estatísticas regularmente atualizadas em sua base de dados. Em 17 de março de 2008, a base de dados continha 460 703 jogos, dos quais 36,81% foram vencidas pelas brancas, 36,50% resultaram em um empate, e 26,69% foram vencidas pelas pretas. Em 8 de outubro de 2009, a base de dados continha 529 428 jogos, 37,10% vencidas pelas brancas, 35,91% resultando em empate, e 26,98% vencidas pelas pretas, resultando em uma percentagem de vitórias das brancas de 55,06%.
New in Chess observou em seu anuário de 2000 que dos 731 740 jogos em sua base de dados, as brancas pontuaram 54,8%; com os dois movimentos de abertura mais populares, as brancas pontuaram 54,1% em 349 855 jogos começando com 1.e4, e 56,1% em 296 200 jogos começando com 1.d4. A principal razão que 1.e4 foi menos efetivo que 1.d4 foi a Defesa Siciliana (na qual as pretas respondem e4 com c5), nestes jogos, as brancas a pontuação das brancas foi de apenas 52,3%.
O estatístico Jeff Sonas, ao examinar dados de 266 000 jogos jogados entre 1994 e 2001, concluiu que as brancas pontuaram em 51,1767% dos jogos, mais 0,001164 o número da vantagem do rating ELO, tratando a vantagem do rating como +390, se o rating é maior que 390, ou -460 se são menores do que 460. Sonas concluiu que a vantagem das brancas é equivalente a 35 pontos de rating, ou seja, se o rating do enxadrista controlado as brancas é 35 pontos menor do que o enxadrista controlando as pretas, então espera-se que cada enxadrista terá uma percentagem de pontuação de 50%. Sonas também concluiu que a vantagem das brancas é menor (53%) em jogos rápidos do que em jogos clássicos utilizando controles de tempo mais lentos.
Outros escritores concluíram que existe uma correlação positiva entre o rating dos enxadristas e a pontuação das brancas. De acordo com o Grande Mestre Evgeny Sveshnikov, estatísticas mostram que as brancas não possuem nenhuma vantagem sobre as pretas em jogos jogados entre iniciantes, mas se os jogadores são mais fortes, as brancas possuem a liderança. Uma análise dos resultados da base de dados do Mega 2003 entre jogadores com rating ELO similares, comissionado pelo Grande Mestre András Adorján, mostrou que, à medida que o rating aumenta, a pontuação das brancas aumenta, bem como a percentagem dos jogos vencidos. Por exemplo, considerando a categoria de ratings mais altos e baixos analisados por Adorján; a categoria mais alta (1 669 jogos jogados por jogadores de rating ELO 2 700 ou mais), as brancas pontuaram em 55,7% dos jogos (V: 26,5%, E: 58,4%, D: 15,2%), enquanto que na categoria mais baixa (34 924 jogos jogados por jogadores de rating ELO de 2 100 ou menos), as brancas pontuaram em 53,1% (V: 37,0%, E: 32,1%, D: 30,8%). Ardoján também analisou os resultados de jogos jogados nos níveis mais altos: os jogos do Campeonato Mundial de Xadrez. De 755 jogos, em 34 partidas, entre 1886 e 1990, as brancas venceram 234 (31,0%), empataram 397 (53,6%) e perderam 124 (16,4%), para uma percentagem de pontuação total de 57,3%. Nas cinco últimas partidas da amostra de Ardoján, todas entre Anatoly Karpov e Garry Kasparov, as brancas venceram 31 (25,8%), empataram 80 (66,7%) e perderam 9 (16,4%), para uma pontuação total das brancas de 57,3%.
O computador Chess Engines Grand Tournament (CEGT), testando motores de xadrez, ao jogar tais motores um contra os outros, com controle de tempo de 40 movimentos em 120 minutos por jogador (40/120), e também 40/20 e 40/4, utiliza o resultado destes jogos para compilar uma lista de ratings para cada controle de tempo. No controle de tempo mais devagar (40/120), as brancas pontuaram em 55,4% (V: 34,7%, E: 41,3%, D:24,0%) em jogos jogados entre os 38 motores de xadrez mais fortes já produzidos (em 27 de maio de 2009).
Em 40/20, as brancas pontuaram 54,6% (V: 37,0%, E: 35,2%, D: 27,8%), em jogos jogados por 284 motores (em 24 de maio de 2009). No controle de tempo mais rápido (40/4), as brancas pontuaram 54,8% (V: 39,6%, E: 30,5%, D: 30,0%), em jogos jogados por 128 motores (em 28 de maio de 2009).

## Empate com melhor jogada

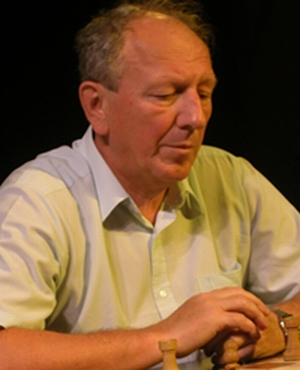
Evgeny Sveshnikov, que em 1994 disse que as brancas devem jogar para ganhar, enquanto que as pretas devem jogar para empatar.

Joseph Bertin escreveu em 1735, em seu livro The Noble Game of Chess, que "entende-se que a pessoa que joga primeiro possui o ataque", Isto é consistente com a crença tradicional que as brancas começam com a iniciativa pelo fato de fazerem o primeiro movimento, e devem tentar estendê-la até o meio-jogo e além, enquanto que as pretas devem neutralizar a iniciativa das brancas, e equalizar. Visto que as brancas começam com as iniciativas, um erro menor das brancas no geral apenas leva à perda de iniciativa, enquanto que um erro similar das pretas pode possuir consequências mais sérias. Portanto,  Sveshnikov escreveu em 1994 que “jogadores jogando com as pretas não podem fazer nem mesmo os menores erros... visto que do ponto de vista teórico, as tarefas das brancas e pretas são diferentes: as brancas precisam buscar uma vitória, as pretas — um empate!"
Teoristas de xadrez debateram por um longo tempo quão longo a iniciativa das brancas dura durante o jogo, e se, assumindo que ambos os jogadores jogam perfeitamente, se o jogo deve resultar em uma vitória para as brancas ou em um empate. George Walker escreveu em 1846 que "o primeiro movimento é uma vantagem, mas se apropriadamente respondida, o primeiro movimento possui pouco valor". Steinitz, o primeiro campeão mundial, e considerado o pai do xadrez moderno, escreveu em 1889 que "todos os experts consideram que, caso ambos os lados utilizam jogadas apropriadas, que o resultado final do jogo deve ser um empate". Lasker e Capablanca, o segundo e o terceiro campeões mundiais, concordaram. Reuben Fine, um dos melhores jogadores do mundo entre 1936 a 1951, explicou que a vantagem das brancas é pequena demais para garantir uma vitória, sem um erro por parte das pretas.
A crença que o jogo de xadrez deve resultar em um empate considerando um jogo perfeito é prevalente. Mesmo que não possa ser provada, esta proposição foi assumida como segura por Rowson e por Adorján. Watson concorda que "o resultado de um jogo de xadrez perfeitamente jogado (...) é um empate. (...) É claro que eu não posso provar isto, mas eu duvido que você encontre um único jogador experiente que não concorde. (...) Eu lembro Kasparov, após um jogo que resultou em um empate, explicando para os jornalistas: 'Bem, o xadrez é um empate'", Bobby Fischer concordou que isto era quase definitivamente o caso. 
Lasker e Capablanca ambos estavam preocupados com a possibilidade do xadrez sofrer uma "morte via empate", à medida que os melhores jogadores empatavam cada vez mais entre si. Mais recentemente, Fischer concordou, dizendo que o jogo tornou-se exaustivo. Os três foram a favor da mudança de certas regras do xadrez para minimizar o número de jogos empatados. Lasker sugeriu que um empate deveria resultar em menos do atual 0,5 ponto, e mais do que 0,5 ponto se um jogador é bem sucedido em forçar um empate por afogamento contra o Rei do oponente. Capablanca sugeriu na década de 1920 o xadrez de Capablanca, um variante do xadrez jogado em um tabuleiro maior e com peças adicionais. Fischer propôs o xadrez aleatório de Fischer, outro variante do xadrez, na qual a posição inicial das peças é determinada aleatoriamente.
Atualmente, algumas das jogadas de abertura mais arriscadas  foram analisadas tão profundamente que são utilizadas como "armas de empate" (tática na qual o jogador utilizando esta estratégia busca o empate). Por exemplo, nos jogos mais avançados, as pretas comumente utilizam o Ataque Marshall em Ruy López, uma linha na qual as pretas sacrificam um peão por boas chances de ataque, para obter um final no qual as pretas ainda possuem um peão a menos, mas podem empatar caso utilizem jogadas apropriadas.
Em 2007, os Grandes Mestres Kiril Georgiev e Atanas Kolev argumentaram que o mesmo aplica-se para a variação do peão envenenado, da defesa siciliana, criação Najdorf, que ocorre após  1.e4 c5 2.Cf3 d6 3.d4 cxd4 4.Cxd4 Cf6 5.Cc3 a6 6.Bg5 e6 7.f4 Db6!? Este tem sido considerado um dos problemas mais agressivos e problemáticos de abertura. O jogo geralmente continua com 8.Dd2 Dxb2 9.Tb1 Da3. Georgiev e Kolev disseram que 6.Bg5 é raramente vista no nível mais alto de xadrez, porque, a linha principal desta variação leva, assumindo jogadas perfeitas por ambos os lados, a um empate via xeque perpétuo. Eles escreveram que o próximo jogo “permanecerá provavelmente como a última palavra de teoria”.
Vallejo Pons – Kasparov, Moscou 2004 1.e4 c5 2.Cf3 d6 3.d4 cxd4 4.Cxd4 Cf6 5.Cc3 a6 6.Bg5 e6 7.f4 Db6 8.Dd2 Dxb2 9.Tb1 Da3 10.f5 Cc6 11.fxe6 fxe6 12.Cxc6 bxc6 13.e5 dxe5 14.Bxf6 gxf6 15.Ce4 Dxa2 16.Td1 Be7 17.Be2 O-O 18.O-O Ta7 19.Tf3 Rh8 20.Tg3 Td7 21.Dh6 Tf7 22.Dh5 Txd1+ 23.Bxd1 Da5 24.Rf1 Dd8 25.Dxf7 Dxd1+ 26.Rf2 Dxc2+ 27.Rf3 Dd1+ 28.Rf2 Dc2+ 29.Re3 Bc5+ 30.Cxc5 Dxc5+ 31.Rd2 Df2+ 32.Rc3 Dd4+ 33.Rc2 Df2+ 34.Rc3 O jogo resultou em um empate, visto que após 34...Dd4+, as brancas não podem escapar os xeques.
Porém, a análise pessimista de Georgiev e Kolev de 6Bg5 foi criticada posteriormente, visto que as brancas tem sucedido com 10.e5 (outra linha crítica) em vários jogos recentes em altos níveis.

## Brancas vencem

### Brancas vencem com 1.e4
|   | a | b | c | d | e | f | g | h |   |
| 8 | a8 preto torre · b8 preto cavalo · c8 preto bispo · d8 preto rainha · e8 preto rei · f8 preto bispo · g8 preto cavalo · h8 preto torre · a7 preto peão · b7 preto peão · c7 preto peão · d7 preto peão · e7 preto peão · f7 preto peão · g7 preto peão · h7 preto peão · e4 branco peão · a2 branco peão · b2 branco peão · c2 branco peão · d2 branco peão · f2 branco peão · g2 branco peão · h2 branco peão · a1 branco torre · b1 branco cavalo · c1 branco bispo · d1 branco rainha · e1 branco rei · f1 branco bispo · g1 branco cavalo · h1 branco torre | a8 preto torre · b8 preto cavalo · c8 preto bispo · d8 preto rainha · e8 preto rei · f8 preto bispo · g8 preto cavalo · h8 preto torre · a7 preto peão · b7 preto peão · c7 preto peão · d7 preto peão · e7 preto peão · f7 preto peão · g7 preto peão · h7 preto peão · e4 branco peão · a2 branco peão · b2 branco peão · c2 branco peão · d2 branco peão · f2 branco peão · g2 branco peão · h2 branco peão · a1 branco torre · b1 branco cavalo · c1 branco bispo · d1 branco rainha · e1 branco rei · f1 branco bispo · g1 branco cavalo · h1 branco torre | a8 preto torre · b8 preto cavalo · c8 preto bispo · d8 preto rainha · e8 preto rei · f8 preto bispo · g8 preto cavalo · h8 preto torre · a7 preto peão · b7 preto peão · c7 preto peão · d7 preto peão · e7 preto peão · f7 preto peão · g7 preto peão · h7 preto peão · e4 branco peão · a2 branco peão · b2 branco peão · c2 branco peão · d2 branco peão · f2 branco peão · g2 branco peão · h2 branco peão · a1 branco torre · b1 branco cavalo · c1 branco bispo · d1 branco rainha · e1 branco rei · f1 branco bispo · g1 branco cavalo · h1 branco torre | a8 preto torre · b8 preto cavalo · c8 preto bispo · d8 preto rainha · e8 preto rei · f8 preto bispo · g8 preto cavalo · h8 preto torre · a7 preto peão · b7 preto peão · c7 preto peão · d7 preto peão · e7 preto peão · f7 preto peão · g7 preto peão · h7 preto peão · e4 branco peão · a2 branco peão · b2 branco peão · c2 branco peão · d2 branco peão · f2 branco peão · g2 branco peão · h2 branco peão · a1 branco torre · b1 branco cavalo · c1 branco bispo · d1 branco rainha · e1 branco rei · f1 branco bispo · g1 branco cavalo · h1 branco torre | a8 preto torre · b8 preto cavalo · c8 preto bispo · d8 preto rainha · e8 preto rei · f8 preto bispo · g8 preto cavalo · h8 preto torre · a7 preto peão · b7 preto peão · c7 preto peão · d7 preto peão · e7 preto peão · f7 preto peão · g7 preto peão · h7 preto peão · e4 branco peão · a2 branco peão · b2 branco peão · c2 branco peão · d2 branco peão · f2 branco peão · g2 branco peão · h2 branco peão · a1 branco torre · b1 branco cavalo · c1 branco bispo · d1 branco rainha · e1 branco rei · f1 branco bispo · g1 branco cavalo · h1 branco torre | a8 preto torre · b8 preto cavalo · c8 preto bispo · d8 preto rainha · e8 preto rei · f8 preto bispo · g8 preto cavalo · h8 preto torre · a7 preto peão · b7 preto peão · c7 preto peão · d7 preto peão · e7 preto peão · f7 preto peão · g7 preto peão · h7 preto peão · e4 branco peão · a2 branco peão · b2 branco peão · c2 branco peão · d2 branco peão · f2 branco peão · g2 branco peão · h2 branco peão · a1 branco torre · b1 branco cavalo · c1 branco bispo · d1 branco rainha · e1 branco rei · f1 branco bispo · g1 branco cavalo · h1 branco torre | a8 preto torre · b8 preto cavalo · c8 preto bispo · d8 preto rainha · e8 preto rei · f8 preto bispo · g8 preto cavalo · h8 preto torre · a7 preto peão · b7 preto peão · c7 preto peão · d7 preto peão · e7 preto peão · f7 preto peão · g7 preto peão · h7 preto peão · e4 branco peão · a2 branco peão · b2 branco peão · c2 branco peão · d2 branco peão · f2 branco peão · g2 branco peão · h2 branco peão · a1 branco torre · b1 branco cavalo · c1 branco bispo · d1 branco rainha · e1 branco rei · f1 branco bispo · g1 branco cavalo · h1 branco torre | a8 preto torre · b8 preto cavalo · c8 preto bispo · d8 preto rainha · e8 preto rei · f8 preto bispo · g8 preto cavalo · h8 preto torre · a7 preto peão · b7 preto peão · c7 preto peão · d7 preto peão · e7 preto peão · f7 preto peão · g7 preto peão · h7 preto peão · e4 branco peão · a2 branco peão · b2 branco peão · c2 branco peão · d2 branco peão · f2 branco peão · g2 branco peão · h2 branco peão · a1 branco torre · b1 branco cavalo · c1 branco bispo · d1 branco rainha · e1 branco rei · f1 branco bispo · g1 branco cavalo · h1 branco torre | 8 |
| 7 | a8 preto torre · b8 preto cavalo · c8 preto bispo · d8 preto rainha · e8 preto rei · f8 preto bispo · g8 preto cavalo · h8 preto torre · a7 preto peão · b7 preto peão · c7 preto peão · d7 preto peão · e7 preto peão · f7 preto peão · g7 preto peão · h7 preto peão · e4 branco peão · a2 branco peão · b2 branco peão · c2 branco peão · d2 branco peão · f2 branco peão · g2 branco peão · h2 branco peão · a1 branco torre · b1 branco cavalo · c1 branco bispo · d1 branco rainha · e1 branco rei · f1 branco bispo · g1 branco cavalo · h1 branco torre | a8 preto torre · b8 preto cavalo · c8 preto bispo · d8 preto rainha · e8 preto rei · f8 preto bispo · g8 preto cavalo · h8 preto torre · a7 preto peão · b7 preto peão · c7 preto peão · d7 preto peão · e7 preto peão · f7 preto peão · g7 preto peão · h7 preto peão · e4 branco peão · a2 branco peão · b2 branco peão · c2 branco peão · d2 branco peão · f2 branco peão · g2 branco peão · h2 branco peão · a1 branco torre · b1 branco cavalo · c1 branco bispo · d1 branco rainha · e1 branco rei · f1 branco bispo · g1 branco cavalo · h1 branco torre | a8 preto torre · b8 preto cavalo · c8 preto bispo · d8 preto rainha · e8 preto rei · f8 preto bispo · g8 preto cavalo · h8 preto torre · a7 preto peão · b7 preto peão · c7 preto peão · d7 preto peão · e7 preto peão · f7 preto peão · g7 preto peão · h7 preto peão · e4 branco peão · a2 branco peão · b2 branco peão · c2 branco peão · d2 branco peão · f2 branco peão · g2 branco peão · h2 branco peão · a1 branco torre · b1 branco cavalo · c1 branco bispo · d1 branco rainha · e1 branco rei · f1 branco bispo · g1 branco cavalo · h1 branco torre | a8 preto torre · b8 preto cavalo · c8 preto bispo · d8 preto rainha · e8 preto rei · f8 preto bispo · g8 preto cavalo · h8 preto torre · a7 preto peão · b7 preto peão · c7 preto peão · d7 preto peão · e7 preto peão · f7 preto peão · g7 preto peão · h7 preto peão · e4 branco peão · a2 branco peão · b2 branco peão · c2 branco peão · d2 branco peão · f2 branco peão · g2 branco peão · h2 branco peão · a1 branco torre · b1 branco cavalo · c1 branco bispo · d1 branco rainha · e1 branco rei · f1 branco bispo · g1 branco cavalo · h1 branco torre | a8 preto torre · b8 preto cavalo · c8 preto bispo · d8 preto rainha · e8 preto rei · f8 preto bispo · g8 preto cavalo · h8 preto torre · a7 preto peão · b7 preto peão · c7 preto peão · d7 preto peão · e7 preto peão · f7 preto peão · g7 preto peão · h7 preto peão · e4 branco peão · a2 branco peão · b2 branco peão · c2 branco peão · d2 branco peão · f2 branco peão · g2 branco peão · h2 branco peão · a1 branco torre · b1 branco cavalo · c1 branco bispo · d1 branco rainha · e1 branco rei · f1 branco bispo · g1 branco cavalo · h1 branco torre | a8 preto torre · b8 preto cavalo · c8 preto bispo · d8 preto rainha · e8 preto rei · f8 preto bispo · g8 preto cavalo · h8 preto torre · a7 preto peão · b7 preto peão · c7 preto peão · d7 preto peão · e7 preto peão · f7 preto peão · g7 preto peão · h7 preto peão · e4 branco peão · a2 branco peão · b2 branco peão · c2 branco peão · d2 branco peão · f2 branco peão · g2 branco peão · h2 branco peão · a1 branco torre · b1 branco cavalo · c1 branco bispo · d1 branco rainha · e1 branco rei · f1 branco bispo · g1 branco cavalo · h1 branco torre | a8 preto torre · b8 preto cavalo · c8 preto bispo · d8 preto rainha · e8 preto rei · f8 preto bispo · g8 preto cavalo · h8 preto torre · a7 preto peão · b7 preto peão · c7 preto peão · d7 preto peão · e7 preto peão · f7 preto peão · g7 preto peão · h7 preto peão · e4 branco peão · a2 branco peão · b2 branco peão · c2 branco peão · d2 branco peão · f2 branco peão · g2 branco peão · h2 branco peão · a1 branco torre · b1 branco cavalo · c1 branco bispo · d1 branco rainha · e1 branco rei · f1 branco bispo · g1 branco cavalo · h1 branco torre | a8 preto torre · b8 preto cavalo · c8 preto bispo · d8 preto rainha · e8 preto rei · f8 preto bispo · g8 preto cavalo · h8 preto torre · a7 preto peão · b7 preto peão · c7 preto peão · d7 preto peão · e7 preto peão · f7 preto peão · g7 preto peão · h7 preto peão · e4 branco peão · a2 branco peão · b2 branco peão · c2 branco peão · d2 branco peão · f2 branco peão · g2 branco peão · h2 branco peão · a1 branco torre · b1 branco cavalo · c1 branco bispo · d1 branco rainha · e1 branco rei · f1 branco bispo · g1 branco cavalo · h1 branco torre | 7 |
| 6 | a8 preto torre · b8 preto cavalo · c8 preto bispo · d8 preto rainha · e8 preto rei · f8 preto bispo · g8 preto cavalo · h8 preto torre · a7 preto peão · b7 preto peão · c7 preto peão · d7 preto peão · e7 preto peão · f7 preto peão · g7 preto peão · h7 preto peão · e4 branco peão · a2 branco peão · b2 branco peão · c2 branco peão · d2 branco peão · f2 branco peão · g2 branco peão · h2 branco peão · a1 branco torre · b1 branco cavalo · c1 branco bispo · d1 branco rainha · e1 branco rei · f1 branco bispo · g1 branco cavalo · h1 branco torre | a8 preto torre · b8 preto cavalo · c8 preto bispo · d8 preto rainha · e8 preto rei · f8 preto bispo · g8 preto cavalo · h8 preto torre · a7 preto peão · b7 preto peão · c7 preto peão · d7 preto peão · e7 preto peão · f7 preto peão · g7 preto peão · h7 preto peão · e4 branco peão · a2 branco peão · b2 branco peão · c2 branco peão · d2 branco peão · f2 branco peão · g2 branco peão · h2 branco peão · a1 branco torre · b1 branco cavalo · c1 branco bispo · d1 branco rainha · e1 branco rei · f1 branco bispo · g1 branco cavalo · h1 branco torre | a8 preto torre · b8 preto cavalo · c8 preto bispo · d8 preto rainha · e8 preto rei · f8 preto bispo · g8 preto cavalo · h8 preto torre · a7 preto peão · b7 preto peão · c7 preto peão · d7 preto peão · e7 preto peão · f7 preto peão · g7 preto peão · h7 preto peão · e4 branco peão · a2 branco peão · b2 branco peão · c2 branco peão · d2 branco peão · f2 branco peão · g2 branco peão · h2 branco peão · a1 branco torre · b1 branco cavalo · c1 branco bispo · d1 branco rainha · e1 branco rei · f1 branco bispo · g1 branco cavalo · h1 branco torre | a8 preto torre · b8 preto cavalo · c8 preto bispo · d8 preto rainha · e8 preto rei · f8 preto bispo · g8 preto cavalo · h8 preto torre · a7 preto peão · b7 preto peão · c7 preto peão · d7 preto peão · e7 preto peão · f7 preto peão · g7 preto peão · h7 preto peão · e4 branco peão · a2 branco peão · b2 branco peão · c2 branco peão · d2 branco peão · f2 branco peão · g2 branco peão · h2 branco peão · a1 branco torre · b1 branco cavalo · c1 branco bispo · d1 branco rainha · e1 branco rei · f1 branco bispo · g1 branco cavalo · h1 branco torre | a8 preto torre · b8 preto cavalo · c8 preto bispo · d8 preto rainha · e8 preto rei · f8 preto bispo · g8 preto cavalo · h8 preto torre · a7 preto peão · b7 preto peão · c7 preto peão · d7 preto peão · e7 preto peão · f7 preto peão · g7 preto peão · h7 preto peão · e4 branco peão · a2 branco peão · b2 branco peão · c2 branco peão · d2 branco peão · f2 branco peão · g2 branco peão · h2 branco peão · a1 branco torre · b1 branco cavalo · c1 branco bispo · d1 branco rainha · e1 branco rei · f1 branco bispo · g1 branco cavalo · h1 branco torre | a8 preto torre · b8 preto cavalo · c8 preto bispo · d8 preto rainha · e8 preto rei · f8 preto bispo · g8 preto cavalo · h8 preto torre · a7 preto peão · b7 preto peão · c7 preto peão · d7 preto peão · e7 preto peão · f7 preto peão · g7 preto peão · h7 preto peão · e4 branco peão · a2 branco peão · b2 branco peão · c2 branco peão · d2 branco peão · f2 branco peão · g2 branco peão · h2 branco peão · a1 branco torre · b1 branco cavalo · c1 branco bispo · d1 branco rainha · e1 branco rei · f1 branco bispo · g1 branco cavalo · h1 branco torre | a8 preto torre · b8 preto cavalo · c8 preto bispo · d8 preto rainha · e8 preto rei · f8 preto bispo · g8 preto cavalo · h8 preto torre · a7 preto peão · b7 preto peão · c7 preto peão · d7 preto peão · e7 preto peão · f7 preto peão · g7 preto peão · h7 preto peão · e4 branco peão · a2 branco peão · b2 branco peão · c2 branco peão · d2 branco peão · f2 branco peão · g2 branco peão · h2 branco peão · a1 branco torre · b1 branco cavalo · c1 branco bispo · d1 branco rainha · e1 branco rei · f1 branco bispo · g1 branco cavalo · h1 branco torre | a8 preto torre · b8 preto cavalo · c8 preto bispo · d8 preto rainha · e8 preto rei · f8 preto bispo · g8 preto cavalo · h8 preto torre · a7 preto peão · b7 preto peão · c7 preto peão · d7 preto peão · e7 preto peão · f7 preto peão · g7 preto peão · h7 preto peão · e4 branco peão · a2 branco peão · b2 branco peão · c2 branco peão · d2 branco peão · f2 branco peão · g2 branco peão · h2 branco peão · a1 branco torre · b1 branco cavalo · c1 branco bispo · d1 branco rainha · e1 branco rei · f1 branco bispo · g1 branco cavalo · h1 branco torre | 6 |
| 5 | a8 preto torre · b8 preto cavalo · c8 preto bispo · d8 preto rainha · e8 preto rei · f8 preto bispo · g8 preto cavalo · h8 preto torre · a7 preto peão · b7 preto peão · c7 preto peão · d7 preto peão · e7 preto peão · f7 preto peão · g7 preto peão · h7 preto peão · e4 branco peão · a2 branco peão · b2 branco peão · c2 branco peão · d2 branco peão · f2 branco peão · g2 branco peão · h2 branco peão · a1 branco torre · b1 branco cavalo · c1 branco bispo · d1 branco rainha · e1 branco rei · f1 branco bispo · g1 branco cavalo · h1 branco torre | a8 preto torre · b8 preto cavalo · c8 preto bispo · d8 preto rainha · e8 preto rei · f8 preto bispo · g8 preto cavalo · h8 preto torre · a7 preto peão · b7 preto peão · c7 preto peão · d7 preto peão · e7 preto peão · f7 preto peão · g7 preto peão · h7 preto peão · e4 branco peão · a2 branco peão · b2 branco peão · c2 branco peão · d2 branco peão · f2 branco peão · g2 branco peão · h2 branco peão · a1 branco torre · b1 branco cavalo · c1 branco bispo · d1 branco rainha · e1 branco rei · f1 branco bispo · g1 branco cavalo · h1 branco torre | a8 preto torre · b8 preto cavalo · c8 preto bispo · d8 preto rainha · e8 preto rei · f8 preto bispo · g8 preto cavalo · h8 preto torre · a7 preto peão · b7 preto peão · c7 preto peão · d7 preto peão · e7 preto peão · f7 preto peão · g7 preto peão · h7 preto peão · e4 branco peão · a2 branco peão · b2 branco peão · c2 branco peão · d2 branco peão · f2 branco peão · g2 branco peão · h2 branco peão · a1 branco torre · b1 branco cavalo · c1 branco bispo · d1 branco rainha · e1 branco rei · f1 branco bispo · g1 branco cavalo · h1 branco torre | a8 preto torre · b8 preto cavalo · c8 preto bispo · d8 preto rainha · e8 preto rei · f8 preto bispo · g8 preto cavalo · h8 preto torre · a7 preto peão · b7 preto peão · c7 preto peão · d7 preto peão · e7 preto peão · f7 preto peão · g7 preto peão · h7 preto peão · e4 branco peão · a2 branco peão · b2 branco peão · c2 branco peão · d2 branco peão · f2 branco peão · g2 branco peão · h2 branco peão · a1 branco torre · b1 branco cavalo · c1 branco bispo · d1 branco rainha · e1 branco rei · f1 branco bispo · g1 branco cavalo · h1 branco torre | a8 preto torre · b8 preto cavalo · c8 preto bispo · d8 preto rainha · e8 preto rei · f8 preto bispo · g8 preto cavalo · h8 preto torre · a7 preto peão · b7 preto peão · c7 preto peão · d7 preto peão · e7 preto peão · f7 preto peão · g7 preto peão · h7 preto peão · e4 branco peão · a2 branco peão · b2 branco peão · c2 branco peão · d2 branco peão · f2 branco peão · g2 branco peão · h2 branco peão · a1 branco torre · b1 branco cavalo · c1 branco bispo · d1 branco rainha · e1 branco rei · f1 branco bispo · g1 branco cavalo · h1 branco torre | a8 preto torre · b8 preto cavalo · c8 preto bispo · d8 preto rainha · e8 preto rei · f8 preto bispo · g8 preto cavalo · h8 preto torre · a7 preto peão · b7 preto peão · c7 preto peão · d7 preto peão · e7 preto peão · f7 preto peão · g7 preto peão · h7 preto peão · e4 branco peão · a2 branco peão · b2 branco peão · c2 branco peão · d2 branco peão · f2 branco peão · g2 branco peão · h2 branco peão · a1 branco torre · b1 branco cavalo · c1 branco bispo · d1 branco rainha · e1 branco rei · f1 branco bispo · g1 branco cavalo · h1 branco torre | a8 preto torre · b8 preto cavalo · c8 preto bispo · d8 preto rainha · e8 preto rei · f8 preto bispo · g8 preto cavalo · h8 preto torre · a7 preto peão · b7 preto peão · c7 preto peão · d7 preto peão · e7 preto peão · f7 preto peão · g7 preto peão · h7 preto peão · e4 branco peão · a2 branco peão · b2 branco peão · c2 branco peão · d2 branco peão · f2 branco peão · g2 branco peão · h2 branco peão · a1 branco torre · b1 branco cavalo · c1 branco bispo · d1 branco rainha · e1 branco rei · f1 branco bispo · g1 branco cavalo · h1 branco torre | a8 preto torre · b8 preto cavalo · c8 preto bispo · d8 preto rainha · e8 preto rei · f8 preto bispo · g8 preto cavalo · h8 preto torre · a7 preto peão · b7 preto peão · c7 preto peão · d7 preto peão · e7 preto peão · f7 preto peão · g7 preto peão · h7 preto peão · e4 branco peão · a2 branco peão · b2 branco peão · c2 branco peão · d2 branco peão · f2 branco peão · g2 branco peão · h2 branco peão · a1 branco torre · b1 branco cavalo · c1 branco bispo · d1 branco rainha · e1 branco rei · f1 branco bispo · g1 branco cavalo · h1 branco torre | 5 |
| 4 | a8 preto torre · b8 preto cavalo · c8 preto bispo · d8 preto rainha · e8 preto rei · f8 preto bispo · g8 preto cavalo · h8 preto torre · a7 preto peão · b7 preto peão · c7 preto peão · d7 preto peão · e7 preto peão · f7 preto peão · g7 preto peão · h7 preto peão · e4 branco peão · a2 branco peão · b2 branco peão · c2 branco peão · d2 branco peão · f2 branco peão · g2 branco peão · h2 branco peão · a1 branco torre · b1 branco cavalo · c1 branco bispo · d1 branco rainha · e1 branco rei · f1 branco bispo · g1 branco cavalo · h1 branco torre | a8 preto torre · b8 preto cavalo · c8 preto bispo · d8 preto rainha · e8 preto rei · f8 preto bispo · g8 preto cavalo · h8 preto torre · a7 preto peão · b7 preto peão · c7 preto peão · d7 preto peão · e7 preto peão · f7 preto peão · g7 preto peão · h7 preto peão · e4 branco peão · a2 branco peão · b2 branco peão · c2 branco peão · d2 branco peão · f2 branco peão · g2 branco peão · h2 branco peão · a1 branco torre · b1 branco cavalo · c1 branco bispo · d1 branco rainha · e1 branco rei · f1 branco bispo · g1 branco cavalo · h1 branco torre | a8 preto torre · b8 preto cavalo · c8 preto bispo · d8 preto rainha · e8 preto rei · f8 preto bispo · g8 preto cavalo · h8 preto torre · a7 preto peão · b7 preto peão · c7 preto peão · d7 preto peão · e7 preto peão · f7 preto peão · g7 preto peão · h7 preto peão · e4 branco peão · a2 branco peão · b2 branco peão · c2 branco peão · d2 branco peão · f2 branco peão · g2 branco peão · h2 branco peão · a1 branco torre · b1 branco cavalo · c1 branco bispo · d1 branco rainha · e1 branco rei · f1 branco bispo · g1 branco cavalo · h1 branco torre | a8 preto torre · b8 preto cavalo · c8 preto bispo · d8 preto rainha · e8 preto rei · f8 preto bispo · g8 preto cavalo · h8 preto torre · a7 preto peão · b7 preto peão · c7 preto peão · d7 preto peão · e7 preto peão · f7 preto peão · g7 preto peão · h7 preto peão · e4 branco peão · a2 branco peão · b2 branco peão · c2 branco peão · d2 branco peão · f2 branco peão · g2 branco peão · h2 branco peão · a1 branco torre · b1 branco cavalo · c1 branco bispo · d1 branco rainha · e1 branco rei · f1 branco bispo · g1 branco cavalo · h1 branco torre | a8 preto torre · b8 preto cavalo · c8 preto bispo · d8 preto rainha · e8 preto rei · f8 preto bispo · g8 preto cavalo · h8 preto torre · a7 preto peão · b7 preto peão · c7 preto peão · d7 preto peão · e7 preto peão · f7 preto peão · g7 preto peão · h7 preto peão · e4 branco peão · a2 branco peão · b2 branco peão · c2 branco peão · d2 branco peão · f2 branco peão · g2 branco peão · h2 branco peão · a1 branco torre · b1 branco cavalo · c1 branco bispo · d1 branco rainha · e1 branco rei · f1 branco bispo · g1 branco cavalo · h1 branco torre | a8 preto torre · b8 preto cavalo · c8 preto bispo · d8 preto rainha · e8 preto rei · f8 preto bispo · g8 preto cavalo · h8 preto torre · a7 preto peão · b7 preto peão · c7 preto peão · d7 preto peão · e7 preto peão · f7 preto peão · g7 preto peão · h7 preto peão · e4 branco peão · a2 branco peão · b2 branco peão · c2 branco peão · d2 branco peão · f2 branco peão · g2 branco peão · h2 branco peão · a1 branco torre · b1 branco cavalo · c1 branco bispo · d1 branco rainha · e1 branco rei · f1 branco bispo · g1 branco cavalo · h1 branco torre | a8 preto torre · b8 preto cavalo · c8 preto bispo · d8 preto rainha · e8 preto rei · f8 preto bispo · g8 preto cavalo · h8 preto torre · a7 preto peão · b7 preto peão · c7 preto peão · d7 preto peão · e7 preto peão · f7 preto peão · g7 preto peão · h7 preto peão · e4 branco peão · a2 branco peão · b2 branco peão · c2 branco peão · d2 branco peão · f2 branco peão · g2 branco peão · h2 branco peão · a1 branco torre · b1 branco cavalo · c1 branco bispo · d1 branco rainha · e1 branco rei · f1 branco bispo · g1 branco cavalo · h1 branco torre | a8 preto torre · b8 preto cavalo · c8 preto bispo · d8 preto rainha · e8 preto rei · f8 preto bispo · g8 preto cavalo · h8 preto torre · a7 preto peão · b7 preto peão · c7 preto peão · d7 preto peão · e7 preto peão · f7 preto peão · g7 preto peão · h7 preto peão · e4 branco peão · a2 branco peão · b2 branco peão · c2 branco peão · d2 branco peão · f2 branco peão · g2 branco peão · h2 branco peão · a1 branco torre · b1 branco cavalo · c1 branco bispo · d1 branco rainha · e1 branco rei · f1 branco bispo · g1 branco cavalo · h1 branco torre | 4 |
| 3 | a8 preto torre · b8 preto cavalo · c8 preto bispo · d8 preto rainha · e8 preto rei · f8 preto bispo · g8 preto cavalo · h8 preto torre · a7 preto peão · b7 preto peão · c7 preto peão · d7 preto peão · e7 preto peão · f7 preto peão · g7 preto peão · h7 preto peão · e4 branco peão · a2 branco peão · b2 branco peão · c2 branco peão · d2 branco peão · f2 branco peão · g2 branco peão · h2 branco peão · a1 branco torre · b1 branco cavalo · c1 branco bispo · d1 branco rainha · e1 branco rei · f1 branco bispo · g1 branco cavalo · h1 branco torre | a8 preto torre · b8 preto cavalo · c8 preto bispo · d8 preto rainha · e8 preto rei · f8 preto bispo · g8 preto cavalo · h8 preto torre · a7 preto peão · b7 preto peão · c7 preto peão · d7 preto peão · e7 preto peão · f7 preto peão · g7 preto peão · h7 preto peão · e4 branco peão · a2 branco peão · b2 branco peão · c2 branco peão · d2 branco peão · f2 branco peão · g2 branco peão · h2 branco peão · a1 branco torre · b1 branco cavalo · c1 branco bispo · d1 branco rainha · e1 branco rei · f1 branco bispo · g1 branco cavalo · h1 branco torre | a8 preto torre · b8 preto cavalo · c8 preto bispo · d8 preto rainha · e8 preto rei · f8 preto bispo · g8 preto cavalo · h8 preto torre · a7 preto peão · b7 preto peão · c7 preto peão · d7 preto peão · e7 preto peão · f7 preto peão · g7 preto peão · h7 preto peão · e4 branco peão · a2 branco peão · b2 branco peão · c2 branco peão · d2 branco peão · f2 branco peão · g2 branco peão · h2 branco peão · a1 branco torre · b1 branco cavalo · c1 branco bispo · d1 branco rainha · e1 branco rei · f1 branco bispo · g1 branco cavalo · h1 branco torre | a8 preto torre · b8 preto cavalo · c8 preto bispo · d8 preto rainha · e8 preto rei · f8 preto bispo · g8 preto cavalo · h8 preto torre · a7 preto peão · b7 preto peão · c7 preto peão · d7 preto peão · e7 preto peão · f7 preto peão · g7 preto peão · h7 preto peão · e4 branco peão · a2 branco peão · b2 branco peão · c2 branco peão · d2 branco peão · f2 branco peão · g2 branco peão · h2 branco peão · a1 branco torre · b1 branco cavalo · c1 branco bispo · d1 branco rainha · e1 branco rei · f1 branco bispo · g1 branco cavalo · h1 branco torre | a8 preto torre · b8 preto cavalo · c8 preto bispo · d8 preto rainha · e8 preto rei · f8 preto bispo · g8 preto cavalo · h8 preto torre · a7 preto peão · b7 preto peão · c7 preto peão · d7 preto peão · e7 preto peão · f7 preto peão · g7 preto peão · h7 preto peão · e4 branco peão · a2 branco peão · b2 branco peão · c2 branco peão · d2 branco peão · f2 branco peão · g2 branco peão · h2 branco peão · a1 branco torre · b1 branco cavalo · c1 branco bispo · d1 branco rainha · e1 branco rei · f1 branco bispo · g1 branco cavalo · h1 branco torre | a8 preto torre · b8 preto cavalo · c8 preto bispo · d8 preto rainha · e8 preto rei · f8 preto bispo · g8 preto cavalo · h8 preto torre · a7 preto peão · b7 preto peão · c7 preto peão · d7 preto peão · e7 preto peão · f7 preto peão · g7 preto peão · h7 preto peão · e4 branco peão · a2 branco peão · b2 branco peão · c2 branco peão · d2 branco peão · f2 branco peão · g2 branco peão · h2 branco peão · a1 branco torre · b1 branco cavalo · c1 branco bispo · d1 branco rainha · e1 branco rei · f1 branco bispo · g1 branco cavalo · h1 branco torre | a8 preto torre · b8 preto cavalo · c8 preto bispo · d8 preto rainha · e8 preto rei · f8 preto bispo · g8 preto cavalo · h8 preto torre · a7 preto peão · b7 preto peão · c7 preto peão · d7 preto peão · e7 preto peão · f7 preto peão · g7 preto peão · h7 preto peão · e4 branco peão · a2 branco peão · b2 branco peão · c2 branco peão · d2 branco peão · f2 branco peão · g2 branco peão · h2 branco peão · a1 branco torre · b1 branco cavalo · c1 branco bispo · d1 branco rainha · e1 branco rei · f1 branco bispo · g1 branco cavalo · h1 branco torre | a8 preto torre · b8 preto cavalo · c8 preto bispo · d8 preto rainha · e8 preto rei · f8 preto bispo · g8 preto cavalo · h8 preto torre · a7 preto peão · b7 preto peão · c7 preto peão · d7 preto peão · e7 preto peão · f7 preto peão · g7 preto peão · h7 preto peão · e4 branco peão · a2 branco peão · b2 branco peão · c2 branco peão · d2 branco peão · f2 branco peão · g2 branco peão · h2 branco peão · a1 branco torre · b1 branco cavalo · c1 branco bispo · d1 branco rainha · e1 branco rei · f1 branco bispo · g1 branco cavalo · h1 branco torre | 3 |
| 2 | a8 preto torre · b8 preto cavalo · c8 preto bispo · d8 preto rainha · e8 preto rei · f8 preto bispo · g8 preto cavalo · h8 preto torre · a7 preto peão · b7 preto peão · c7 preto peão · d7 preto peão · e7 preto peão · f7 preto peão · g7 preto peão · h7 preto peão · e4 branco peão · a2 branco peão · b2 branco peão · c2 branco peão · d2 branco peão · f2 branco peão · g2 branco peão · h2 branco peão · a1 branco torre · b1 branco cavalo · c1 branco bispo · d1 branco rainha · e1 branco rei · f1 branco bispo · g1 branco cavalo · h1 branco torre | a8 preto torre · b8 preto cavalo · c8 preto bispo · d8 preto rainha · e8 preto rei · f8 preto bispo · g8 preto cavalo · h8 preto torre · a7 preto peão · b7 preto peão · c7 preto peão · d7 preto peão · e7 preto peão · f7 preto peão · g7 preto peão · h7 preto peão · e4 branco peão · a2 branco peão · b2 branco peão · c2 branco peão · d2 branco peão · f2 branco peão · g2 branco peão · h2 branco peão · a1 branco torre · b1 branco cavalo · c1 branco bispo · d1 branco rainha · e1 branco rei · f1 branco bispo · g1 branco cavalo · h1 branco torre | a8 preto torre · b8 preto cavalo · c8 preto bispo · d8 preto rainha · e8 preto rei · f8 preto bispo · g8 preto cavalo · h8 preto torre · a7 preto peão · b7 preto peão · c7 preto peão · d7 preto peão · e7 preto peão · f7 preto peão · g7 preto peão · h7 preto peão · e4 branco peão · a2 branco peão · b2 branco peão · c2 branco peão · d2 branco peão · f2 branco peão · g2 branco peão · h2 branco peão · a1 branco torre · b1 branco cavalo · c1 branco bispo · d1 branco rainha · e1 branco rei · f1 branco bispo · g1 branco cavalo · h1 branco torre | a8 preto torre · b8 preto cavalo · c8 preto bispo · d8 preto rainha · e8 preto rei · f8 preto bispo · g8 preto cavalo · h8 preto torre · a7 preto peão · b7 preto peão · c7 preto peão · d7 preto peão · e7 preto peão · f7 preto peão · g7 preto peão · h7 preto peão · e4 branco peão · a2 branco peão · b2 branco peão · c2 branco peão · d2 branco peão · f2 branco peão · g2 branco peão · h2 branco peão · a1 branco torre · b1 branco cavalo · c1 branco bispo · d1 branco rainha · e1 branco rei · f1 branco bispo · g1 branco cavalo · h1 branco torre | a8 preto torre · b8 preto cavalo · c8 preto bispo · d8 preto rainha · e8 preto rei · f8 preto bispo · g8 preto cavalo · h8 preto torre · a7 preto peão · b7 preto peão · c7 preto peão · d7 preto peão · e7 preto peão · f7 preto peão · g7 preto peão · h7 preto peão · e4 branco peão · a2 branco peão · b2 branco peão · c2 branco peão · d2 branco peão · f2 branco peão · g2 branco peão · h2 branco peão · a1 branco torre · b1 branco cavalo · c1 branco bispo · d1 branco rainha · e1 branco rei · f1 branco bispo · g1 branco cavalo · h1 branco torre | a8 preto torre · b8 preto cavalo · c8 preto bispo · d8 preto rainha · e8 preto rei · f8 preto bispo · g8 preto cavalo · h8 preto torre · a7 preto peão · b7 preto peão · c7 preto peão · d7 preto peão · e7 preto peão · f7 preto peão · g7 preto peão · h7 preto peão · e4 branco peão · a2 branco peão · b2 branco peão · c2 branco peão · d2 branco peão · f2 branco peão · g2 branco peão · h2 branco peão · a1 branco torre · b1 branco cavalo · c1 branco bispo · d1 branco rainha · e1 branco rei · f1 branco bispo · g1 branco cavalo · h1 branco torre | a8 preto torre · b8 preto cavalo · c8 preto bispo · d8 preto rainha · e8 preto rei · f8 preto bispo · g8 preto cavalo · h8 preto torre · a7 preto peão · b7 preto peão · c7 preto peão · d7 preto peão · e7 preto peão · f7 preto peão · g7 preto peão · h7 preto peão · e4 branco peão · a2 branco peão · b2 branco peão · c2 branco peão · d2 branco peão · f2 branco peão · g2 branco peão · h2 branco peão · a1 branco torre · b1 branco cavalo · c1 branco bispo · d1 branco rainha · e1 branco rei · f1 branco bispo · g1 branco cavalo · h1 branco torre | a8 preto torre · b8 preto cavalo · c8 preto bispo · d8 preto rainha · e8 preto rei · f8 preto bispo · g8 preto cavalo · h8 preto torre · a7 preto peão · b7 preto peão · c7 preto peão · d7 preto peão · e7 preto peão · f7 preto peão · g7 preto peão · h7 preto peão · e4 branco peão · a2 branco peão · b2 branco peão · c2 branco peão · d2 branco peão · f2 branco peão · g2 branco peão · h2 branco peão · a1 branco torre · b1 branco cavalo · c1 branco bispo · d1 branco rainha · e1 branco rei · f1 branco bispo · g1 branco cavalo · h1 branco torre | 2 |
| 1 | a8 preto torre · b8 preto cavalo · c8 preto bispo · d8 preto rainha · e8 preto rei · f8 preto bispo · g8 preto cavalo · h8 preto torre · a7 preto peão · b7 preto peão · c7 preto peão · d7 preto peão · e7 preto peão · f7 preto peão · g7 preto peão · h7 preto peão · e4 branco peão · a2 branco peão · b2 branco peão · c2 branco peão · d2 branco peão · f2 branco peão · g2 branco peão · h2 branco peão · a1 branco torre · b1 branco cavalo · c1 branco bispo · d1 branco rainha · e1 branco rei · f1 branco bispo · g1 branco cavalo · h1 branco torre | a8 preto torre · b8 preto cavalo · c8 preto bispo · d8 preto rainha · e8 preto rei · f8 preto bispo · g8 preto cavalo · h8 preto torre · a7 preto peão · b7 preto peão · c7 preto peão · d7 preto peão · e7 preto peão · f7 preto peão · g7 preto peão · h7 preto peão · e4 branco peão · a2 branco peão · b2 branco peão · c2 branco peão · d2 branco peão · f2 branco peão · g2 branco peão · h2 branco peão · a1 branco torre · b1 branco cavalo · c1 branco bispo · d1 branco rainha · e1 branco rei · f1 branco bispo · g1 branco cavalo · h1 branco torre | a8 preto torre · b8 preto cavalo · c8 preto bispo · d8 preto rainha · e8 preto rei · f8 preto bispo · g8 preto cavalo · h8 preto torre · a7 preto peão · b7 preto peão · c7 preto peão · d7 preto peão · e7 preto peão · f7 preto peão · g7 preto peão · h7 preto peão · e4 branco peão · a2 branco peão · b2 branco peão · c2 branco peão · d2 branco peão · f2 branco peão · g2 branco peão · h2 branco peão · a1 branco torre · b1 branco cavalo · c1 branco bispo · d1 branco rainha · e1 branco rei · f1 branco bispo · g1 branco cavalo · h1 branco torre | a8 preto torre · b8 preto cavalo · c8 preto bispo · d8 preto rainha · e8 preto rei · f8 preto bispo · g8 preto cavalo · h8 preto torre · a7 preto peão · b7 preto peão · c7 preto peão · d7 preto peão · e7 preto peão · f7 preto peão · g7 preto peão · h7 preto peão · e4 branco peão · a2 branco peão · b2 branco peão · c2 branco peão · d2 branco peão · f2 branco peão · g2 branco peão · h2 branco peão · a1 branco torre · b1 branco cavalo · c1 branco bispo · d1 branco rainha · e1 branco rei · f1 branco bispo · g1 branco cavalo · h1 branco torre | a8 preto torre · b8 preto cavalo · c8 preto bispo · d8 preto rainha · e8 preto rei · f8 preto bispo · g8 preto cavalo · h8 preto torre · a7 preto peão · b7 preto peão · c7 preto peão · d7 preto peão · e7 preto peão · f7 preto peão · g7 preto peão · h7 preto peão · e4 branco peão · a2 branco peão · b2 branco peão · c2 branco peão · d2 branco peão · f2 branco peão · g2 branco peão · h2 branco peão · a1 branco torre · b1 branco cavalo · c1 branco bispo · d1 branco rainha · e1 branco rei · f1 branco bispo · g1 branco cavalo · h1 branco torre | a8 preto torre · b8 preto cavalo · c8 preto bispo · d8 preto rainha · e8 preto rei · f8 preto bispo · g8 preto cavalo · h8 preto torre · a7 preto peão · b7 preto peão · c7 preto peão · d7 preto peão · e7 preto peão · f7 preto peão · g7 preto peão · h7 preto peão · e4 branco peão · a2 branco peão · b2 branco peão · c2 branco peão · d2 branco peão · f2 branco peão · g2 branco peão · h2 branco peão · a1 branco torre · b1 branco cavalo · c1 branco bispo · d1 branco rainha · e1 branco rei · f1 branco bispo · g1 branco cavalo · h1 branco torre | a8 preto torre · b8 preto cavalo · c8 preto bispo · d8 preto rainha · e8 preto rei · f8 preto bispo · g8 preto cavalo · h8 preto torre · a7 preto peão · b7 preto peão · c7 preto peão · d7 preto peão · e7 preto peão · f7 preto peão · g7 preto peão · h7 preto peão · e4 branco peão · a2 branco peão · b2 branco peão · c2 branco peão · d2 branco peão · f2 branco peão · g2 branco peão · h2 branco peão · a1 branco torre · b1 branco cavalo · c1 branco bispo · d1 branco rainha · e1 branco rei · f1 branco bispo · g1 branco cavalo · h1 branco torre | a8 preto torre · b8 preto cavalo · c8 preto bispo · d8 preto rainha · e8 preto rei · f8 preto bispo · g8 preto cavalo · h8 preto torre · a7 preto peão · b7 preto peão · c7 preto peão · d7 preto peão · e7 preto peão · f7 preto peão · g7 preto peão · h7 preto peão · e4 branco peão · a2 branco peão · b2 branco peão · c2 branco peão · d2 branco peão · f2 branco peão · g2 branco peão · h2 branco peão · a1 branco torre · b1 branco cavalo · c1 branco bispo · d1 branco rainha · e1 branco rei · f1 branco bispo · g1 branco cavalo · h1 branco torre | 1 |
|   | a | b | c | d | e | f | g | h |   |

Embora seja uma minoria, três mestres de xadrez proeminentes do século XX argumentaram que a vantagem das brancas deve ou pode ser decisiva, assumindo melhor jogada. Weaver Adams, um dos mestres americanos mais avançados, foi um dos proponentes mais conhecidos desta opinião, que ele introduziu no seu livro White to Play and Win (Brancas para Jogar e Vencer), de 1939, e expandindo esta opinião em livros e artigos posteriores até pouco antes de sua morte em 1963. Adams disse que 1.e4 era o "movimento mais forte das brancas”, e que se cada jogador jogasse utilizando as melhores jogadas possíveis, que "as brancas devem vencer",

O argumento de Adams foi bastante ridicularizado. O Grande Mestre Larry Evans escreveu em 1962 que "o senhor Adams e suas opiniões podem ser ligadas com a direita do xadrez. (...) Weaver não está contente com medidas incompletas como igualdade. É tudo ou nada – a lógica da direita". Adams não conseguiu demonstrar a validade de sua teoria nos seus jogos em campeonatos de xadrez. Um ano após a publicação de seu livro, no final do campeonato aberto de xadrez dos Estados Unidos de 1940, ele pontuou apenas uma vez como as brancas, através um empate, mas venceu todos seus quatro jogos jogando como as pretas. De acordo com Sveshnikov, Vsevolod Rauzer, um jogador avançado da União Soviética, e um teórico de xadrez durante a década de 1930, também argumentou durante a década de 1930 que "1.e4 – e as brancas vencem!", e conseguiu comumente provar isto na prática.

### Brancas vencem com 1.d4
|   | a | b | c | d | e | f | g | h |   |
| 8 | a8 preto torre · b8 preto cavalo · c8 preto bispo · d8 preto rainha · e8 preto rei · f8 preto bispo · g8 preto cavalo · h8 preto torre · a7 preto peão · b7 preto peão · c7 preto peão · d7 preto peão · e7 preto peão · f7 preto peão · g7 preto peão · h7 preto peão · d4 branco peão · a2 branco peão · b2 branco peão · c2 branco peão · e2 branco peão · f2 branco peão · g2 branco peão · h2 branco peão · a1 branco torre · b1 branco cavalo · c1 branco bispo · d1 branco rainha · e1 branco rei · f1 branco bispo · g1 branco cavalo · h1 branco torre | a8 preto torre · b8 preto cavalo · c8 preto bispo · d8 preto rainha · e8 preto rei · f8 preto bispo · g8 preto cavalo · h8 preto torre · a7 preto peão · b7 preto peão · c7 preto peão · d7 preto peão · e7 preto peão · f7 preto peão · g7 preto peão · h7 preto peão · d4 branco peão · a2 branco peão · b2 branco peão · c2 branco peão · e2 branco peão · f2 branco peão · g2 branco peão · h2 branco peão · a1 branco torre · b1 branco cavalo · c1 branco bispo · d1 branco rainha · e1 branco rei · f1 branco bispo · g1 branco cavalo · h1 branco torre | a8 preto torre · b8 preto cavalo · c8 preto bispo · d8 preto rainha · e8 preto rei · f8 preto bispo · g8 preto cavalo · h8 preto torre · a7 preto peão · b7 preto peão · c7 preto peão · d7 preto peão · e7 preto peão · f7 preto peão · g7 preto peão · h7 preto peão · d4 branco peão · a2 branco peão · b2 branco peão · c2 branco peão · e2 branco peão · f2 branco peão · g2 branco peão · h2 branco peão · a1 branco torre · b1 branco cavalo · c1 branco bispo · d1 branco rainha · e1 branco rei · f1 branco bispo · g1 branco cavalo · h1 branco torre | a8 preto torre · b8 preto cavalo · c8 preto bispo · d8 preto rainha · e8 preto rei · f8 preto bispo · g8 preto cavalo · h8 preto torre · a7 preto peão · b7 preto peão · c7 preto peão · d7 preto peão · e7 preto peão · f7 preto peão · g7 preto peão · h7 preto peão · d4 branco peão · a2 branco peão · b2 branco peão · c2 branco peão · e2 branco peão · f2 branco peão · g2 branco peão · h2 branco peão · a1 branco torre · b1 branco cavalo · c1 branco bispo · d1 branco rainha · e1 branco rei · f1 branco bispo · g1 branco cavalo · h1 branco torre | a8 preto torre · b8 preto cavalo · c8 preto bispo · d8 preto rainha · e8 preto rei · f8 preto bispo · g8 preto cavalo · h8 preto torre · a7 preto peão · b7 preto peão · c7 preto peão · d7 preto peão · e7 preto peão · f7 preto peão · g7 preto peão · h7 preto peão · d4 branco peão · a2 branco peão · b2 branco peão · c2 branco peão · e2 branco peão · f2 branco peão · g2 branco peão · h2 branco peão · a1 branco torre · b1 branco cavalo · c1 branco bispo · d1 branco rainha · e1 branco rei · f1 branco bispo · g1 branco cavalo · h1 branco torre | a8 preto torre · b8 preto cavalo · c8 preto bispo · d8 preto rainha · e8 preto rei · f8 preto bispo · g8 preto cavalo · h8 preto torre · a7 preto peão · b7 preto peão · c7 preto peão · d7 preto peão · e7 preto peão · f7 preto peão · g7 preto peão · h7 preto peão · d4 branco peão · a2 branco peão · b2 branco peão · c2 branco peão · e2 branco peão · f2 branco peão · g2 branco peão · h2 branco peão · a1 branco torre · b1 branco cavalo · c1 branco bispo · d1 branco rainha · e1 branco rei · f1 branco bispo · g1 branco cavalo · h1 branco torre | a8 preto torre · b8 preto cavalo · c8 preto bispo · d8 preto rainha · e8 preto rei · f8 preto bispo · g8 preto cavalo · h8 preto torre · a7 preto peão · b7 preto peão · c7 preto peão · d7 preto peão · e7 preto peão · f7 preto peão · g7 preto peão · h7 preto peão · d4 branco peão · a2 branco peão · b2 branco peão · c2 branco peão · e2 branco peão · f2 branco peão · g2 branco peão · h2 branco peão · a1 branco torre · b1 branco cavalo · c1 branco bispo · d1 branco rainha · e1 branco rei · f1 branco bispo · g1 branco cavalo · h1 branco torre | a8 preto torre · b8 preto cavalo · c8 preto bispo · d8 preto rainha · e8 preto rei · f8 preto bispo · g8 preto cavalo · h8 preto torre · a7 preto peão · b7 preto peão · c7 preto peão · d7 preto peão · e7 preto peão · f7 preto peão · g7 preto peão · h7 preto peão · d4 branco peão · a2 branco peão · b2 branco peão · c2 branco peão · e2 branco peão · f2 branco peão · g2 branco peão · h2 branco peão · a1 branco torre · b1 branco cavalo · c1 branco bispo · d1 branco rainha · e1 branco rei · f1 branco bispo · g1 branco cavalo · h1 branco torre | 8 |
| 7 | a8 preto torre · b8 preto cavalo · c8 preto bispo · d8 preto rainha · e8 preto rei · f8 preto bispo · g8 preto cavalo · h8 preto torre · a7 preto peão · b7 preto peão · c7 preto peão · d7 preto peão · e7 preto peão · f7 preto peão · g7 preto peão · h7 preto peão · d4 branco peão · a2 branco peão · b2 branco peão · c2 branco peão · e2 branco peão · f2 branco peão · g2 branco peão · h2 branco peão · a1 branco torre · b1 branco cavalo · c1 branco bispo · d1 branco rainha · e1 branco rei · f1 branco bispo · g1 branco cavalo · h1 branco torre | a8 preto torre · b8 preto cavalo · c8 preto bispo · d8 preto rainha · e8 preto rei · f8 preto bispo · g8 preto cavalo · h8 preto torre · a7 preto peão · b7 preto peão · c7 preto peão · d7 preto peão · e7 preto peão · f7 preto peão · g7 preto peão · h7 preto peão · d4 branco peão · a2 branco peão · b2 branco peão · c2 branco peão · e2 branco peão · f2 branco peão · g2 branco peão · h2 branco peão · a1 branco torre · b1 branco cavalo · c1 branco bispo · d1 branco rainha · e1 branco rei · f1 branco bispo · g1 branco cavalo · h1 branco torre | a8 preto torre · b8 preto cavalo · c8 preto bispo · d8 preto rainha · e8 preto rei · f8 preto bispo · g8 preto cavalo · h8 preto torre · a7 preto peão · b7 preto peão · c7 preto peão · d7 preto peão · e7 preto peão · f7 preto peão · g7 preto peão · h7 preto peão · d4 branco peão · a2 branco peão · b2 branco peão · c2 branco peão · e2 branco peão · f2 branco peão · g2 branco peão · h2 branco peão · a1 branco torre · b1 branco cavalo · c1 branco bispo · d1 branco rainha · e1 branco rei · f1 branco bispo · g1 branco cavalo · h1 branco torre | a8 preto torre · b8 preto cavalo · c8 preto bispo · d8 preto rainha · e8 preto rei · f8 preto bispo · g8 preto cavalo · h8 preto torre · a7 preto peão · b7 preto peão · c7 preto peão · d7 preto peão · e7 preto peão · f7 preto peão · g7 preto peão · h7 preto peão · d4 branco peão · a2 branco peão · b2 branco peão · c2 branco peão · e2 branco peão · f2 branco peão · g2 branco peão · h2 branco peão · a1 branco torre · b1 branco cavalo · c1 branco bispo · d1 branco rainha · e1 branco rei · f1 branco bispo · g1 branco cavalo · h1 branco torre | a8 preto torre · b8 preto cavalo · c8 preto bispo · d8 preto rainha · e8 preto rei · f8 preto bispo · g8 preto cavalo · h8 preto torre · a7 preto peão · b7 preto peão · c7 preto peão · d7 preto peão · e7 preto peão · f7 preto peão · g7 preto peão · h7 preto peão · d4 branco peão · a2 branco peão · b2 branco peão · c2 branco peão · e2 branco peão · f2 branco peão · g2 branco peão · h2 branco peão · a1 branco torre · b1 branco cavalo · c1 branco bispo · d1 branco rainha · e1 branco rei · f1 branco bispo · g1 branco cavalo · h1 branco torre | a8 preto torre · b8 preto cavalo · c8 preto bispo · d8 preto rainha · e8 preto rei · f8 preto bispo · g8 preto cavalo · h8 preto torre · a7 preto peão · b7 preto peão · c7 preto peão · d7 preto peão · e7 preto peão · f7 preto peão · g7 preto peão · h7 preto peão · d4 branco peão · a2 branco peão · b2 branco peão · c2 branco peão · e2 branco peão · f2 branco peão · g2 branco peão · h2 branco peão · a1 branco torre · b1 branco cavalo · c1 branco bispo · d1 branco rainha · e1 branco rei · f1 branco bispo · g1 branco cavalo · h1 branco torre | a8 preto torre · b8 preto cavalo · c8 preto bispo · d8 preto rainha · e8 preto rei · f8 preto bispo · g8 preto cavalo · h8 preto torre · a7 preto peão · b7 preto peão · c7 preto peão · d7 preto peão · e7 preto peão · f7 preto peão · g7 preto peão · h7 preto peão · d4 branco peão · a2 branco peão · b2 branco peão · c2 branco peão · e2 branco peão · f2 branco peão · g2 branco peão · h2 branco peão · a1 branco torre · b1 branco cavalo · c1 branco bispo · d1 branco rainha · e1 branco rei · f1 branco bispo · g1 branco cavalo · h1 branco torre | a8 preto torre · b8 preto cavalo · c8 preto bispo · d8 preto rainha · e8 preto rei · f8 preto bispo · g8 preto cavalo · h8 preto torre · a7 preto peão · b7 preto peão · c7 preto peão · d7 preto peão · e7 preto peão · f7 preto peão · g7 preto peão · h7 preto peão · d4 branco peão · a2 branco peão · b2 branco peão · c2 branco peão · e2 branco peão · f2 branco peão · g2 branco peão · h2 branco peão · a1 branco torre · b1 branco cavalo · c1 branco bispo · d1 branco rainha · e1 branco rei · f1 branco bispo · g1 branco cavalo · h1 branco torre | 7 |
| 6 | a8 preto torre · b8 preto cavalo · c8 preto bispo · d8 preto rainha · e8 preto rei · f8 preto bispo · g8 preto cavalo · h8 preto torre · a7 preto peão · b7 preto peão · c7 preto peão · d7 preto peão · e7 preto peão · f7 preto peão · g7 preto peão · h7 preto peão · d4 branco peão · a2 branco peão · b2 branco peão · c2 branco peão · e2 branco peão · f2 branco peão · g2 branco peão · h2 branco peão · a1 branco torre · b1 branco cavalo · c1 branco bispo · d1 branco rainha · e1 branco rei · f1 branco bispo · g1 branco cavalo · h1 branco torre | a8 preto torre · b8 preto cavalo · c8 preto bispo · d8 preto rainha · e8 preto rei · f8 preto bispo · g8 preto cavalo · h8 preto torre · a7 preto peão · b7 preto peão · c7 preto peão · d7 preto peão · e7 preto peão · f7 preto peão · g7 preto peão · h7 preto peão · d4 branco peão · a2 branco peão · b2 branco peão · c2 branco peão · e2 branco peão · f2 branco peão · g2 branco peão · h2 branco peão · a1 branco torre · b1 branco cavalo · c1 branco bispo · d1 branco rainha · e1 branco rei · f1 branco bispo · g1 branco cavalo · h1 branco torre | a8 preto torre · b8 preto cavalo · c8 preto bispo · d8 preto rainha · e8 preto rei · f8 preto bispo · g8 preto cavalo · h8 preto torre · a7 preto peão · b7 preto peão · c7 preto peão · d7 preto peão · e7 preto peão · f7 preto peão · g7 preto peão · h7 preto peão · d4 branco peão · a2 branco peão · b2 branco peão · c2 branco peão · e2 branco peão · f2 branco peão · g2 branco peão · h2 branco peão · a1 branco torre · b1 branco cavalo · c1 branco bispo · d1 branco rainha · e1 branco rei · f1 branco bispo · g1 branco cavalo · h1 branco torre | a8 preto torre · b8 preto cavalo · c8 preto bispo · d8 preto rainha · e8 preto rei · f8 preto bispo · g8 preto cavalo · h8 preto torre · a7 preto peão · b7 preto peão · c7 preto peão · d7 preto peão · e7 preto peão · f7 preto peão · g7 preto peão · h7 preto peão · d4 branco peão · a2 branco peão · b2 branco peão · c2 branco peão · e2 branco peão · f2 branco peão · g2 branco peão · h2 branco peão · a1 branco torre · b1 branco cavalo · c1 branco bispo · d1 branco rainha · e1 branco rei · f1 branco bispo · g1 branco cavalo · h1 branco torre | a8 preto torre · b8 preto cavalo · c8 preto bispo · d8 preto rainha · e8 preto rei · f8 preto bispo · g8 preto cavalo · h8 preto torre · a7 preto peão · b7 preto peão · c7 preto peão · d7 preto peão · e7 preto peão · f7 preto peão · g7 preto peão · h7 preto peão · d4 branco peão · a2 branco peão · b2 branco peão · c2 branco peão · e2 branco peão · f2 branco peão · g2 branco peão · h2 branco peão · a1 branco torre · b1 branco cavalo · c1 branco bispo · d1 branco rainha · e1 branco rei · f1 branco bispo · g1 branco cavalo · h1 branco torre | a8 preto torre · b8 preto cavalo · c8 preto bispo · d8 preto rainha · e8 preto rei · f8 preto bispo · g8 preto cavalo · h8 preto torre · a7 preto peão · b7 preto peão · c7 preto peão · d7 preto peão · e7 preto peão · f7 preto peão · g7 preto peão · h7 preto peão · d4 branco peão · a2 branco peão · b2 branco peão · c2 branco peão · e2 branco peão · f2 branco peão · g2 branco peão · h2 branco peão · a1 branco torre · b1 branco cavalo · c1 branco bispo · d1 branco rainha · e1 branco rei · f1 branco bispo · g1 branco cavalo · h1 branco torre | a8 preto torre · b8 preto cavalo · c8 preto bispo · d8 preto rainha · e8 preto rei · f8 preto bispo · g8 preto cavalo · h8 preto torre · a7 preto peão · b7 preto peão · c7 preto peão · d7 preto peão · e7 preto peão · f7 preto peão · g7 preto peão · h7 preto peão · d4 branco peão · a2 branco peão · b2 branco peão · c2 branco peão · e2 branco peão · f2 branco peão · g2 branco peão · h2 branco peão · a1 branco torre · b1 branco cavalo · c1 branco bispo · d1 branco rainha · e1 branco rei · f1 branco bispo · g1 branco cavalo · h1 branco torre | a8 preto torre · b8 preto cavalo · c8 preto bispo · d8 preto rainha · e8 preto rei · f8 preto bispo · g8 preto cavalo · h8 preto torre · a7 preto peão · b7 preto peão · c7 preto peão · d7 preto peão · e7 preto peão · f7 preto peão · g7 preto peão · h7 preto peão · d4 branco peão · a2 branco peão · b2 branco peão · c2 branco peão · e2 branco peão · f2 branco peão · g2 branco peão · h2 branco peão · a1 branco torre · b1 branco cavalo · c1 branco bispo · d1 branco rainha · e1 branco rei · f1 branco bispo · g1 branco cavalo · h1 branco torre | 6 |
| 5 | a8 preto torre · b8 preto cavalo · c8 preto bispo · d8 preto rainha · e8 preto rei · f8 preto bispo · g8 preto cavalo · h8 preto torre · a7 preto peão · b7 preto peão · c7 preto peão · d7 preto peão · e7 preto peão · f7 preto peão · g7 preto peão · h7 preto peão · d4 branco peão · a2 branco peão · b2 branco peão · c2 branco peão · e2 branco peão · f2 branco peão · g2 branco peão · h2 branco peão · a1 branco torre · b1 branco cavalo · c1 branco bispo · d1 branco rainha · e1 branco rei · f1 branco bispo · g1 branco cavalo · h1 branco torre | a8 preto torre · b8 preto cavalo · c8 preto bispo · d8 preto rainha · e8 preto rei · f8 preto bispo · g8 preto cavalo · h8 preto torre · a7 preto peão · b7 preto peão · c7 preto peão · d7 preto peão · e7 preto peão · f7 preto peão · g7 preto peão · h7 preto peão · d4 branco peão · a2 branco peão · b2 branco peão · c2 branco peão · e2 branco peão · f2 branco peão · g2 branco peão · h2 branco peão · a1 branco torre · b1 branco cavalo · c1 branco bispo · d1 branco rainha · e1 branco rei · f1 branco bispo · g1 branco cavalo · h1 branco torre | a8 preto torre · b8 preto cavalo · c8 preto bispo · d8 preto rainha · e8 preto rei · f8 preto bispo · g8 preto cavalo · h8 preto torre · a7 preto peão · b7 preto peão · c7 preto peão · d7 preto peão · e7 preto peão · f7 preto peão · g7 preto peão · h7 preto peão · d4 branco peão · a2 branco peão · b2 branco peão · c2 branco peão · e2 branco peão · f2 branco peão · g2 branco peão · h2 branco peão · a1 branco torre · b1 branco cavalo · c1 branco bispo · d1 branco rainha · e1 branco rei · f1 branco bispo · g1 branco cavalo · h1 branco torre | a8 preto torre · b8 preto cavalo · c8 preto bispo · d8 preto rainha · e8 preto rei · f8 preto bispo · g8 preto cavalo · h8 preto torre · a7 preto peão · b7 preto peão · c7 preto peão · d7 preto peão · e7 preto peão · f7 preto peão · g7 preto peão · h7 preto peão · d4 branco peão · a2 branco peão · b2 branco peão · c2 branco peão · e2 branco peão · f2 branco peão · g2 branco peão · h2 branco peão · a1 branco torre · b1 branco cavalo · c1 branco bispo · d1 branco rainha · e1 branco rei · f1 branco bispo · g1 branco cavalo · h1 branco torre | a8 preto torre · b8 preto cavalo · c8 preto bispo · d8 preto rainha · e8 preto rei · f8 preto bispo · g8 preto cavalo · h8 preto torre · a7 preto peão · b7 preto peão · c7 preto peão · d7 preto peão · e7 preto peão · f7 preto peão · g7 preto peão · h7 preto peão · d4 branco peão · a2 branco peão · b2 branco peão · c2 branco peão · e2 branco peão · f2 branco peão · g2 branco peão · h2 branco peão · a1 branco torre · b1 branco cavalo · c1 branco bispo · d1 branco rainha · e1 branco rei · f1 branco bispo · g1 branco cavalo · h1 branco torre | a8 preto torre · b8 preto cavalo · c8 preto bispo · d8 preto rainha · e8 preto rei · f8 preto bispo · g8 preto cavalo · h8 preto torre · a7 preto peão · b7 preto peão · c7 preto peão · d7 preto peão · e7 preto peão · f7 preto peão · g7 preto peão · h7 preto peão · d4 branco peão · a2 branco peão · b2 branco peão · c2 branco peão · e2 branco peão · f2 branco peão · g2 branco peão · h2 branco peão · a1 branco torre · b1 branco cavalo · c1 branco bispo · d1 branco rainha · e1 branco rei · f1 branco bispo · g1 branco cavalo · h1 branco torre | a8 preto torre · b8 preto cavalo · c8 preto bispo · d8 preto rainha · e8 preto rei · f8 preto bispo · g8 preto cavalo · h8 preto torre · a7 preto peão · b7 preto peão · c7 preto peão · d7 preto peão · e7 preto peão · f7 preto peão · g7 preto peão · h7 preto peão · d4 branco peão · a2 branco peão · b2 branco peão · c2 branco peão · e2 branco peão · f2 branco peão · g2 branco peão · h2 branco peão · a1 branco torre · b1 branco cavalo · c1 branco bispo · d1 branco rainha · e1 branco rei · f1 branco bispo · g1 branco cavalo · h1 branco torre | a8 preto torre · b8 preto cavalo · c8 preto bispo · d8 preto rainha · e8 preto rei · f8 preto bispo · g8 preto cavalo · h8 preto torre · a7 preto peão · b7 preto peão · c7 preto peão · d7 preto peão · e7 preto peão · f7 preto peão · g7 preto peão · h7 preto peão · d4 branco peão · a2 branco peão · b2 branco peão · c2 branco peão · e2 branco peão · f2 branco peão · g2 branco peão · h2 branco peão · a1 branco torre · b1 branco cavalo · c1 branco bispo · d1 branco rainha · e1 branco rei · f1 branco bispo · g1 branco cavalo · h1 branco torre | 5 |
| 4 | a8 preto torre · b8 preto cavalo · c8 preto bispo · d8 preto rainha · e8 preto rei · f8 preto bispo · g8 preto cavalo · h8 preto torre · a7 preto peão · b7 preto peão · c7 preto peão · d7 preto peão · e7 preto peão · f7 preto peão · g7 preto peão · h7 preto peão · d4 branco peão · a2 branco peão · b2 branco peão · c2 branco peão · e2 branco peão · f2 branco peão · g2 branco peão · h2 branco peão · a1 branco torre · b1 branco cavalo · c1 branco bispo · d1 branco rainha · e1 branco rei · f1 branco bispo · g1 branco cavalo · h1 branco torre | a8 preto torre · b8 preto cavalo · c8 preto bispo · d8 preto rainha · e8 preto rei · f8 preto bispo · g8 preto cavalo · h8 preto torre · a7 preto peão · b7 preto peão · c7 preto peão · d7 preto peão · e7 preto peão · f7 preto peão · g7 preto peão · h7 preto peão · d4 branco peão · a2 branco peão · b2 branco peão · c2 branco peão · e2 branco peão · f2 branco peão · g2 branco peão · h2 branco peão · a1 branco torre · b1 branco cavalo · c1 branco bispo · d1 branco rainha · e1 branco rei · f1 branco bispo · g1 branco cavalo · h1 branco torre | a8 preto torre · b8 preto cavalo · c8 preto bispo · d8 preto rainha · e8 preto rei · f8 preto bispo · g8 preto cavalo · h8 preto torre · a7 preto peão · b7 preto peão · c7 preto peão · d7 preto peão · e7 preto peão · f7 preto peão · g7 preto peão · h7 preto peão · d4 branco peão · a2 branco peão · b2 branco peão · c2 branco peão · e2 branco peão · f2 branco peão · g2 branco peão · h2 branco peão · a1 branco torre · b1 branco cavalo · c1 branco bispo · d1 branco rainha · e1 branco rei · f1 branco bispo · g1 branco cavalo · h1 branco torre | a8 preto torre · b8 preto cavalo · c8 preto bispo · d8 preto rainha · e8 preto rei · f8 preto bispo · g8 preto cavalo · h8 preto torre · a7 preto peão · b7 preto peão · c7 preto peão · d7 preto peão · e7 preto peão · f7 preto peão · g7 preto peão · h7 preto peão · d4 branco peão · a2 branco peão · b2 branco peão · c2 branco peão · e2 branco peão · f2 branco peão · g2 branco peão · h2 branco peão · a1 branco torre · b1 branco cavalo · c1 branco bispo · d1 branco rainha · e1 branco rei · f1 branco bispo · g1 branco cavalo · h1 branco torre | a8 preto torre · b8 preto cavalo · c8 preto bispo · d8 preto rainha · e8 preto rei · f8 preto bispo · g8 preto cavalo · h8 preto torre · a7 preto peão · b7 preto peão · c7 preto peão · d7 preto peão · e7 preto peão · f7 preto peão · g7 preto peão · h7 preto peão · d4 branco peão · a2 branco peão · b2 branco peão · c2 branco peão · e2 branco peão · f2 branco peão · g2 branco peão · h2 branco peão · a1 branco torre · b1 branco cavalo · c1 branco bispo · d1 branco rainha · e1 branco rei · f1 branco bispo · g1 branco cavalo · h1 branco torre | a8 preto torre · b8 preto cavalo · c8 preto bispo · d8 preto rainha · e8 preto rei · f8 preto bispo · g8 preto cavalo · h8 preto torre · a7 preto peão · b7 preto peão · c7 preto peão · d7 preto peão · e7 preto peão · f7 preto peão · g7 preto peão · h7 preto peão · d4 branco peão · a2 branco peão · b2 branco peão · c2 branco peão · e2 branco peão · f2 branco peão · g2 branco peão · h2 branco peão · a1 branco torre · b1 branco cavalo · c1 branco bispo · d1 branco rainha · e1 branco rei · f1 branco bispo · g1 branco cavalo · h1 branco torre | a8 preto torre · b8 preto cavalo · c8 preto bispo · d8 preto rainha · e8 preto rei · f8 preto bispo · g8 preto cavalo · h8 preto torre · a7 preto peão · b7 preto peão · c7 preto peão · d7 preto peão · e7 preto peão · f7 preto peão · g7 preto peão · h7 preto peão · d4 branco peão · a2 branco peão · b2 branco peão · c2 branco peão · e2 branco peão · f2 branco peão · g2 branco peão · h2 branco peão · a1 branco torre · b1 branco cavalo · c1 branco bispo · d1 branco rainha · e1 branco rei · f1 branco bispo · g1 branco cavalo · h1 branco torre | a8 preto torre · b8 preto cavalo · c8 preto bispo · d8 preto rainha · e8 preto rei · f8 preto bispo · g8 preto cavalo · h8 preto torre · a7 preto peão · b7 preto peão · c7 preto peão · d7 preto peão · e7 preto peão · f7 preto peão · g7 preto peão · h7 preto peão · d4 branco peão · a2 branco peão · b2 branco peão · c2 branco peão · e2 branco peão · f2 branco peão · g2 branco peão · h2 branco peão · a1 branco torre · b1 branco cavalo · c1 branco bispo · d1 branco rainha · e1 branco rei · f1 branco bispo · g1 branco cavalo · h1 branco torre | 4 |
| 3 | a8 preto torre · b8 preto cavalo · c8 preto bispo · d8 preto rainha · e8 preto rei · f8 preto bispo · g8 preto cavalo · h8 preto torre · a7 preto peão · b7 preto peão · c7 preto peão · d7 preto peão · e7 preto peão · f7 preto peão · g7 preto peão · h7 preto peão · d4 branco peão · a2 branco peão · b2 branco peão · c2 branco peão · e2 branco peão · f2 branco peão · g2 branco peão · h2 branco peão · a1 branco torre · b1 branco cavalo · c1 branco bispo · d1 branco rainha · e1 branco rei · f1 branco bispo · g1 branco cavalo · h1 branco torre | a8 preto torre · b8 preto cavalo · c8 preto bispo · d8 preto rainha · e8 preto rei · f8 preto bispo · g8 preto cavalo · h8 preto torre · a7 preto peão · b7 preto peão · c7 preto peão · d7 preto peão · e7 preto peão · f7 preto peão · g7 preto peão · h7 preto peão · d4 branco peão · a2 branco peão · b2 branco peão · c2 branco peão · e2 branco peão · f2 branco peão · g2 branco peão · h2 branco peão · a1 branco torre · b1 branco cavalo · c1 branco bispo · d1 branco rainha · e1 branco rei · f1 branco bispo · g1 branco cavalo · h1 branco torre | a8 preto torre · b8 preto cavalo · c8 preto bispo · d8 preto rainha · e8 preto rei · f8 preto bispo · g8 preto cavalo · h8 preto torre · a7 preto peão · b7 preto peão · c7 preto peão · d7 preto peão · e7 preto peão · f7 preto peão · g7 preto peão · h7 preto peão · d4 branco peão · a2 branco peão · b2 branco peão · c2 branco peão · e2 branco peão · f2 branco peão · g2 branco peão · h2 branco peão · a1 branco torre · b1 branco cavalo · c1 branco bispo · d1 branco rainha · e1 branco rei · f1 branco bispo · g1 branco cavalo · h1 branco torre | a8 preto torre · b8 preto cavalo · c8 preto bispo · d8 preto rainha · e8 preto rei · f8 preto bispo · g8 preto cavalo · h8 preto torre · a7 preto peão · b7 preto peão · c7 preto peão · d7 preto peão · e7 preto peão · f7 preto peão · g7 preto peão · h7 preto peão · d4 branco peão · a2 branco peão · b2 branco peão · c2 branco peão · e2 branco peão · f2 branco peão · g2 branco peão · h2 branco peão · a1 branco torre · b1 branco cavalo · c1 branco bispo · d1 branco rainha · e1 branco rei · f1 branco bispo · g1 branco cavalo · h1 branco torre | a8 preto torre · b8 preto cavalo · c8 preto bispo · d8 preto rainha · e8 preto rei · f8 preto bispo · g8 preto cavalo · h8 preto torre · a7 preto peão · b7 preto peão · c7 preto peão · d7 preto peão · e7 preto peão · f7 preto peão · g7 preto peão · h7 preto peão · d4 branco peão · a2 branco peão · b2 branco peão · c2 branco peão · e2 branco peão · f2 branco peão · g2 branco peão · h2 branco peão · a1 branco torre · b1 branco cavalo · c1 branco bispo · d1 branco rainha · e1 branco rei · f1 branco bispo · g1 branco cavalo · h1 branco torre | a8 preto torre · b8 preto cavalo · c8 preto bispo · d8 preto rainha · e8 preto rei · f8 preto bispo · g8 preto cavalo · h8 preto torre · a7 preto peão · b7 preto peão · c7 preto peão · d7 preto peão · e7 preto peão · f7 preto peão · g7 preto peão · h7 preto peão · d4 branco peão · a2 branco peão · b2 branco peão · c2 branco peão · e2 branco peão · f2 branco peão · g2 branco peão · h2 branco peão · a1 branco torre · b1 branco cavalo · c1 branco bispo · d1 branco rainha · e1 branco rei · f1 branco bispo · g1 branco cavalo · h1 branco torre | a8 preto torre · b8 preto cavalo · c8 preto bispo · d8 preto rainha · e8 preto rei · f8 preto bispo · g8 preto cavalo · h8 preto torre · a7 preto peão · b7 preto peão · c7 preto peão · d7 preto peão · e7 preto peão · f7 preto peão · g7 preto peão · h7 preto peão · d4 branco peão · a2 branco peão · b2 branco peão · c2 branco peão · e2 branco peão · f2 branco peão · g2 branco peão · h2 branco peão · a1 branco torre · b1 branco cavalo · c1 branco bispo · d1 branco rainha · e1 branco rei · f1 branco bispo · g1 branco cavalo · h1 branco torre | a8 preto torre · b8 preto cavalo · c8 preto bispo · d8 preto rainha · e8 preto rei · f8 preto bispo · g8 preto cavalo · h8 preto torre · a7 preto peão · b7 preto peão · c7 preto peão · d7 preto peão · e7 preto peão · f7 preto peão · g7 preto peão · h7 preto peão · d4 branco peão · a2 branco peão · b2 branco peão · c2 branco peão · e2 branco peão · f2 branco peão · g2 branco peão · h2 branco peão · a1 branco torre · b1 branco cavalo · c1 branco bispo · d1 branco rainha · e1 branco rei · f1 branco bispo · g1 branco cavalo · h1 branco torre | 3 |
| 2 | a8 preto torre · b8 preto cavalo · c8 preto bispo · d8 preto rainha · e8 preto rei · f8 preto bispo · g8 preto cavalo · h8 preto torre · a7 preto peão · b7 preto peão · c7 preto peão · d7 preto peão · e7 preto peão · f7 preto peão · g7 preto peão · h7 preto peão · d4 branco peão · a2 branco peão · b2 branco peão · c2 branco peão · e2 branco peão · f2 branco peão · g2 branco peão · h2 branco peão · a1 branco torre · b1 branco cavalo · c1 branco bispo · d1 branco rainha · e1 branco rei · f1 branco bispo · g1 branco cavalo · h1 branco torre | a8 preto torre · b8 preto cavalo · c8 preto bispo · d8 preto rainha · e8 preto rei · f8 preto bispo · g8 preto cavalo · h8 preto torre · a7 preto peão · b7 preto peão · c7 preto peão · d7 preto peão · e7 preto peão · f7 preto peão · g7 preto peão · h7 preto peão · d4 branco peão · a2 branco peão · b2 branco peão · c2 branco peão · e2 branco peão · f2 branco peão · g2 branco peão · h2 branco peão · a1 branco torre · b1 branco cavalo · c1 branco bispo · d1 branco rainha · e1 branco rei · f1 branco bispo · g1 branco cavalo · h1 branco torre | a8 preto torre · b8 preto cavalo · c8 preto bispo · d8 preto rainha · e8 preto rei · f8 preto bispo · g8 preto cavalo · h8 preto torre · a7 preto peão · b7 preto peão · c7 preto peão · d7 preto peão · e7 preto peão · f7 preto peão · g7 preto peão · h7 preto peão · d4 branco peão · a2 branco peão · b2 branco peão · c2 branco peão · e2 branco peão · f2 branco peão · g2 branco peão · h2 branco peão · a1 branco torre · b1 branco cavalo · c1 branco bispo · d1 branco rainha · e1 branco rei · f1 branco bispo · g1 branco cavalo · h1 branco torre | a8 preto torre · b8 preto cavalo · c8 preto bispo · d8 preto rainha · e8 preto rei · f8 preto bispo · g8 preto cavalo · h8 preto torre · a7 preto peão · b7 preto peão · c7 preto peão · d7 preto peão · e7 preto peão · f7 preto peão · g7 preto peão · h7 preto peão · d4 branco peão · a2 branco peão · b2 branco peão · c2 branco peão · e2 branco peão · f2 branco peão · g2 branco peão · h2 branco peão · a1 branco torre · b1 branco cavalo · c1 branco bispo · d1 branco rainha · e1 branco rei · f1 branco bispo · g1 branco cavalo · h1 branco torre | a8 preto torre · b8 preto cavalo · c8 preto bispo · d8 preto rainha · e8 preto rei · f8 preto bispo · g8 preto cavalo · h8 preto torre · a7 preto peão · b7 preto peão · c7 preto peão · d7 preto peão · e7 preto peão · f7 preto peão · g7 preto peão · h7 preto peão · d4 branco peão · a2 branco peão · b2 branco peão · c2 branco peão · e2 branco peão · f2 branco peão · g2 branco peão · h2 branco peão · a1 branco torre · b1 branco cavalo · c1 branco bispo · d1 branco rainha · e1 branco rei · f1 branco bispo · g1 branco cavalo · h1 branco torre | a8 preto torre · b8 preto cavalo · c8 preto bispo · d8 preto rainha · e8 preto rei · f8 preto bispo · g8 preto cavalo · h8 preto torre · a7 preto peão · b7 preto peão · c7 preto peão · d7 preto peão · e7 preto peão · f7 preto peão · g7 preto peão · h7 preto peão · d4 branco peão · a2 branco peão · b2 branco peão · c2 branco peão · e2 branco peão · f2 branco peão · g2 branco peão · h2 branco peão · a1 branco torre · b1 branco cavalo · c1 branco bispo · d1 branco rainha · e1 branco rei · f1 branco bispo · g1 branco cavalo · h1 branco torre | a8 preto torre · b8 preto cavalo · c8 preto bispo · d8 preto rainha · e8 preto rei · f8 preto bispo · g8 preto cavalo · h8 preto torre · a7 preto peão · b7 preto peão · c7 preto peão · d7 preto peão · e7 preto peão · f7 preto peão · g7 preto peão · h7 preto peão · d4 branco peão · a2 branco peão · b2 branco peão · c2 branco peão · e2 branco peão · f2 branco peão · g2 branco peão · h2 branco peão · a1 branco torre · b1 branco cavalo · c1 branco bispo · d1 branco rainha · e1 branco rei · f1 branco bispo · g1 branco cavalo · h1 branco torre | a8 preto torre · b8 preto cavalo · c8 preto bispo · d8 preto rainha · e8 preto rei · f8 preto bispo · g8 preto cavalo · h8 preto torre · a7 preto peão · b7 preto peão · c7 preto peão · d7 preto peão · e7 preto peão · f7 preto peão · g7 preto peão · h7 preto peão · d4 branco peão · a2 branco peão · b2 branco peão · c2 branco peão · e2 branco peão · f2 branco peão · g2 branco peão · h2 branco peão · a1 branco torre · b1 branco cavalo · c1 branco bispo · d1 branco rainha · e1 branco rei · f1 branco bispo · g1 branco cavalo · h1 branco torre | 2 |
| 1 | a8 preto torre · b8 preto cavalo · c8 preto bispo · d8 preto rainha · e8 preto rei · f8 preto bispo · g8 preto cavalo · h8 preto torre · a7 preto peão · b7 preto peão · c7 preto peão · d7 preto peão · e7 preto peão · f7 preto peão · g7 preto peão · h7 preto peão · d4 branco peão · a2 branco peão · b2 branco peão · c2 branco peão · e2 branco peão · f2 branco peão · g2 branco peão · h2 branco peão · a1 branco torre · b1 branco cavalo · c1 branco bispo · d1 branco rainha · e1 branco rei · f1 branco bispo · g1 branco cavalo · h1 branco torre | a8 preto torre · b8 preto cavalo · c8 preto bispo · d8 preto rainha · e8 preto rei · f8 preto bispo · g8 preto cavalo · h8 preto torre · a7 preto peão · b7 preto peão · c7 preto peão · d7 preto peão · e7 preto peão · f7 preto peão · g7 preto peão · h7 preto peão · d4 branco peão · a2 branco peão · b2 branco peão · c2 branco peão · e2 branco peão · f2 branco peão · g2 branco peão · h2 branco peão · a1 branco torre · b1 branco cavalo · c1 branco bispo · d1 branco rainha · e1 branco rei · f1 branco bispo · g1 branco cavalo · h1 branco torre | a8 preto torre · b8 preto cavalo · c8 preto bispo · d8 preto rainha · e8 preto rei · f8 preto bispo · g8 preto cavalo · h8 preto torre · a7 preto peão · b7 preto peão · c7 preto peão · d7 preto peão · e7 preto peão · f7 preto peão · g7 preto peão · h7 preto peão · d4 branco peão · a2 branco peão · b2 branco peão · c2 branco peão · e2 branco peão · f2 branco peão · g2 branco peão · h2 branco peão · a1 branco torre · b1 branco cavalo · c1 branco bispo · d1 branco rainha · e1 branco rei · f1 branco bispo · g1 branco cavalo · h1 branco torre | a8 preto torre · b8 preto cavalo · c8 preto bispo · d8 preto rainha · e8 preto rei · f8 preto bispo · g8 preto cavalo · h8 preto torre · a7 preto peão · b7 preto peão · c7 preto peão · d7 preto peão · e7 preto peão · f7 preto peão · g7 preto peão · h7 preto peão · d4 branco peão · a2 branco peão · b2 branco peão · c2 branco peão · e2 branco peão · f2 branco peão · g2 branco peão · h2 branco peão · a1 branco torre · b1 branco cavalo · c1 branco bispo · d1 branco rainha · e1 branco rei · f1 branco bispo · g1 branco cavalo · h1 branco torre | a8 preto torre · b8 preto cavalo · c8 preto bispo · d8 preto rainha · e8 preto rei · f8 preto bispo · g8 preto cavalo · h8 preto torre · a7 preto peão · b7 preto peão · c7 preto peão · d7 preto peão · e7 preto peão · f7 preto peão · g7 preto peão · h7 preto peão · d4 branco peão · a2 branco peão · b2 branco peão · c2 branco peão · e2 branco peão · f2 branco peão · g2 branco peão · h2 branco peão · a1 branco torre · b1 branco cavalo · c1 branco bispo · d1 branco rainha · e1 branco rei · f1 branco bispo · g1 branco cavalo · h1 branco torre | a8 preto torre · b8 preto cavalo · c8 preto bispo · d8 preto rainha · e8 preto rei · f8 preto bispo · g8 preto cavalo · h8 preto torre · a7 preto peão · b7 preto peão · c7 preto peão · d7 preto peão · e7 preto peão · f7 preto peão · g7 preto peão · h7 preto peão · d4 branco peão · a2 branco peão · b2 branco peão · c2 branco peão · e2 branco peão · f2 branco peão · g2 branco peão · h2 branco peão · a1 branco torre · b1 branco cavalo · c1 branco bispo · d1 branco rainha · e1 branco rei · f1 branco bispo · g1 branco cavalo · h1 branco torre | a8 preto torre · b8 preto cavalo · c8 preto bispo · d8 preto rainha · e8 preto rei · f8 preto bispo · g8 preto cavalo · h8 preto torre · a7 preto peão · b7 preto peão · c7 preto peão · d7 preto peão · e7 preto peão · f7 preto peão · g7 preto peão · h7 preto peão · d4 branco peão · a2 branco peão · b2 branco peão · c2 branco peão · e2 branco peão · f2 branco peão · g2 branco peão · h2 branco peão · a1 branco torre · b1 branco cavalo · c1 branco bispo · d1 branco rainha · e1 branco rei · f1 branco bispo · g1 branco cavalo · h1 branco torre | a8 preto torre · b8 preto cavalo · c8 preto bispo · d8 preto rainha · e8 preto rei · f8 preto bispo · g8 preto cavalo · h8 preto torre · a7 preto peão · b7 preto peão · c7 preto peão · d7 preto peão · e7 preto peão · f7 preto peão · g7 preto peão · h7 preto peão · d4 branco peão · a2 branco peão · b2 branco peão · c2 branco peão · e2 branco peão · f2 branco peão · g2 branco peão · h2 branco peão · a1 branco torre · b1 branco cavalo · c1 branco bispo · d1 branco rainha · e1 branco rei · f1 branco bispo · g1 branco cavalo · h1 branco torre | 1 |
|   | a | b | c | d | e | f | g | h |   |

Mais recentemente, o Mestre Internacional Hans Berliner, um antigo campeão mundial de xadrez por correspondência, argumentou em seu livro The System, de 1999, que 1.d4 dá às brancas uma grande e possivelmente decisiva vantagem. Berliner disse que, com as melhores jogadas, as brancas vencem contra a Defesa Grünfeld, o Benoni Moderno, o Gambito Benko e outras “defesas avançadas”, e conseguem ao menos uma grande vantagem em várias linhas do Gambito da dama recusado. Porém, Berliner disse que, "É possível que as regras do xadrez sejam de tal forma que apenas certos números de defesas plausíveis para 1.d4 podem ser recusadas". Berliner disse que as "as teorias de Adams, embora tenham sido ridicularizadas por outros jogadores de xadrez, me impressionaram bastante. Weaver W. Adams foi a primeira pessoa que eu encontrei que realmente possuía teorias sobre como o xadrez deveria ser jogado".
A tese de Berliner, como a de Adams, foi duramente criticada. O Mestre Internacional Jeremy Silman escreveu que "a grande insanidade das alegações de Berliner fez com que eu risse bastante em várias ocasiões (...) O problema é a falta de perspectiva de seus argumentos, a sua convicção sólida sobre seu próprio entendimento de xadrez, e a facilidade em que ele se desfaz das ideias de outros jogadores muito mais imponentes (...) sobre qualquer coisa relacionada com o xadrez".

## Perspectivas modernas
Como explicado anteriormente, teoristas de xadrez em décadas recentes têm continuado a debater o tamanho e a natureza da vantagem das brancas, se existente. Com exceção de Berliner, tais teorias rejeitaram a ideia que as brancas possuem uma vitória forçada desde a posição de abertura. Muitos também rejeitam o paradigma que o objetivo das pretas deve ser neutralizar a iniciativa das brancas e obter igualdade.

### A vantagem das brancas perdura durante o jogo
Em 2004, o Grande Mestre Larry Kaufman expressou uma opinião mais atenuada do que Adams e Berliner, dizendo que a iniciativa do primeiro movimento pode ser sempre transformada em algum tipo de vantagem duradoura, embora não necessariamente decisiva. Kaufman escreveu, “Eu não acredito que as brancas possuam uma vitória forçada no xadrez. Porém, eu acredito que, com ou 1.e4 ou 1.d4, as brancas devem conseguir de uma maneira algum tipo de vantagem que persiste até o final. Se o xadrez fosse pontuado como o boxe, com jogos empatados sendo decididos por algum sistema de pontuação, no qual fosse declarado vencedor o jogador que chegou mais 'próximo' de ganhar, então eu acredito que as brancas possuiriam claramente uma vitória forçada na teoria”.

### Pretas são OK!
Começando em 1988, Ardoján argumentou em uma série de livros e artigos de revistas que as “Pretas são OK!” Sozinho entre escritores modernos, Ardoján disse que as brancas essencialmente iniciam o jogo sem nenhuma vantagem. Ele escreveu, “Na minha opinião, a única vantagem óbvia das brancas é que, se ele ou ela joga por um empate, e faz isso de maneira adequada, então as pretas dificilmente podem evitar isso sem tomar riscos óbvios". Ardoján vai ao ponto de dizer que "a história da vantagem das brancas é um delírio, uma crença baseada em psicose massiva". Rowson escreveu que "as opiniões de Adorján são uma das ideias mais importantes nas duas últimas décadas (...) porque diminuiu nossa assumição que as brancas começam o jogo com alguma vantagem, e revelou sua natureza ideológica". Porém, Rowson rejeitou o argumento de Adorján que as brancas essencialmente não possuem nenhuma vantagem, argumentando que "as brancas são melhores" e "pretas são OK" não são argumentos mutualmente exclusivos.
O Grande Mestre Lajos Portisch disse sobre um dos livros de Adorján que “em ao menos dois terços de todas as aberturas testadas dão às brancas alguma vantagem aparente.” De acordo com Portisch, para as pretas, "a raiz do problema é que pouquíssimas pessoas conhecem quais são as aberturas nas quais as pretas são realmente OK. Estas pessoas não possuem nada a temer, visto que as 'pretas realmente estão OK', mas apenas nessas variações!". Rowson considera isto um ponto importante, notando que “Jogadores utilizando 1.d4 possuem dificuldades para chegar a algum lugar contra a principal linha da defesa eslava e que jogadores utilizando 1.e4 possuem dificuldades notáveis contra a defesa siciliana, variação Najdorf e siciliana de Sveshnikov”.

### Dinamismo
Escritores modernos comumente veem o papel das pretas em termos mais dinâmicos do que meramente tentando equalizar. Rowson escreveu que "a ideia das pretas ao tentar 'equalizar' é questionável. Eu acredito que esta ideia esteja limitada a poucas aberturas, ao invés de ser uma ideia geral para as pretas". Evans escreveu, após um dos jogos dele contra Fischer, que "Fischer revelou seu 'segredo' para mim: ao contrário de outros mestres, ele buscava a vitória com as pretas desde o início. A revelação que as pretas possuem chances dinâmicas e não precisam ficar satisfeitos com mera igualdade foi o ponto de reviravolta de sua carreira", ele disse, Da mesma maneira, Watson disse que Kasparov, quando jogando com as pretas, evita a questão sobre se as brancas possuem uma vantagem de abertura, “pensando em termos da natureza concreta não-balanceada no tabuleiro, e buscando tomar a iniciativa quando possível". Watson observou que “uma abertura energética pelas pretas (...) pode levar à uma posição tão complexa e obscura que falar de igualdade não possui sentido. De vez em quando falamos 'balanceados dinamicamente' ao invés de 'igual' para expressar a opinião de que qualquer jogador pode emergir das complicações com uma vantagem. Este estilo de abertura tornou-se prevalente no xadrez moderno, com os campeões mundiais Fischer e Kasparov como seus praticantes mais visíveis".
Escritores modernos também questionam a ideia que as brancas possuem uma vantagem sistemática. Şubă, em seu livro Dinamic Chess Strategy, de 1991, rejeita a noção que a iniciativa pode ser sempre transformada em uma vantagem duradoura. Ele argumenta que às vezes o jogador com a iniciativa perde a última sem nenhuma razão lógica, e que, “às vezes, você precisa perdê-la. Se você tentar mantê-la, e forçar a barra, seu potencial dinâmico exaustará, e você não será capaz de sustentar um vigoroso contra-ataque". Rowson e Watson concordaram.

### Vantagens de cada lado
Rowson diz que tanto as brancas quanto as pretas possuem certas vantagens.

#### Vantagem das brancas
|   | a | b | c | d | e | f | g | h |   |
| 8 | a8 preto torre · d8 preto rainha · f8 preto torre · g8 preto rei · b7 preto bispo · c7 preto peão · e7 preto bispo · f7 preto peão · g7 preto peão · h7 preto peão · a6 preto peão · c6 preto cavalo · d6 preto peão · f6 preto cavalo · b5 preto peão · e5 preto peão · d4 branco peão · e4 branco peão · b3 branco bispo · c3 branco peão · f3 branco cavalo · h3 branco peão · a2 branco peão · b2 branco peão · f2 branco peão · g2 branco peão · a1 branco torre · b1 branco cavalo · c1 branco bispo · d1 branco rainha · e1 branco torre · g1 branco rei | a8 preto torre · d8 preto rainha · f8 preto torre · g8 preto rei · b7 preto bispo · c7 preto peão · e7 preto bispo · f7 preto peão · g7 preto peão · h7 preto peão · a6 preto peão · c6 preto cavalo · d6 preto peão · f6 preto cavalo · b5 preto peão · e5 preto peão · d4 branco peão · e4 branco peão · b3 branco bispo · c3 branco peão · f3 branco cavalo · h3 branco peão · a2 branco peão · b2 branco peão · f2 branco peão · g2 branco peão · a1 branco torre · b1 branco cavalo · c1 branco bispo · d1 branco rainha · e1 branco torre · g1 branco rei | a8 preto torre · d8 preto rainha · f8 preto torre · g8 preto rei · b7 preto bispo · c7 preto peão · e7 preto bispo · f7 preto peão · g7 preto peão · h7 preto peão · a6 preto peão · c6 preto cavalo · d6 preto peão · f6 preto cavalo · b5 preto peão · e5 preto peão · d4 branco peão · e4 branco peão · b3 branco bispo · c3 branco peão · f3 branco cavalo · h3 branco peão · a2 branco peão · b2 branco peão · f2 branco peão · g2 branco peão · a1 branco torre · b1 branco cavalo · c1 branco bispo · d1 branco rainha · e1 branco torre · g1 branco rei | a8 preto torre · d8 preto rainha · f8 preto torre · g8 preto rei · b7 preto bispo · c7 preto peão · e7 preto bispo · f7 preto peão · g7 preto peão · h7 preto peão · a6 preto peão · c6 preto cavalo · d6 preto peão · f6 preto cavalo · b5 preto peão · e5 preto peão · d4 branco peão · e4 branco peão · b3 branco bispo · c3 branco peão · f3 branco cavalo · h3 branco peão · a2 branco peão · b2 branco peão · f2 branco peão · g2 branco peão · a1 branco torre · b1 branco cavalo · c1 branco bispo · d1 branco rainha · e1 branco torre · g1 branco rei | a8 preto torre · d8 preto rainha · f8 preto torre · g8 preto rei · b7 preto bispo · c7 preto peão · e7 preto bispo · f7 preto peão · g7 preto peão · h7 preto peão · a6 preto peão · c6 preto cavalo · d6 preto peão · f6 preto cavalo · b5 preto peão · e5 preto peão · d4 branco peão · e4 branco peão · b3 branco bispo · c3 branco peão · f3 branco cavalo · h3 branco peão · a2 branco peão · b2 branco peão · f2 branco peão · g2 branco peão · a1 branco torre · b1 branco cavalo · c1 branco bispo · d1 branco rainha · e1 branco torre · g1 branco rei | a8 preto torre · d8 preto rainha · f8 preto torre · g8 preto rei · b7 preto bispo · c7 preto peão · e7 preto bispo · f7 preto peão · g7 preto peão · h7 preto peão · a6 preto peão · c6 preto cavalo · d6 preto peão · f6 preto cavalo · b5 preto peão · e5 preto peão · d4 branco peão · e4 branco peão · b3 branco bispo · c3 branco peão · f3 branco cavalo · h3 branco peão · a2 branco peão · b2 branco peão · f2 branco peão · g2 branco peão · a1 branco torre · b1 branco cavalo · c1 branco bispo · d1 branco rainha · e1 branco torre · g1 branco rei | a8 preto torre · d8 preto rainha · f8 preto torre · g8 preto rei · b7 preto bispo · c7 preto peão · e7 preto bispo · f7 preto peão · g7 preto peão · h7 preto peão · a6 preto peão · c6 preto cavalo · d6 preto peão · f6 preto cavalo · b5 preto peão · e5 preto peão · d4 branco peão · e4 branco peão · b3 branco bispo · c3 branco peão · f3 branco cavalo · h3 branco peão · a2 branco peão · b2 branco peão · f2 branco peão · g2 branco peão · a1 branco torre · b1 branco cavalo · c1 branco bispo · d1 branco rainha · e1 branco torre · g1 branco rei | a8 preto torre · d8 preto rainha · f8 preto torre · g8 preto rei · b7 preto bispo · c7 preto peão · e7 preto bispo · f7 preto peão · g7 preto peão · h7 preto peão · a6 preto peão · c6 preto cavalo · d6 preto peão · f6 preto cavalo · b5 preto peão · e5 preto peão · d4 branco peão · e4 branco peão · b3 branco bispo · c3 branco peão · f3 branco cavalo · h3 branco peão · a2 branco peão · b2 branco peão · f2 branco peão · g2 branco peão · a1 branco torre · b1 branco cavalo · c1 branco bispo · d1 branco rainha · e1 branco torre · g1 branco rei | 8 |
| 7 | a8 preto torre · d8 preto rainha · f8 preto torre · g8 preto rei · b7 preto bispo · c7 preto peão · e7 preto bispo · f7 preto peão · g7 preto peão · h7 preto peão · a6 preto peão · c6 preto cavalo · d6 preto peão · f6 preto cavalo · b5 preto peão · e5 preto peão · d4 branco peão · e4 branco peão · b3 branco bispo · c3 branco peão · f3 branco cavalo · h3 branco peão · a2 branco peão · b2 branco peão · f2 branco peão · g2 branco peão · a1 branco torre · b1 branco cavalo · c1 branco bispo · d1 branco rainha · e1 branco torre · g1 branco rei | a8 preto torre · d8 preto rainha · f8 preto torre · g8 preto rei · b7 preto bispo · c7 preto peão · e7 preto bispo · f7 preto peão · g7 preto peão · h7 preto peão · a6 preto peão · c6 preto cavalo · d6 preto peão · f6 preto cavalo · b5 preto peão · e5 preto peão · d4 branco peão · e4 branco peão · b3 branco bispo · c3 branco peão · f3 branco cavalo · h3 branco peão · a2 branco peão · b2 branco peão · f2 branco peão · g2 branco peão · a1 branco torre · b1 branco cavalo · c1 branco bispo · d1 branco rainha · e1 branco torre · g1 branco rei | a8 preto torre · d8 preto rainha · f8 preto torre · g8 preto rei · b7 preto bispo · c7 preto peão · e7 preto bispo · f7 preto peão · g7 preto peão · h7 preto peão · a6 preto peão · c6 preto cavalo · d6 preto peão · f6 preto cavalo · b5 preto peão · e5 preto peão · d4 branco peão · e4 branco peão · b3 branco bispo · c3 branco peão · f3 branco cavalo · h3 branco peão · a2 branco peão · b2 branco peão · f2 branco peão · g2 branco peão · a1 branco torre · b1 branco cavalo · c1 branco bispo · d1 branco rainha · e1 branco torre · g1 branco rei | a8 preto torre · d8 preto rainha · f8 preto torre · g8 preto rei · b7 preto bispo · c7 preto peão · e7 preto bispo · f7 preto peão · g7 preto peão · h7 preto peão · a6 preto peão · c6 preto cavalo · d6 preto peão · f6 preto cavalo · b5 preto peão · e5 preto peão · d4 branco peão · e4 branco peão · b3 branco bispo · c3 branco peão · f3 branco cavalo · h3 branco peão · a2 branco peão · b2 branco peão · f2 branco peão · g2 branco peão · a1 branco torre · b1 branco cavalo · c1 branco bispo · d1 branco rainha · e1 branco torre · g1 branco rei | a8 preto torre · d8 preto rainha · f8 preto torre · g8 preto rei · b7 preto bispo · c7 preto peão · e7 preto bispo · f7 preto peão · g7 preto peão · h7 preto peão · a6 preto peão · c6 preto cavalo · d6 preto peão · f6 preto cavalo · b5 preto peão · e5 preto peão · d4 branco peão · e4 branco peão · b3 branco bispo · c3 branco peão · f3 branco cavalo · h3 branco peão · a2 branco peão · b2 branco peão · f2 branco peão · g2 branco peão · a1 branco torre · b1 branco cavalo · c1 branco bispo · d1 branco rainha · e1 branco torre · g1 branco rei | a8 preto torre · d8 preto rainha · f8 preto torre · g8 preto rei · b7 preto bispo · c7 preto peão · e7 preto bispo · f7 preto peão · g7 preto peão · h7 preto peão · a6 preto peão · c6 preto cavalo · d6 preto peão · f6 preto cavalo · b5 preto peão · e5 preto peão · d4 branco peão · e4 branco peão · b3 branco bispo · c3 branco peão · f3 branco cavalo · h3 branco peão · a2 branco peão · b2 branco peão · f2 branco peão · g2 branco peão · a1 branco torre · b1 branco cavalo · c1 branco bispo · d1 branco rainha · e1 branco torre · g1 branco rei | a8 preto torre · d8 preto rainha · f8 preto torre · g8 preto rei · b7 preto bispo · c7 preto peão · e7 preto bispo · f7 preto peão · g7 preto peão · h7 preto peão · a6 preto peão · c6 preto cavalo · d6 preto peão · f6 preto cavalo · b5 preto peão · e5 preto peão · d4 branco peão · e4 branco peão · b3 branco bispo · c3 branco peão · f3 branco cavalo · h3 branco peão · a2 branco peão · b2 branco peão · f2 branco peão · g2 branco peão · a1 branco torre · b1 branco cavalo · c1 branco bispo · d1 branco rainha · e1 branco torre · g1 branco rei | a8 preto torre · d8 preto rainha · f8 preto torre · g8 preto rei · b7 preto bispo · c7 preto peão · e7 preto bispo · f7 preto peão · g7 preto peão · h7 preto peão · a6 preto peão · c6 preto cavalo · d6 preto peão · f6 preto cavalo · b5 preto peão · e5 preto peão · d4 branco peão · e4 branco peão · b3 branco bispo · c3 branco peão · f3 branco cavalo · h3 branco peão · a2 branco peão · b2 branco peão · f2 branco peão · g2 branco peão · a1 branco torre · b1 branco cavalo · c1 branco bispo · d1 branco rainha · e1 branco torre · g1 branco rei | 7 |
| 6 | a8 preto torre · d8 preto rainha · f8 preto torre · g8 preto rei · b7 preto bispo · c7 preto peão · e7 preto bispo · f7 preto peão · g7 preto peão · h7 preto peão · a6 preto peão · c6 preto cavalo · d6 preto peão · f6 preto cavalo · b5 preto peão · e5 preto peão · d4 branco peão · e4 branco peão · b3 branco bispo · c3 branco peão · f3 branco cavalo · h3 branco peão · a2 branco peão · b2 branco peão · f2 branco peão · g2 branco peão · a1 branco torre · b1 branco cavalo · c1 branco bispo · d1 branco rainha · e1 branco torre · g1 branco rei | a8 preto torre · d8 preto rainha · f8 preto torre · g8 preto rei · b7 preto bispo · c7 preto peão · e7 preto bispo · f7 preto peão · g7 preto peão · h7 preto peão · a6 preto peão · c6 preto cavalo · d6 preto peão · f6 preto cavalo · b5 preto peão · e5 preto peão · d4 branco peão · e4 branco peão · b3 branco bispo · c3 branco peão · f3 branco cavalo · h3 branco peão · a2 branco peão · b2 branco peão · f2 branco peão · g2 branco peão · a1 branco torre · b1 branco cavalo · c1 branco bispo · d1 branco rainha · e1 branco torre · g1 branco rei | a8 preto torre · d8 preto rainha · f8 preto torre · g8 preto rei · b7 preto bispo · c7 preto peão · e7 preto bispo · f7 preto peão · g7 preto peão · h7 preto peão · a6 preto peão · c6 preto cavalo · d6 preto peão · f6 preto cavalo · b5 preto peão · e5 preto peão · d4 branco peão · e4 branco peão · b3 branco bispo · c3 branco peão · f3 branco cavalo · h3 branco peão · a2 branco peão · b2 branco peão · f2 branco peão · g2 branco peão · a1 branco torre · b1 branco cavalo · c1 branco bispo · d1 branco rainha · e1 branco torre · g1 branco rei | a8 preto torre · d8 preto rainha · f8 preto torre · g8 preto rei · b7 preto bispo · c7 preto peão · e7 preto bispo · f7 preto peão · g7 preto peão · h7 preto peão · a6 preto peão · c6 preto cavalo · d6 preto peão · f6 preto cavalo · b5 preto peão · e5 preto peão · d4 branco peão · e4 branco peão · b3 branco bispo · c3 branco peão · f3 branco cavalo · h3 branco peão · a2 branco peão · b2 branco peão · f2 branco peão · g2 branco peão · a1 branco torre · b1 branco cavalo · c1 branco bispo · d1 branco rainha · e1 branco torre · g1 branco rei | a8 preto torre · d8 preto rainha · f8 preto torre · g8 preto rei · b7 preto bispo · c7 preto peão · e7 preto bispo · f7 preto peão · g7 preto peão · h7 preto peão · a6 preto peão · c6 preto cavalo · d6 preto peão · f6 preto cavalo · b5 preto peão · e5 preto peão · d4 branco peão · e4 branco peão · b3 branco bispo · c3 branco peão · f3 branco cavalo · h3 branco peão · a2 branco peão · b2 branco peão · f2 branco peão · g2 branco peão · a1 branco torre · b1 branco cavalo · c1 branco bispo · d1 branco rainha · e1 branco torre · g1 branco rei | a8 preto torre · d8 preto rainha · f8 preto torre · g8 preto rei · b7 preto bispo · c7 preto peão · e7 preto bispo · f7 preto peão · g7 preto peão · h7 preto peão · a6 preto peão · c6 preto cavalo · d6 preto peão · f6 preto cavalo · b5 preto peão · e5 preto peão · d4 branco peão · e4 branco peão · b3 branco bispo · c3 branco peão · f3 branco cavalo · h3 branco peão · a2 branco peão · b2 branco peão · f2 branco peão · g2 branco peão · a1 branco torre · b1 branco cavalo · c1 branco bispo · d1 branco rainha · e1 branco torre · g1 branco rei | a8 preto torre · d8 preto rainha · f8 preto torre · g8 preto rei · b7 preto bispo · c7 preto peão · e7 preto bispo · f7 preto peão · g7 preto peão · h7 preto peão · a6 preto peão · c6 preto cavalo · d6 preto peão · f6 preto cavalo · b5 preto peão · e5 preto peão · d4 branco peão · e4 branco peão · b3 branco bispo · c3 branco peão · f3 branco cavalo · h3 branco peão · a2 branco peão · b2 branco peão · f2 branco peão · g2 branco peão · a1 branco torre · b1 branco cavalo · c1 branco bispo · d1 branco rainha · e1 branco torre · g1 branco rei | a8 preto torre · d8 preto rainha · f8 preto torre · g8 preto rei · b7 preto bispo · c7 preto peão · e7 preto bispo · f7 preto peão · g7 preto peão · h7 preto peão · a6 preto peão · c6 preto cavalo · d6 preto peão · f6 preto cavalo · b5 preto peão · e5 preto peão · d4 branco peão · e4 branco peão · b3 branco bispo · c3 branco peão · f3 branco cavalo · h3 branco peão · a2 branco peão · b2 branco peão · f2 branco peão · g2 branco peão · a1 branco torre · b1 branco cavalo · c1 branco bispo · d1 branco rainha · e1 branco torre · g1 branco rei | 6 |
| 5 | a8 preto torre · d8 preto rainha · f8 preto torre · g8 preto rei · b7 preto bispo · c7 preto peão · e7 preto bispo · f7 preto peão · g7 preto peão · h7 preto peão · a6 preto peão · c6 preto cavalo · d6 preto peão · f6 preto cavalo · b5 preto peão · e5 preto peão · d4 branco peão · e4 branco peão · b3 branco bispo · c3 branco peão · f3 branco cavalo · h3 branco peão · a2 branco peão · b2 branco peão · f2 branco peão · g2 branco peão · a1 branco torre · b1 branco cavalo · c1 branco bispo · d1 branco rainha · e1 branco torre · g1 branco rei | a8 preto torre · d8 preto rainha · f8 preto torre · g8 preto rei · b7 preto bispo · c7 preto peão · e7 preto bispo · f7 preto peão · g7 preto peão · h7 preto peão · a6 preto peão · c6 preto cavalo · d6 preto peão · f6 preto cavalo · b5 preto peão · e5 preto peão · d4 branco peão · e4 branco peão · b3 branco bispo · c3 branco peão · f3 branco cavalo · h3 branco peão · a2 branco peão · b2 branco peão · f2 branco peão · g2 branco peão · a1 branco torre · b1 branco cavalo · c1 branco bispo · d1 branco rainha · e1 branco torre · g1 branco rei | a8 preto torre · d8 preto rainha · f8 preto torre · g8 preto rei · b7 preto bispo · c7 preto peão · e7 preto bispo · f7 preto peão · g7 preto peão · h7 preto peão · a6 preto peão · c6 preto cavalo · d6 preto peão · f6 preto cavalo · b5 preto peão · e5 preto peão · d4 branco peão · e4 branco peão · b3 branco bispo · c3 branco peão · f3 branco cavalo · h3 branco peão · a2 branco peão · b2 branco peão · f2 branco peão · g2 branco peão · a1 branco torre · b1 branco cavalo · c1 branco bispo · d1 branco rainha · e1 branco torre · g1 branco rei | a8 preto torre · d8 preto rainha · f8 preto torre · g8 preto rei · b7 preto bispo · c7 preto peão · e7 preto bispo · f7 preto peão · g7 preto peão · h7 preto peão · a6 preto peão · c6 preto cavalo · d6 preto peão · f6 preto cavalo · b5 preto peão · e5 preto peão · d4 branco peão · e4 branco peão · b3 branco bispo · c3 branco peão · f3 branco cavalo · h3 branco peão · a2 branco peão · b2 branco peão · f2 branco peão · g2 branco peão · a1 branco torre · b1 branco cavalo · c1 branco bispo · d1 branco rainha · e1 branco torre · g1 branco rei | a8 preto torre · d8 preto rainha · f8 preto torre · g8 preto rei · b7 preto bispo · c7 preto peão · e7 preto bispo · f7 preto peão · g7 preto peão · h7 preto peão · a6 preto peão · c6 preto cavalo · d6 preto peão · f6 preto cavalo · b5 preto peão · e5 preto peão · d4 branco peão · e4 branco peão · b3 branco bispo · c3 branco peão · f3 branco cavalo · h3 branco peão · a2 branco peão · b2 branco peão · f2 branco peão · g2 branco peão · a1 branco torre · b1 branco cavalo · c1 branco bispo · d1 branco rainha · e1 branco torre · g1 branco rei | a8 preto torre · d8 preto rainha · f8 preto torre · g8 preto rei · b7 preto bispo · c7 preto peão · e7 preto bispo · f7 preto peão · g7 preto peão · h7 preto peão · a6 preto peão · c6 preto cavalo · d6 preto peão · f6 preto cavalo · b5 preto peão · e5 preto peão · d4 branco peão · e4 branco peão · b3 branco bispo · c3 branco peão · f3 branco cavalo · h3 branco peão · a2 branco peão · b2 branco peão · f2 branco peão · g2 branco peão · a1 branco torre · b1 branco cavalo · c1 branco bispo · d1 branco rainha · e1 branco torre · g1 branco rei | a8 preto torre · d8 preto rainha · f8 preto torre · g8 preto rei · b7 preto bispo · c7 preto peão · e7 preto bispo · f7 preto peão · g7 preto peão · h7 preto peão · a6 preto peão · c6 preto cavalo · d6 preto peão · f6 preto cavalo · b5 preto peão · e5 preto peão · d4 branco peão · e4 branco peão · b3 branco bispo · c3 branco peão · f3 branco cavalo · h3 branco peão · a2 branco peão · b2 branco peão · f2 branco peão · g2 branco peão · a1 branco torre · b1 branco cavalo · c1 branco bispo · d1 branco rainha · e1 branco torre · g1 branco rei | a8 preto torre · d8 preto rainha · f8 preto torre · g8 preto rei · b7 preto bispo · c7 preto peão · e7 preto bispo · f7 preto peão · g7 preto peão · h7 preto peão · a6 preto peão · c6 preto cavalo · d6 preto peão · f6 preto cavalo · b5 preto peão · e5 preto peão · d4 branco peão · e4 branco peão · b3 branco bispo · c3 branco peão · f3 branco cavalo · h3 branco peão · a2 branco peão · b2 branco peão · f2 branco peão · g2 branco peão · a1 branco torre · b1 branco cavalo · c1 branco bispo · d1 branco rainha · e1 branco torre · g1 branco rei | 5 |
| 4 | a8 preto torre · d8 preto rainha · f8 preto torre · g8 preto rei · b7 preto bispo · c7 preto peão · e7 preto bispo · f7 preto peão · g7 preto peão · h7 preto peão · a6 preto peão · c6 preto cavalo · d6 preto peão · f6 preto cavalo · b5 preto peão · e5 preto peão · d4 branco peão · e4 branco peão · b3 branco bispo · c3 branco peão · f3 branco cavalo · h3 branco peão · a2 branco peão · b2 branco peão · f2 branco peão · g2 branco peão · a1 branco torre · b1 branco cavalo · c1 branco bispo · d1 branco rainha · e1 branco torre · g1 branco rei | a8 preto torre · d8 preto rainha · f8 preto torre · g8 preto rei · b7 preto bispo · c7 preto peão · e7 preto bispo · f7 preto peão · g7 preto peão · h7 preto peão · a6 preto peão · c6 preto cavalo · d6 preto peão · f6 preto cavalo · b5 preto peão · e5 preto peão · d4 branco peão · e4 branco peão · b3 branco bispo · c3 branco peão · f3 branco cavalo · h3 branco peão · a2 branco peão · b2 branco peão · f2 branco peão · g2 branco peão · a1 branco torre · b1 branco cavalo · c1 branco bispo · d1 branco rainha · e1 branco torre · g1 branco rei | a8 preto torre · d8 preto rainha · f8 preto torre · g8 preto rei · b7 preto bispo · c7 preto peão · e7 preto bispo · f7 preto peão · g7 preto peão · h7 preto peão · a6 preto peão · c6 preto cavalo · d6 preto peão · f6 preto cavalo · b5 preto peão · e5 preto peão · d4 branco peão · e4 branco peão · b3 branco bispo · c3 branco peão · f3 branco cavalo · h3 branco peão · a2 branco peão · b2 branco peão · f2 branco peão · g2 branco peão · a1 branco torre · b1 branco cavalo · c1 branco bispo · d1 branco rainha · e1 branco torre · g1 branco rei | a8 preto torre · d8 preto rainha · f8 preto torre · g8 preto rei · b7 preto bispo · c7 preto peão · e7 preto bispo · f7 preto peão · g7 preto peão · h7 preto peão · a6 preto peão · c6 preto cavalo · d6 preto peão · f6 preto cavalo · b5 preto peão · e5 preto peão · d4 branco peão · e4 branco peão · b3 branco bispo · c3 branco peão · f3 branco cavalo · h3 branco peão · a2 branco peão · b2 branco peão · f2 branco peão · g2 branco peão · a1 branco torre · b1 branco cavalo · c1 branco bispo · d1 branco rainha · e1 branco torre · g1 branco rei | a8 preto torre · d8 preto rainha · f8 preto torre · g8 preto rei · b7 preto bispo · c7 preto peão · e7 preto bispo · f7 preto peão · g7 preto peão · h7 preto peão · a6 preto peão · c6 preto cavalo · d6 preto peão · f6 preto cavalo · b5 preto peão · e5 preto peão · d4 branco peão · e4 branco peão · b3 branco bispo · c3 branco peão · f3 branco cavalo · h3 branco peão · a2 branco peão · b2 branco peão · f2 branco peão · g2 branco peão · a1 branco torre · b1 branco cavalo · c1 branco bispo · d1 branco rainha · e1 branco torre · g1 branco rei | a8 preto torre · d8 preto rainha · f8 preto torre · g8 preto rei · b7 preto bispo · c7 preto peão · e7 preto bispo · f7 preto peão · g7 preto peão · h7 preto peão · a6 preto peão · c6 preto cavalo · d6 preto peão · f6 preto cavalo · b5 preto peão · e5 preto peão · d4 branco peão · e4 branco peão · b3 branco bispo · c3 branco peão · f3 branco cavalo · h3 branco peão · a2 branco peão · b2 branco peão · f2 branco peão · g2 branco peão · a1 branco torre · b1 branco cavalo · c1 branco bispo · d1 branco rainha · e1 branco torre · g1 branco rei | a8 preto torre · d8 preto rainha · f8 preto torre · g8 preto rei · b7 preto bispo · c7 preto peão · e7 preto bispo · f7 preto peão · g7 preto peão · h7 preto peão · a6 preto peão · c6 preto cavalo · d6 preto peão · f6 preto cavalo · b5 preto peão · e5 preto peão · d4 branco peão · e4 branco peão · b3 branco bispo · c3 branco peão · f3 branco cavalo · h3 branco peão · a2 branco peão · b2 branco peão · f2 branco peão · g2 branco peão · a1 branco torre · b1 branco cavalo · c1 branco bispo · d1 branco rainha · e1 branco torre · g1 branco rei | a8 preto torre · d8 preto rainha · f8 preto torre · g8 preto rei · b7 preto bispo · c7 preto peão · e7 preto bispo · f7 preto peão · g7 preto peão · h7 preto peão · a6 preto peão · c6 preto cavalo · d6 preto peão · f6 preto cavalo · b5 preto peão · e5 preto peão · d4 branco peão · e4 branco peão · b3 branco bispo · c3 branco peão · f3 branco cavalo · h3 branco peão · a2 branco peão · b2 branco peão · f2 branco peão · g2 branco peão · a1 branco torre · b1 branco cavalo · c1 branco bispo · d1 branco rainha · e1 branco torre · g1 branco rei | 4 |
| 3 | a8 preto torre · d8 preto rainha · f8 preto torre · g8 preto rei · b7 preto bispo · c7 preto peão · e7 preto bispo · f7 preto peão · g7 preto peão · h7 preto peão · a6 preto peão · c6 preto cavalo · d6 preto peão · f6 preto cavalo · b5 preto peão · e5 preto peão · d4 branco peão · e4 branco peão · b3 branco bispo · c3 branco peão · f3 branco cavalo · h3 branco peão · a2 branco peão · b2 branco peão · f2 branco peão · g2 branco peão · a1 branco torre · b1 branco cavalo · c1 branco bispo · d1 branco rainha · e1 branco torre · g1 branco rei | a8 preto torre · d8 preto rainha · f8 preto torre · g8 preto rei · b7 preto bispo · c7 preto peão · e7 preto bispo · f7 preto peão · g7 preto peão · h7 preto peão · a6 preto peão · c6 preto cavalo · d6 preto peão · f6 preto cavalo · b5 preto peão · e5 preto peão · d4 branco peão · e4 branco peão · b3 branco bispo · c3 branco peão · f3 branco cavalo · h3 branco peão · a2 branco peão · b2 branco peão · f2 branco peão · g2 branco peão · a1 branco torre · b1 branco cavalo · c1 branco bispo · d1 branco rainha · e1 branco torre · g1 branco rei | a8 preto torre · d8 preto rainha · f8 preto torre · g8 preto rei · b7 preto bispo · c7 preto peão · e7 preto bispo · f7 preto peão · g7 preto peão · h7 preto peão · a6 preto peão · c6 preto cavalo · d6 preto peão · f6 preto cavalo · b5 preto peão · e5 preto peão · d4 branco peão · e4 branco peão · b3 branco bispo · c3 branco peão · f3 branco cavalo · h3 branco peão · a2 branco peão · b2 branco peão · f2 branco peão · g2 branco peão · a1 branco torre · b1 branco cavalo · c1 branco bispo · d1 branco rainha · e1 branco torre · g1 branco rei | a8 preto torre · d8 preto rainha · f8 preto torre · g8 preto rei · b7 preto bispo · c7 preto peão · e7 preto bispo · f7 preto peão · g7 preto peão · h7 preto peão · a6 preto peão · c6 preto cavalo · d6 preto peão · f6 preto cavalo · b5 preto peão · e5 preto peão · d4 branco peão · e4 branco peão · b3 branco bispo · c3 branco peão · f3 branco cavalo · h3 branco peão · a2 branco peão · b2 branco peão · f2 branco peão · g2 branco peão · a1 branco torre · b1 branco cavalo · c1 branco bispo · d1 branco rainha · e1 branco torre · g1 branco rei | a8 preto torre · d8 preto rainha · f8 preto torre · g8 preto rei · b7 preto bispo · c7 preto peão · e7 preto bispo · f7 preto peão · g7 preto peão · h7 preto peão · a6 preto peão · c6 preto cavalo · d6 preto peão · f6 preto cavalo · b5 preto peão · e5 preto peão · d4 branco peão · e4 branco peão · b3 branco bispo · c3 branco peão · f3 branco cavalo · h3 branco peão · a2 branco peão · b2 branco peão · f2 branco peão · g2 branco peão · a1 branco torre · b1 branco cavalo · c1 branco bispo · d1 branco rainha · e1 branco torre · g1 branco rei | a8 preto torre · d8 preto rainha · f8 preto torre · g8 preto rei · b7 preto bispo · c7 preto peão · e7 preto bispo · f7 preto peão · g7 preto peão · h7 preto peão · a6 preto peão · c6 preto cavalo · d6 preto peão · f6 preto cavalo · b5 preto peão · e5 preto peão · d4 branco peão · e4 branco peão · b3 branco bispo · c3 branco peão · f3 branco cavalo · h3 branco peão · a2 branco peão · b2 branco peão · f2 branco peão · g2 branco peão · a1 branco torre · b1 branco cavalo · c1 branco bispo · d1 branco rainha · e1 branco torre · g1 branco rei | a8 preto torre · d8 preto rainha · f8 preto torre · g8 preto rei · b7 preto bispo · c7 preto peão · e7 preto bispo · f7 preto peão · g7 preto peão · h7 preto peão · a6 preto peão · c6 preto cavalo · d6 preto peão · f6 preto cavalo · b5 preto peão · e5 preto peão · d4 branco peão · e4 branco peão · b3 branco bispo · c3 branco peão · f3 branco cavalo · h3 branco peão · a2 branco peão · b2 branco peão · f2 branco peão · g2 branco peão · a1 branco torre · b1 branco cavalo · c1 branco bispo · d1 branco rainha · e1 branco torre · g1 branco rei | a8 preto torre · d8 preto rainha · f8 preto torre · g8 preto rei · b7 preto bispo · c7 preto peão · e7 preto bispo · f7 preto peão · g7 preto peão · h7 preto peão · a6 preto peão · c6 preto cavalo · d6 preto peão · f6 preto cavalo · b5 preto peão · e5 preto peão · d4 branco peão · e4 branco peão · b3 branco bispo · c3 branco peão · f3 branco cavalo · h3 branco peão · a2 branco peão · b2 branco peão · f2 branco peão · g2 branco peão · a1 branco torre · b1 branco cavalo · c1 branco bispo · d1 branco rainha · e1 branco torre · g1 branco rei | 3 |
| 2 | a8 preto torre · d8 preto rainha · f8 preto torre · g8 preto rei · b7 preto bispo · c7 preto peão · e7 preto bispo · f7 preto peão · g7 preto peão · h7 preto peão · a6 preto peão · c6 preto cavalo · d6 preto peão · f6 preto cavalo · b5 preto peão · e5 preto peão · d4 branco peão · e4 branco peão · b3 branco bispo · c3 branco peão · f3 branco cavalo · h3 branco peão · a2 branco peão · b2 branco peão · f2 branco peão · g2 branco peão · a1 branco torre · b1 branco cavalo · c1 branco bispo · d1 branco rainha · e1 branco torre · g1 branco rei | a8 preto torre · d8 preto rainha · f8 preto torre · g8 preto rei · b7 preto bispo · c7 preto peão · e7 preto bispo · f7 preto peão · g7 preto peão · h7 preto peão · a6 preto peão · c6 preto cavalo · d6 preto peão · f6 preto cavalo · b5 preto peão · e5 preto peão · d4 branco peão · e4 branco peão · b3 branco bispo · c3 branco peão · f3 branco cavalo · h3 branco peão · a2 branco peão · b2 branco peão · f2 branco peão · g2 branco peão · a1 branco torre · b1 branco cavalo · c1 branco bispo · d1 branco rainha · e1 branco torre · g1 branco rei | a8 preto torre · d8 preto rainha · f8 preto torre · g8 preto rei · b7 preto bispo · c7 preto peão · e7 preto bispo · f7 preto peão · g7 preto peão · h7 preto peão · a6 preto peão · c6 preto cavalo · d6 preto peão · f6 preto cavalo · b5 preto peão · e5 preto peão · d4 branco peão · e4 branco peão · b3 branco bispo · c3 branco peão · f3 branco cavalo · h3 branco peão · a2 branco peão · b2 branco peão · f2 branco peão · g2 branco peão · a1 branco torre · b1 branco cavalo · c1 branco bispo · d1 branco rainha · e1 branco torre · g1 branco rei | a8 preto torre · d8 preto rainha · f8 preto torre · g8 preto rei · b7 preto bispo · c7 preto peão · e7 preto bispo · f7 preto peão · g7 preto peão · h7 preto peão · a6 preto peão · c6 preto cavalo · d6 preto peão · f6 preto cavalo · b5 preto peão · e5 preto peão · d4 branco peão · e4 branco peão · b3 branco bispo · c3 branco peão · f3 branco cavalo · h3 branco peão · a2 branco peão · b2 branco peão · f2 branco peão · g2 branco peão · a1 branco torre · b1 branco cavalo · c1 branco bispo · d1 branco rainha · e1 branco torre · g1 branco rei | a8 preto torre · d8 preto rainha · f8 preto torre · g8 preto rei · b7 preto bispo · c7 preto peão · e7 preto bispo · f7 preto peão · g7 preto peão · h7 preto peão · a6 preto peão · c6 preto cavalo · d6 preto peão · f6 preto cavalo · b5 preto peão · e5 preto peão · d4 branco peão · e4 branco peão · b3 branco bispo · c3 branco peão · f3 branco cavalo · h3 branco peão · a2 branco peão · b2 branco peão · f2 branco peão · g2 branco peão · a1 branco torre · b1 branco cavalo · c1 branco bispo · d1 branco rainha · e1 branco torre · g1 branco rei | a8 preto torre · d8 preto rainha · f8 preto torre · g8 preto rei · b7 preto bispo · c7 preto peão · e7 preto bispo · f7 preto peão · g7 preto peão · h7 preto peão · a6 preto peão · c6 preto cavalo · d6 preto peão · f6 preto cavalo · b5 preto peão · e5 preto peão · d4 branco peão · e4 branco peão · b3 branco bispo · c3 branco peão · f3 branco cavalo · h3 branco peão · a2 branco peão · b2 branco peão · f2 branco peão · g2 branco peão · a1 branco torre · b1 branco cavalo · c1 branco bispo · d1 branco rainha · e1 branco torre · g1 branco rei | a8 preto torre · d8 preto rainha · f8 preto torre · g8 preto rei · b7 preto bispo · c7 preto peão · e7 preto bispo · f7 preto peão · g7 preto peão · h7 preto peão · a6 preto peão · c6 preto cavalo · d6 preto peão · f6 preto cavalo · b5 preto peão · e5 preto peão · d4 branco peão · e4 branco peão · b3 branco bispo · c3 branco peão · f3 branco cavalo · h3 branco peão · a2 branco peão · b2 branco peão · f2 branco peão · g2 branco peão · a1 branco torre · b1 branco cavalo · c1 branco bispo · d1 branco rainha · e1 branco torre · g1 branco rei | a8 preto torre · d8 preto rainha · f8 preto torre · g8 preto rei · b7 preto bispo · c7 preto peão · e7 preto bispo · f7 preto peão · g7 preto peão · h7 preto peão · a6 preto peão · c6 preto cavalo · d6 preto peão · f6 preto cavalo · b5 preto peão · e5 preto peão · d4 branco peão · e4 branco peão · b3 branco bispo · c3 branco peão · f3 branco cavalo · h3 branco peão · a2 branco peão · b2 branco peão · f2 branco peão · g2 branco peão · a1 branco torre · b1 branco cavalo · c1 branco bispo · d1 branco rainha · e1 branco torre · g1 branco rei | 2 |
| 1 | a8 preto torre · d8 preto rainha · f8 preto torre · g8 preto rei · b7 preto bispo · c7 preto peão · e7 preto bispo · f7 preto peão · g7 preto peão · h7 preto peão · a6 preto peão · c6 preto cavalo · d6 preto peão · f6 preto cavalo · b5 preto peão · e5 preto peão · d4 branco peão · e4 branco peão · b3 branco bispo · c3 branco peão · f3 branco cavalo · h3 branco peão · a2 branco peão · b2 branco peão · f2 branco peão · g2 branco peão · a1 branco torre · b1 branco cavalo · c1 branco bispo · d1 branco rainha · e1 branco torre · g1 branco rei | a8 preto torre · d8 preto rainha · f8 preto torre · g8 preto rei · b7 preto bispo · c7 preto peão · e7 preto bispo · f7 preto peão · g7 preto peão · h7 preto peão · a6 preto peão · c6 preto cavalo · d6 preto peão · f6 preto cavalo · b5 preto peão · e5 preto peão · d4 branco peão · e4 branco peão · b3 branco bispo · c3 branco peão · f3 branco cavalo · h3 branco peão · a2 branco peão · b2 branco peão · f2 branco peão · g2 branco peão · a1 branco torre · b1 branco cavalo · c1 branco bispo · d1 branco rainha · e1 branco torre · g1 branco rei | a8 preto torre · d8 preto rainha · f8 preto torre · g8 preto rei · b7 preto bispo · c7 preto peão · e7 preto bispo · f7 preto peão · g7 preto peão · h7 preto peão · a6 preto peão · c6 preto cavalo · d6 preto peão · f6 preto cavalo · b5 preto peão · e5 preto peão · d4 branco peão · e4 branco peão · b3 branco bispo · c3 branco peão · f3 branco cavalo · h3 branco peão · a2 branco peão · b2 branco peão · f2 branco peão · g2 branco peão · a1 branco torre · b1 branco cavalo · c1 branco bispo · d1 branco rainha · e1 branco torre · g1 branco rei | a8 preto torre · d8 preto rainha · f8 preto torre · g8 preto rei · b7 preto bispo · c7 preto peão · e7 preto bispo · f7 preto peão · g7 preto peão · h7 preto peão · a6 preto peão · c6 preto cavalo · d6 preto peão · f6 preto cavalo · b5 preto peão · e5 preto peão · d4 branco peão · e4 branco peão · b3 branco bispo · c3 branco peão · f3 branco cavalo · h3 branco peão · a2 branco peão · b2 branco peão · f2 branco peão · g2 branco peão · a1 branco torre · b1 branco cavalo · c1 branco bispo · d1 branco rainha · e1 branco torre · g1 branco rei | a8 preto torre · d8 preto rainha · f8 preto torre · g8 preto rei · b7 preto bispo · c7 preto peão · e7 preto bispo · f7 preto peão · g7 preto peão · h7 preto peão · a6 preto peão · c6 preto cavalo · d6 preto peão · f6 preto cavalo · b5 preto peão · e5 preto peão · d4 branco peão · e4 branco peão · b3 branco bispo · c3 branco peão · f3 branco cavalo · h3 branco peão · a2 branco peão · b2 branco peão · f2 branco peão · g2 branco peão · a1 branco torre · b1 branco cavalo · c1 branco bispo · d1 branco rainha · e1 branco torre · g1 branco rei | a8 preto torre · d8 preto rainha · f8 preto torre · g8 preto rei · b7 preto bispo · c7 preto peão · e7 preto bispo · f7 preto peão · g7 preto peão · h7 preto peão · a6 preto peão · c6 preto cavalo · d6 preto peão · f6 preto cavalo · b5 preto peão · e5 preto peão · d4 branco peão · e4 branco peão · b3 branco bispo · c3 branco peão · f3 branco cavalo · h3 branco peão · a2 branco peão · b2 branco peão · f2 branco peão · g2 branco peão · a1 branco torre · b1 branco cavalo · c1 branco bispo · d1 branco rainha · e1 branco torre · g1 branco rei | a8 preto torre · d8 preto rainha · f8 preto torre · g8 preto rei · b7 preto bispo · c7 preto peão · e7 preto bispo · f7 preto peão · g7 preto peão · h7 preto peão · a6 preto peão · c6 preto cavalo · d6 preto peão · f6 preto cavalo · b5 preto peão · e5 preto peão · d4 branco peão · e4 branco peão · b3 branco bispo · c3 branco peão · f3 branco cavalo · h3 branco peão · a2 branco peão · b2 branco peão · f2 branco peão · g2 branco peão · a1 branco torre · b1 branco cavalo · c1 branco bispo · d1 branco rainha · e1 branco torre · g1 branco rei | a8 preto torre · d8 preto rainha · f8 preto torre · g8 preto rei · b7 preto bispo · c7 preto peão · e7 preto bispo · f7 preto peão · g7 preto peão · h7 preto peão · a6 preto peão · c6 preto cavalo · d6 preto peão · f6 preto cavalo · b5 preto peão · e5 preto peão · d4 branco peão · e4 branco peão · b3 branco bispo · c3 branco peão · f3 branco cavalo · h3 branco peão · a2 branco peão · b2 branco peão · f2 branco peão · g2 branco peão · a1 branco torre · b1 branco cavalo · c1 branco bispo · d1 branco rainha · e1 branco torre · g1 branco rei | 1 |
|   | a | b | c | d | e | f | g | h |   |

De acordo com Rowson, a primeira vantagem das brancas é que "a vantagem do primeiro movimento possui algumas similaridades com o serviço em tênis, na qual as brancas podem realizar um ace (por exemplo, com uma poderosa abertura iniciativa), possui maior controle sobre a direção do jogo, e possui um segundo serviço, no qual, caso o jogo não vá como o esperado, sua posição não é geralmente perdida". Em segundo lugar, as brancas começam com alguma iniciativa, embora Rowson argumente que esta seja uma vantagem psicológica ao invés de posicional, e que "se o primeiro movimento leva à uma vantagem posicional depende das habilidades relativas dos jogadores". Şubă possui um argumento similar: "A iniciativa é uma vantagem subjetiva. Ela cria promessas de ganhar uma vantagem objetiva quando o oponente erra, o que é um evento provável quando seu oponente está sob pressão. A iniciativa também é uma vantagem dinâmica quando ajuda você a ganhar tempo, provocando movimentos passivos através de movimentos ativos. Acima de tudo, a iniciativa é uma vantagem psicológica, explorando a natureza humana bem como as possibilidades contidas na posição". Em terceiro lugar, alguns jogadores são capazes de usar a iniciativa para "jogar um tipo de serviço e voleio em xadrez, no qual as pretas são pressionadas através de uma tática profunda de abertura preparada e ofensiva". Em quarto lugar, "se as brancas querem empatar, comumente não é fácil prevenir isso por parte das pretas. Esta vantagem é particularmente aguda em casos nos quais há repetição de três movimentos, no qual as brancas podem começar a repetição sem realmente querer um empate, e as pretas precisam decidir desviar, antes de realmente saber se as brancas estão a fazer bluff".
Rowson cita o exemplo da variação Zaitsev de Ruy López. Após 1.e4 e5 2.Cf3 Cc6 3.Bb5 a6 4.Ba4 Cf6 5.0-0 Be7 6.Te1 b5 7.Bb3 0-0 8.c3 d6 9.h3 Bb7 10.d4 Te8 (iniciando a variação Zaitsev), as brancas podem repetir movimentos com 11.Cg5 Tf8 12.Cf3. Isto colocam as pretas em uma posição difícil, visto que as pretas devem ou insistir em continuar com a variação Zaitsev com 12...Te8, permitindo as brancas a escolher entre o empate através da repetição de movimentos com 13.Cg5 Tf8 14.Cf3, ou jogar com um movimento diferente; ou jogando com uma variação diferente, e possivelmente inferior, realizando um movimento outro que 12...Te8.

### Vantagens das pretas
Rowson argumenta que as pretas também possuem várias vantagens. Primeiro, "a vantagem alegada às brancas é de certa maneira uma obrigação de jogar para uma vitória, e as pretas podem frequentemente utilizar este fato para sua vantagem". Segundo, "o 'movimento extra' das brancas pode ser um peso difícil de carregar, e as brancas por vezes encontram-se em uma forma moderada de zugzwang". Terceiro, embora as brancas começam o jogo com a iniciativa, se “as pretas retém uma posição flexível com boas possibilidades de reação, esta iniciativa pode ser absorvida, passando habitualmente para as pretas". Quarto, "o fato que as brancas movem antes das pretas frequentemente dão às pretas informações úteis". Şubă também argumenta que a vantagem das brancas é na realidade de menos do que um movimento, visto que as brancas, movendo primeiro, permite as pretas a reagir adequadamente aos planos das brancas, e escreveu que “em termos da teoria matemática do xadrez, este é um jogo de informação completa, e que a informação disponível às pretas é sempre maior – por um movimento!”.
Rowson também notou que as chances das pretas aumentam drasticamente quando são utilizadas boas aberturas, que tendem a ser aquelas com flexibilidade e potencial latente, "ao invés daquelas que dão às brancas alvos fixos, ou que deixam as brancas a tomar a iniciativa prematuramente". Rowson também salienta que "as brancas possuem 'a iniciativa', e não 'a vantagem'. O sucesso com as pretas depende em ver além da iniciativa e pensar das posições em termos de 'potencial'". Estas ideias são exemplificadas pelo ouriço, um sistema dinâmico contra a abertura inglesa que pode surgir de várias ordens de movimentos. Uma posição típica surge após 1.c4 c5 2.Cf3 Cf6 3.g3 b6 4.Bg2 Bb7 5.0-0 e6 6.Cc3 Be7 7.d4 cxd4 8.Dxd4 d6 9.e4 a6. As brancas possuem uma vantagem de espaço, enquanto que as pretas frequentemente manobram suas peças nas duas últimas colunas do tabuleiro, mas as brancas “devem manter um olho constante na possível liberação dos peões b5 e d5”. Watson remarcou que “o objetivo das pretas é permanecer elástico e flexível, com várias opções para suas peças, enquanto que as brancas podem ficar paralisados a certo ponto pela necessidade de proteger contra várias possíveis quedas na defesa. Watson também, observa que "as brancas tendem a serem paralisadas pela atividade latente das pretas, à medida que as pretas em si estão paralisadas pela vantagem de espaço das brancas". Além disso, tentativas das brancas em destruir uma posição das pretas normalmente resulta em desastre. Um exemplo disso é o jogo entre dois Grandes Mestres a seguir:
|   | a | b | c | d | e | f | g | h |   |
| 8 | c8 preto torre · d8 preto torre · g8 preto rei · b7 preto bispo · c7 preto rainha · e7 preto bispo · f7 preto peão · g7 preto peão · a6 preto peão · b6 preto peão · d6 preto peão · e6 preto peão · f6 preto cavalo · g6 preto cavalo · h5 preto peão · a4 branco peão · c4 branco peão · e4 branco peão · f4 branco peão · b3 branco peão · c3 branco cavalo · f3 branco cavalo · g3 branco peão · h3 branco peão · b2 branco bispo · e2 branco rainha · g2 branco bispo · a1 branco torre · d1 branco torre · g1 branco rei | c8 preto torre · d8 preto torre · g8 preto rei · b7 preto bispo · c7 preto rainha · e7 preto bispo · f7 preto peão · g7 preto peão · a6 preto peão · b6 preto peão · d6 preto peão · e6 preto peão · f6 preto cavalo · g6 preto cavalo · h5 preto peão · a4 branco peão · c4 branco peão · e4 branco peão · f4 branco peão · b3 branco peão · c3 branco cavalo · f3 branco cavalo · g3 branco peão · h3 branco peão · b2 branco bispo · e2 branco rainha · g2 branco bispo · a1 branco torre · d1 branco torre · g1 branco rei | c8 preto torre · d8 preto torre · g8 preto rei · b7 preto bispo · c7 preto rainha · e7 preto bispo · f7 preto peão · g7 preto peão · a6 preto peão · b6 preto peão · d6 preto peão · e6 preto peão · f6 preto cavalo · g6 preto cavalo · h5 preto peão · a4 branco peão · c4 branco peão · e4 branco peão · f4 branco peão · b3 branco peão · c3 branco cavalo · f3 branco cavalo · g3 branco peão · h3 branco peão · b2 branco bispo · e2 branco rainha · g2 branco bispo · a1 branco torre · d1 branco torre · g1 branco rei | c8 preto torre · d8 preto torre · g8 preto rei · b7 preto bispo · c7 preto rainha · e7 preto bispo · f7 preto peão · g7 preto peão · a6 preto peão · b6 preto peão · d6 preto peão · e6 preto peão · f6 preto cavalo · g6 preto cavalo · h5 preto peão · a4 branco peão · c4 branco peão · e4 branco peão · f4 branco peão · b3 branco peão · c3 branco cavalo · f3 branco cavalo · g3 branco peão · h3 branco peão · b2 branco bispo · e2 branco rainha · g2 branco bispo · a1 branco torre · d1 branco torre · g1 branco rei | c8 preto torre · d8 preto torre · g8 preto rei · b7 preto bispo · c7 preto rainha · e7 preto bispo · f7 preto peão · g7 preto peão · a6 preto peão · b6 preto peão · d6 preto peão · e6 preto peão · f6 preto cavalo · g6 preto cavalo · h5 preto peão · a4 branco peão · c4 branco peão · e4 branco peão · f4 branco peão · b3 branco peão · c3 branco cavalo · f3 branco cavalo · g3 branco peão · h3 branco peão · b2 branco bispo · e2 branco rainha · g2 branco bispo · a1 branco torre · d1 branco torre · g1 branco rei | c8 preto torre · d8 preto torre · g8 preto rei · b7 preto bispo · c7 preto rainha · e7 preto bispo · f7 preto peão · g7 preto peão · a6 preto peão · b6 preto peão · d6 preto peão · e6 preto peão · f6 preto cavalo · g6 preto cavalo · h5 preto peão · a4 branco peão · c4 branco peão · e4 branco peão · f4 branco peão · b3 branco peão · c3 branco cavalo · f3 branco cavalo · g3 branco peão · h3 branco peão · b2 branco bispo · e2 branco rainha · g2 branco bispo · a1 branco torre · d1 branco torre · g1 branco rei | c8 preto torre · d8 preto torre · g8 preto rei · b7 preto bispo · c7 preto rainha · e7 preto bispo · f7 preto peão · g7 preto peão · a6 preto peão · b6 preto peão · d6 preto peão · e6 preto peão · f6 preto cavalo · g6 preto cavalo · h5 preto peão · a4 branco peão · c4 branco peão · e4 branco peão · f4 branco peão · b3 branco peão · c3 branco cavalo · f3 branco cavalo · g3 branco peão · h3 branco peão · b2 branco bispo · e2 branco rainha · g2 branco bispo · a1 branco torre · d1 branco torre · g1 branco rei | c8 preto torre · d8 preto torre · g8 preto rei · b7 preto bispo · c7 preto rainha · e7 preto bispo · f7 preto peão · g7 preto peão · a6 preto peão · b6 preto peão · d6 preto peão · e6 preto peão · f6 preto cavalo · g6 preto cavalo · h5 preto peão · a4 branco peão · c4 branco peão · e4 branco peão · f4 branco peão · b3 branco peão · c3 branco cavalo · f3 branco cavalo · g3 branco peão · h3 branco peão · b2 branco bispo · e2 branco rainha · g2 branco bispo · a1 branco torre · d1 branco torre · g1 branco rei | 8 |
| 7 | c8 preto torre · d8 preto torre · g8 preto rei · b7 preto bispo · c7 preto rainha · e7 preto bispo · f7 preto peão · g7 preto peão · a6 preto peão · b6 preto peão · d6 preto peão · e6 preto peão · f6 preto cavalo · g6 preto cavalo · h5 preto peão · a4 branco peão · c4 branco peão · e4 branco peão · f4 branco peão · b3 branco peão · c3 branco cavalo · f3 branco cavalo · g3 branco peão · h3 branco peão · b2 branco bispo · e2 branco rainha · g2 branco bispo · a1 branco torre · d1 branco torre · g1 branco rei | c8 preto torre · d8 preto torre · g8 preto rei · b7 preto bispo · c7 preto rainha · e7 preto bispo · f7 preto peão · g7 preto peão · a6 preto peão · b6 preto peão · d6 preto peão · e6 preto peão · f6 preto cavalo · g6 preto cavalo · h5 preto peão · a4 branco peão · c4 branco peão · e4 branco peão · f4 branco peão · b3 branco peão · c3 branco cavalo · f3 branco cavalo · g3 branco peão · h3 branco peão · b2 branco bispo · e2 branco rainha · g2 branco bispo · a1 branco torre · d1 branco torre · g1 branco rei | c8 preto torre · d8 preto torre · g8 preto rei · b7 preto bispo · c7 preto rainha · e7 preto bispo · f7 preto peão · g7 preto peão · a6 preto peão · b6 preto peão · d6 preto peão · e6 preto peão · f6 preto cavalo · g6 preto cavalo · h5 preto peão · a4 branco peão · c4 branco peão · e4 branco peão · f4 branco peão · b3 branco peão · c3 branco cavalo · f3 branco cavalo · g3 branco peão · h3 branco peão · b2 branco bispo · e2 branco rainha · g2 branco bispo · a1 branco torre · d1 branco torre · g1 branco rei | c8 preto torre · d8 preto torre · g8 preto rei · b7 preto bispo · c7 preto rainha · e7 preto bispo · f7 preto peão · g7 preto peão · a6 preto peão · b6 preto peão · d6 preto peão · e6 preto peão · f6 preto cavalo · g6 preto cavalo · h5 preto peão · a4 branco peão · c4 branco peão · e4 branco peão · f4 branco peão · b3 branco peão · c3 branco cavalo · f3 branco cavalo · g3 branco peão · h3 branco peão · b2 branco bispo · e2 branco rainha · g2 branco bispo · a1 branco torre · d1 branco torre · g1 branco rei | c8 preto torre · d8 preto torre · g8 preto rei · b7 preto bispo · c7 preto rainha · e7 preto bispo · f7 preto peão · g7 preto peão · a6 preto peão · b6 preto peão · d6 preto peão · e6 preto peão · f6 preto cavalo · g6 preto cavalo · h5 preto peão · a4 branco peão · c4 branco peão · e4 branco peão · f4 branco peão · b3 branco peão · c3 branco cavalo · f3 branco cavalo · g3 branco peão · h3 branco peão · b2 branco bispo · e2 branco rainha · g2 branco bispo · a1 branco torre · d1 branco torre · g1 branco rei | c8 preto torre · d8 preto torre · g8 preto rei · b7 preto bispo · c7 preto rainha · e7 preto bispo · f7 preto peão · g7 preto peão · a6 preto peão · b6 preto peão · d6 preto peão · e6 preto peão · f6 preto cavalo · g6 preto cavalo · h5 preto peão · a4 branco peão · c4 branco peão · e4 branco peão · f4 branco peão · b3 branco peão · c3 branco cavalo · f3 branco cavalo · g3 branco peão · h3 branco peão · b2 branco bispo · e2 branco rainha · g2 branco bispo · a1 branco torre · d1 branco torre · g1 branco rei | c8 preto torre · d8 preto torre · g8 preto rei · b7 preto bispo · c7 preto rainha · e7 preto bispo · f7 preto peão · g7 preto peão · a6 preto peão · b6 preto peão · d6 preto peão · e6 preto peão · f6 preto cavalo · g6 preto cavalo · h5 preto peão · a4 branco peão · c4 branco peão · e4 branco peão · f4 branco peão · b3 branco peão · c3 branco cavalo · f3 branco cavalo · g3 branco peão · h3 branco peão · b2 branco bispo · e2 branco rainha · g2 branco bispo · a1 branco torre · d1 branco torre · g1 branco rei | c8 preto torre · d8 preto torre · g8 preto rei · b7 preto bispo · c7 preto rainha · e7 preto bispo · f7 preto peão · g7 preto peão · a6 preto peão · b6 preto peão · d6 preto peão · e6 preto peão · f6 preto cavalo · g6 preto cavalo · h5 preto peão · a4 branco peão · c4 branco peão · e4 branco peão · f4 branco peão · b3 branco peão · c3 branco cavalo · f3 branco cavalo · g3 branco peão · h3 branco peão · b2 branco bispo · e2 branco rainha · g2 branco bispo · a1 branco torre · d1 branco torre · g1 branco rei | 7 |
| 6 | c8 preto torre · d8 preto torre · g8 preto rei · b7 preto bispo · c7 preto rainha · e7 preto bispo · f7 preto peão · g7 preto peão · a6 preto peão · b6 preto peão · d6 preto peão · e6 preto peão · f6 preto cavalo · g6 preto cavalo · h5 preto peão · a4 branco peão · c4 branco peão · e4 branco peão · f4 branco peão · b3 branco peão · c3 branco cavalo · f3 branco cavalo · g3 branco peão · h3 branco peão · b2 branco bispo · e2 branco rainha · g2 branco bispo · a1 branco torre · d1 branco torre · g1 branco rei | c8 preto torre · d8 preto torre · g8 preto rei · b7 preto bispo · c7 preto rainha · e7 preto bispo · f7 preto peão · g7 preto peão · a6 preto peão · b6 preto peão · d6 preto peão · e6 preto peão · f6 preto cavalo · g6 preto cavalo · h5 preto peão · a4 branco peão · c4 branco peão · e4 branco peão · f4 branco peão · b3 branco peão · c3 branco cavalo · f3 branco cavalo · g3 branco peão · h3 branco peão · b2 branco bispo · e2 branco rainha · g2 branco bispo · a1 branco torre · d1 branco torre · g1 branco rei | c8 preto torre · d8 preto torre · g8 preto rei · b7 preto bispo · c7 preto rainha · e7 preto bispo · f7 preto peão · g7 preto peão · a6 preto peão · b6 preto peão · d6 preto peão · e6 preto peão · f6 preto cavalo · g6 preto cavalo · h5 preto peão · a4 branco peão · c4 branco peão · e4 branco peão · f4 branco peão · b3 branco peão · c3 branco cavalo · f3 branco cavalo · g3 branco peão · h3 branco peão · b2 branco bispo · e2 branco rainha · g2 branco bispo · a1 branco torre · d1 branco torre · g1 branco rei | c8 preto torre · d8 preto torre · g8 preto rei · b7 preto bispo · c7 preto rainha · e7 preto bispo · f7 preto peão · g7 preto peão · a6 preto peão · b6 preto peão · d6 preto peão · e6 preto peão · f6 preto cavalo · g6 preto cavalo · h5 preto peão · a4 branco peão · c4 branco peão · e4 branco peão · f4 branco peão · b3 branco peão · c3 branco cavalo · f3 branco cavalo · g3 branco peão · h3 branco peão · b2 branco bispo · e2 branco rainha · g2 branco bispo · a1 branco torre · d1 branco torre · g1 branco rei | c8 preto torre · d8 preto torre · g8 preto rei · b7 preto bispo · c7 preto rainha · e7 preto bispo · f7 preto peão · g7 preto peão · a6 preto peão · b6 preto peão · d6 preto peão · e6 preto peão · f6 preto cavalo · g6 preto cavalo · h5 preto peão · a4 branco peão · c4 branco peão · e4 branco peão · f4 branco peão · b3 branco peão · c3 branco cavalo · f3 branco cavalo · g3 branco peão · h3 branco peão · b2 branco bispo · e2 branco rainha · g2 branco bispo · a1 branco torre · d1 branco torre · g1 branco rei | c8 preto torre · d8 preto torre · g8 preto rei · b7 preto bispo · c7 preto rainha · e7 preto bispo · f7 preto peão · g7 preto peão · a6 preto peão · b6 preto peão · d6 preto peão · e6 preto peão · f6 preto cavalo · g6 preto cavalo · h5 preto peão · a4 branco peão · c4 branco peão · e4 branco peão · f4 branco peão · b3 branco peão · c3 branco cavalo · f3 branco cavalo · g3 branco peão · h3 branco peão · b2 branco bispo · e2 branco rainha · g2 branco bispo · a1 branco torre · d1 branco torre · g1 branco rei | c8 preto torre · d8 preto torre · g8 preto rei · b7 preto bispo · c7 preto rainha · e7 preto bispo · f7 preto peão · g7 preto peão · a6 preto peão · b6 preto peão · d6 preto peão · e6 preto peão · f6 preto cavalo · g6 preto cavalo · h5 preto peão · a4 branco peão · c4 branco peão · e4 branco peão · f4 branco peão · b3 branco peão · c3 branco cavalo · f3 branco cavalo · g3 branco peão · h3 branco peão · b2 branco bispo · e2 branco rainha · g2 branco bispo · a1 branco torre · d1 branco torre · g1 branco rei | c8 preto torre · d8 preto torre · g8 preto rei · b7 preto bispo · c7 preto rainha · e7 preto bispo · f7 preto peão · g7 preto peão · a6 preto peão · b6 preto peão · d6 preto peão · e6 preto peão · f6 preto cavalo · g6 preto cavalo · h5 preto peão · a4 branco peão · c4 branco peão · e4 branco peão · f4 branco peão · b3 branco peão · c3 branco cavalo · f3 branco cavalo · g3 branco peão · h3 branco peão · b2 branco bispo · e2 branco rainha · g2 branco bispo · a1 branco torre · d1 branco torre · g1 branco rei | 6 |
| 5 | c8 preto torre · d8 preto torre · g8 preto rei · b7 preto bispo · c7 preto rainha · e7 preto bispo · f7 preto peão · g7 preto peão · a6 preto peão · b6 preto peão · d6 preto peão · e6 preto peão · f6 preto cavalo · g6 preto cavalo · h5 preto peão · a4 branco peão · c4 branco peão · e4 branco peão · f4 branco peão · b3 branco peão · c3 branco cavalo · f3 branco cavalo · g3 branco peão · h3 branco peão · b2 branco bispo · e2 branco rainha · g2 branco bispo · a1 branco torre · d1 branco torre · g1 branco rei | c8 preto torre · d8 preto torre · g8 preto rei · b7 preto bispo · c7 preto rainha · e7 preto bispo · f7 preto peão · g7 preto peão · a6 preto peão · b6 preto peão · d6 preto peão · e6 preto peão · f6 preto cavalo · g6 preto cavalo · h5 preto peão · a4 branco peão · c4 branco peão · e4 branco peão · f4 branco peão · b3 branco peão · c3 branco cavalo · f3 branco cavalo · g3 branco peão · h3 branco peão · b2 branco bispo · e2 branco rainha · g2 branco bispo · a1 branco torre · d1 branco torre · g1 branco rei | c8 preto torre · d8 preto torre · g8 preto rei · b7 preto bispo · c7 preto rainha · e7 preto bispo · f7 preto peão · g7 preto peão · a6 preto peão · b6 preto peão · d6 preto peão · e6 preto peão · f6 preto cavalo · g6 preto cavalo · h5 preto peão · a4 branco peão · c4 branco peão · e4 branco peão · f4 branco peão · b3 branco peão · c3 branco cavalo · f3 branco cavalo · g3 branco peão · h3 branco peão · b2 branco bispo · e2 branco rainha · g2 branco bispo · a1 branco torre · d1 branco torre · g1 branco rei | c8 preto torre · d8 preto torre · g8 preto rei · b7 preto bispo · c7 preto rainha · e7 preto bispo · f7 preto peão · g7 preto peão · a6 preto peão · b6 preto peão · d6 preto peão · e6 preto peão · f6 preto cavalo · g6 preto cavalo · h5 preto peão · a4 branco peão · c4 branco peão · e4 branco peão · f4 branco peão · b3 branco peão · c3 branco cavalo · f3 branco cavalo · g3 branco peão · h3 branco peão · b2 branco bispo · e2 branco rainha · g2 branco bispo · a1 branco torre · d1 branco torre · g1 branco rei | c8 preto torre · d8 preto torre · g8 preto rei · b7 preto bispo · c7 preto rainha · e7 preto bispo · f7 preto peão · g7 preto peão · a6 preto peão · b6 preto peão · d6 preto peão · e6 preto peão · f6 preto cavalo · g6 preto cavalo · h5 preto peão · a4 branco peão · c4 branco peão · e4 branco peão · f4 branco peão · b3 branco peão · c3 branco cavalo · f3 branco cavalo · g3 branco peão · h3 branco peão · b2 branco bispo · e2 branco rainha · g2 branco bispo · a1 branco torre · d1 branco torre · g1 branco rei | c8 preto torre · d8 preto torre · g8 preto rei · b7 preto bispo · c7 preto rainha · e7 preto bispo · f7 preto peão · g7 preto peão · a6 preto peão · b6 preto peão · d6 preto peão · e6 preto peão · f6 preto cavalo · g6 preto cavalo · h5 preto peão · a4 branco peão · c4 branco peão · e4 branco peão · f4 branco peão · b3 branco peão · c3 branco cavalo · f3 branco cavalo · g3 branco peão · h3 branco peão · b2 branco bispo · e2 branco rainha · g2 branco bispo · a1 branco torre · d1 branco torre · g1 branco rei | c8 preto torre · d8 preto torre · g8 preto rei · b7 preto bispo · c7 preto rainha · e7 preto bispo · f7 preto peão · g7 preto peão · a6 preto peão · b6 preto peão · d6 preto peão · e6 preto peão · f6 preto cavalo · g6 preto cavalo · h5 preto peão · a4 branco peão · c4 branco peão · e4 branco peão · f4 branco peão · b3 branco peão · c3 branco cavalo · f3 branco cavalo · g3 branco peão · h3 branco peão · b2 branco bispo · e2 branco rainha · g2 branco bispo · a1 branco torre · d1 branco torre · g1 branco rei | c8 preto torre · d8 preto torre · g8 preto rei · b7 preto bispo · c7 preto rainha · e7 preto bispo · f7 preto peão · g7 preto peão · a6 preto peão · b6 preto peão · d6 preto peão · e6 preto peão · f6 preto cavalo · g6 preto cavalo · h5 preto peão · a4 branco peão · c4 branco peão · e4 branco peão · f4 branco peão · b3 branco peão · c3 branco cavalo · f3 branco cavalo · g3 branco peão · h3 branco peão · b2 branco bispo · e2 branco rainha · g2 branco bispo · a1 branco torre · d1 branco torre · g1 branco rei | 5 |
| 4 | c8 preto torre · d8 preto torre · g8 preto rei · b7 preto bispo · c7 preto rainha · e7 preto bispo · f7 preto peão · g7 preto peão · a6 preto peão · b6 preto peão · d6 preto peão · e6 preto peão · f6 preto cavalo · g6 preto cavalo · h5 preto peão · a4 branco peão · c4 branco peão · e4 branco peão · f4 branco peão · b3 branco peão · c3 branco cavalo · f3 branco cavalo · g3 branco peão · h3 branco peão · b2 branco bispo · e2 branco rainha · g2 branco bispo · a1 branco torre · d1 branco torre · g1 branco rei | c8 preto torre · d8 preto torre · g8 preto rei · b7 preto bispo · c7 preto rainha · e7 preto bispo · f7 preto peão · g7 preto peão · a6 preto peão · b6 preto peão · d6 preto peão · e6 preto peão · f6 preto cavalo · g6 preto cavalo · h5 preto peão · a4 branco peão · c4 branco peão · e4 branco peão · f4 branco peão · b3 branco peão · c3 branco cavalo · f3 branco cavalo · g3 branco peão · h3 branco peão · b2 branco bispo · e2 branco rainha · g2 branco bispo · a1 branco torre · d1 branco torre · g1 branco rei | c8 preto torre · d8 preto torre · g8 preto rei · b7 preto bispo · c7 preto rainha · e7 preto bispo · f7 preto peão · g7 preto peão · a6 preto peão · b6 preto peão · d6 preto peão · e6 preto peão · f6 preto cavalo · g6 preto cavalo · h5 preto peão · a4 branco peão · c4 branco peão · e4 branco peão · f4 branco peão · b3 branco peão · c3 branco cavalo · f3 branco cavalo · g3 branco peão · h3 branco peão · b2 branco bispo · e2 branco rainha · g2 branco bispo · a1 branco torre · d1 branco torre · g1 branco rei | c8 preto torre · d8 preto torre · g8 preto rei · b7 preto bispo · c7 preto rainha · e7 preto bispo · f7 preto peão · g7 preto peão · a6 preto peão · b6 preto peão · d6 preto peão · e6 preto peão · f6 preto cavalo · g6 preto cavalo · h5 preto peão · a4 branco peão · c4 branco peão · e4 branco peão · f4 branco peão · b3 branco peão · c3 branco cavalo · f3 branco cavalo · g3 branco peão · h3 branco peão · b2 branco bispo · e2 branco rainha · g2 branco bispo · a1 branco torre · d1 branco torre · g1 branco rei | c8 preto torre · d8 preto torre · g8 preto rei · b7 preto bispo · c7 preto rainha · e7 preto bispo · f7 preto peão · g7 preto peão · a6 preto peão · b6 preto peão · d6 preto peão · e6 preto peão · f6 preto cavalo · g6 preto cavalo · h5 preto peão · a4 branco peão · c4 branco peão · e4 branco peão · f4 branco peão · b3 branco peão · c3 branco cavalo · f3 branco cavalo · g3 branco peão · h3 branco peão · b2 branco bispo · e2 branco rainha · g2 branco bispo · a1 branco torre · d1 branco torre · g1 branco rei | c8 preto torre · d8 preto torre · g8 preto rei · b7 preto bispo · c7 preto rainha · e7 preto bispo · f7 preto peão · g7 preto peão · a6 preto peão · b6 preto peão · d6 preto peão · e6 preto peão · f6 preto cavalo · g6 preto cavalo · h5 preto peão · a4 branco peão · c4 branco peão · e4 branco peão · f4 branco peão · b3 branco peão · c3 branco cavalo · f3 branco cavalo · g3 branco peão · h3 branco peão · b2 branco bispo · e2 branco rainha · g2 branco bispo · a1 branco torre · d1 branco torre · g1 branco rei | c8 preto torre · d8 preto torre · g8 preto rei · b7 preto bispo · c7 preto rainha · e7 preto bispo · f7 preto peão · g7 preto peão · a6 preto peão · b6 preto peão · d6 preto peão · e6 preto peão · f6 preto cavalo · g6 preto cavalo · h5 preto peão · a4 branco peão · c4 branco peão · e4 branco peão · f4 branco peão · b3 branco peão · c3 branco cavalo · f3 branco cavalo · g3 branco peão · h3 branco peão · b2 branco bispo · e2 branco rainha · g2 branco bispo · a1 branco torre · d1 branco torre · g1 branco rei | c8 preto torre · d8 preto torre · g8 preto rei · b7 preto bispo · c7 preto rainha · e7 preto bispo · f7 preto peão · g7 preto peão · a6 preto peão · b6 preto peão · d6 preto peão · e6 preto peão · f6 preto cavalo · g6 preto cavalo · h5 preto peão · a4 branco peão · c4 branco peão · e4 branco peão · f4 branco peão · b3 branco peão · c3 branco cavalo · f3 branco cavalo · g3 branco peão · h3 branco peão · b2 branco bispo · e2 branco rainha · g2 branco bispo · a1 branco torre · d1 branco torre · g1 branco rei | 4 |
| 3 | c8 preto torre · d8 preto torre · g8 preto rei · b7 preto bispo · c7 preto rainha · e7 preto bispo · f7 preto peão · g7 preto peão · a6 preto peão · b6 preto peão · d6 preto peão · e6 preto peão · f6 preto cavalo · g6 preto cavalo · h5 preto peão · a4 branco peão · c4 branco peão · e4 branco peão · f4 branco peão · b3 branco peão · c3 branco cavalo · f3 branco cavalo · g3 branco peão · h3 branco peão · b2 branco bispo · e2 branco rainha · g2 branco bispo · a1 branco torre · d1 branco torre · g1 branco rei | c8 preto torre · d8 preto torre · g8 preto rei · b7 preto bispo · c7 preto rainha · e7 preto bispo · f7 preto peão · g7 preto peão · a6 preto peão · b6 preto peão · d6 preto peão · e6 preto peão · f6 preto cavalo · g6 preto cavalo · h5 preto peão · a4 branco peão · c4 branco peão · e4 branco peão · f4 branco peão · b3 branco peão · c3 branco cavalo · f3 branco cavalo · g3 branco peão · h3 branco peão · b2 branco bispo · e2 branco rainha · g2 branco bispo · a1 branco torre · d1 branco torre · g1 branco rei | c8 preto torre · d8 preto torre · g8 preto rei · b7 preto bispo · c7 preto rainha · e7 preto bispo · f7 preto peão · g7 preto peão · a6 preto peão · b6 preto peão · d6 preto peão · e6 preto peão · f6 preto cavalo · g6 preto cavalo · h5 preto peão · a4 branco peão · c4 branco peão · e4 branco peão · f4 branco peão · b3 branco peão · c3 branco cavalo · f3 branco cavalo · g3 branco peão · h3 branco peão · b2 branco bispo · e2 branco rainha · g2 branco bispo · a1 branco torre · d1 branco torre · g1 branco rei | c8 preto torre · d8 preto torre · g8 preto rei · b7 preto bispo · c7 preto rainha · e7 preto bispo · f7 preto peão · g7 preto peão · a6 preto peão · b6 preto peão · d6 preto peão · e6 preto peão · f6 preto cavalo · g6 preto cavalo · h5 preto peão · a4 branco peão · c4 branco peão · e4 branco peão · f4 branco peão · b3 branco peão · c3 branco cavalo · f3 branco cavalo · g3 branco peão · h3 branco peão · b2 branco bispo · e2 branco rainha · g2 branco bispo · a1 branco torre · d1 branco torre · g1 branco rei | c8 preto torre · d8 preto torre · g8 preto rei · b7 preto bispo · c7 preto rainha · e7 preto bispo · f7 preto peão · g7 preto peão · a6 preto peão · b6 preto peão · d6 preto peão · e6 preto peão · f6 preto cavalo · g6 preto cavalo · h5 preto peão · a4 branco peão · c4 branco peão · e4 branco peão · f4 branco peão · b3 branco peão · c3 branco cavalo · f3 branco cavalo · g3 branco peão · h3 branco peão · b2 branco bispo · e2 branco rainha · g2 branco bispo · a1 branco torre · d1 branco torre · g1 branco rei | c8 preto torre · d8 preto torre · g8 preto rei · b7 preto bispo · c7 preto rainha · e7 preto bispo · f7 preto peão · g7 preto peão · a6 preto peão · b6 preto peão · d6 preto peão · e6 preto peão · f6 preto cavalo · g6 preto cavalo · h5 preto peão · a4 branco peão · c4 branco peão · e4 branco peão · f4 branco peão · b3 branco peão · c3 branco cavalo · f3 branco cavalo · g3 branco peão · h3 branco peão · b2 branco bispo · e2 branco rainha · g2 branco bispo · a1 branco torre · d1 branco torre · g1 branco rei | c8 preto torre · d8 preto torre · g8 preto rei · b7 preto bispo · c7 preto rainha · e7 preto bispo · f7 preto peão · g7 preto peão · a6 preto peão · b6 preto peão · d6 preto peão · e6 preto peão · f6 preto cavalo · g6 preto cavalo · h5 preto peão · a4 branco peão · c4 branco peão · e4 branco peão · f4 branco peão · b3 branco peão · c3 branco cavalo · f3 branco cavalo · g3 branco peão · h3 branco peão · b2 branco bispo · e2 branco rainha · g2 branco bispo · a1 branco torre · d1 branco torre · g1 branco rei | c8 preto torre · d8 preto torre · g8 preto rei · b7 preto bispo · c7 preto rainha · e7 preto bispo · f7 preto peão · g7 preto peão · a6 preto peão · b6 preto peão · d6 preto peão · e6 preto peão · f6 preto cavalo · g6 preto cavalo · h5 preto peão · a4 branco peão · c4 branco peão · e4 branco peão · f4 branco peão · b3 branco peão · c3 branco cavalo · f3 branco cavalo · g3 branco peão · h3 branco peão · b2 branco bispo · e2 branco rainha · g2 branco bispo · a1 branco torre · d1 branco torre · g1 branco rei | 3 |
| 2 | c8 preto torre · d8 preto torre · g8 preto rei · b7 preto bispo · c7 preto rainha · e7 preto bispo · f7 preto peão · g7 preto peão · a6 preto peão · b6 preto peão · d6 preto peão · e6 preto peão · f6 preto cavalo · g6 preto cavalo · h5 preto peão · a4 branco peão · c4 branco peão · e4 branco peão · f4 branco peão · b3 branco peão · c3 branco cavalo · f3 branco cavalo · g3 branco peão · h3 branco peão · b2 branco bispo · e2 branco rainha · g2 branco bispo · a1 branco torre · d1 branco torre · g1 branco rei | c8 preto torre · d8 preto torre · g8 preto rei · b7 preto bispo · c7 preto rainha · e7 preto bispo · f7 preto peão · g7 preto peão · a6 preto peão · b6 preto peão · d6 preto peão · e6 preto peão · f6 preto cavalo · g6 preto cavalo · h5 preto peão · a4 branco peão · c4 branco peão · e4 branco peão · f4 branco peão · b3 branco peão · c3 branco cavalo · f3 branco cavalo · g3 branco peão · h3 branco peão · b2 branco bispo · e2 branco rainha · g2 branco bispo · a1 branco torre · d1 branco torre · g1 branco rei | c8 preto torre · d8 preto torre · g8 preto rei · b7 preto bispo · c7 preto rainha · e7 preto bispo · f7 preto peão · g7 preto peão · a6 preto peão · b6 preto peão · d6 preto peão · e6 preto peão · f6 preto cavalo · g6 preto cavalo · h5 preto peão · a4 branco peão · c4 branco peão · e4 branco peão · f4 branco peão · b3 branco peão · c3 branco cavalo · f3 branco cavalo · g3 branco peão · h3 branco peão · b2 branco bispo · e2 branco rainha · g2 branco bispo · a1 branco torre · d1 branco torre · g1 branco rei | c8 preto torre · d8 preto torre · g8 preto rei · b7 preto bispo · c7 preto rainha · e7 preto bispo · f7 preto peão · g7 preto peão · a6 preto peão · b6 preto peão · d6 preto peão · e6 preto peão · f6 preto cavalo · g6 preto cavalo · h5 preto peão · a4 branco peão · c4 branco peão · e4 branco peão · f4 branco peão · b3 branco peão · c3 branco cavalo · f3 branco cavalo · g3 branco peão · h3 branco peão · b2 branco bispo · e2 branco rainha · g2 branco bispo · a1 branco torre · d1 branco torre · g1 branco rei | c8 preto torre · d8 preto torre · g8 preto rei · b7 preto bispo · c7 preto rainha · e7 preto bispo · f7 preto peão · g7 preto peão · a6 preto peão · b6 preto peão · d6 preto peão · e6 preto peão · f6 preto cavalo · g6 preto cavalo · h5 preto peão · a4 branco peão · c4 branco peão · e4 branco peão · f4 branco peão · b3 branco peão · c3 branco cavalo · f3 branco cavalo · g3 branco peão · h3 branco peão · b2 branco bispo · e2 branco rainha · g2 branco bispo · a1 branco torre · d1 branco torre · g1 branco rei | c8 preto torre · d8 preto torre · g8 preto rei · b7 preto bispo · c7 preto rainha · e7 preto bispo · f7 preto peão · g7 preto peão · a6 preto peão · b6 preto peão · d6 preto peão · e6 preto peão · f6 preto cavalo · g6 preto cavalo · h5 preto peão · a4 branco peão · c4 branco peão · e4 branco peão · f4 branco peão · b3 branco peão · c3 branco cavalo · f3 branco cavalo · g3 branco peão · h3 branco peão · b2 branco bispo · e2 branco rainha · g2 branco bispo · a1 branco torre · d1 branco torre · g1 branco rei | c8 preto torre · d8 preto torre · g8 preto rei · b7 preto bispo · c7 preto rainha · e7 preto bispo · f7 preto peão · g7 preto peão · a6 preto peão · b6 preto peão · d6 preto peão · e6 preto peão · f6 preto cavalo · g6 preto cavalo · h5 preto peão · a4 branco peão · c4 branco peão · e4 branco peão · f4 branco peão · b3 branco peão · c3 branco cavalo · f3 branco cavalo · g3 branco peão · h3 branco peão · b2 branco bispo · e2 branco rainha · g2 branco bispo · a1 branco torre · d1 branco torre · g1 branco rei | c8 preto torre · d8 preto torre · g8 preto rei · b7 preto bispo · c7 preto rainha · e7 preto bispo · f7 preto peão · g7 preto peão · a6 preto peão · b6 preto peão · d6 preto peão · e6 preto peão · f6 preto cavalo · g6 preto cavalo · h5 preto peão · a4 branco peão · c4 branco peão · e4 branco peão · f4 branco peão · b3 branco peão · c3 branco cavalo · f3 branco cavalo · g3 branco peão · h3 branco peão · b2 branco bispo · e2 branco rainha · g2 branco bispo · a1 branco torre · d1 branco torre · g1 branco rei | 2 |
| 1 | c8 preto torre · d8 preto torre · g8 preto rei · b7 preto bispo · c7 preto rainha · e7 preto bispo · f7 preto peão · g7 preto peão · a6 preto peão · b6 preto peão · d6 preto peão · e6 preto peão · f6 preto cavalo · g6 preto cavalo · h5 preto peão · a4 branco peão · c4 branco peão · e4 branco peão · f4 branco peão · b3 branco peão · c3 branco cavalo · f3 branco cavalo · g3 branco peão · h3 branco peão · b2 branco bispo · e2 branco rainha · g2 branco bispo · a1 branco torre · d1 branco torre · g1 branco rei | c8 preto torre · d8 preto torre · g8 preto rei · b7 preto bispo · c7 preto rainha · e7 preto bispo · f7 preto peão · g7 preto peão · a6 preto peão · b6 preto peão · d6 preto peão · e6 preto peão · f6 preto cavalo · g6 preto cavalo · h5 preto peão · a4 branco peão · c4 branco peão · e4 branco peão · f4 branco peão · b3 branco peão · c3 branco cavalo · f3 branco cavalo · g3 branco peão · h3 branco peão · b2 branco bispo · e2 branco rainha · g2 branco bispo · a1 branco torre · d1 branco torre · g1 branco rei | c8 preto torre · d8 preto torre · g8 preto rei · b7 preto bispo · c7 preto rainha · e7 preto bispo · f7 preto peão · g7 preto peão · a6 preto peão · b6 preto peão · d6 preto peão · e6 preto peão · f6 preto cavalo · g6 preto cavalo · h5 preto peão · a4 branco peão · c4 branco peão · e4 branco peão · f4 branco peão · b3 branco peão · c3 branco cavalo · f3 branco cavalo · g3 branco peão · h3 branco peão · b2 branco bispo · e2 branco rainha · g2 branco bispo · a1 branco torre · d1 branco torre · g1 branco rei | c8 preto torre · d8 preto torre · g8 preto rei · b7 preto bispo · c7 preto rainha · e7 preto bispo · f7 preto peão · g7 preto peão · a6 preto peão · b6 preto peão · d6 preto peão · e6 preto peão · f6 preto cavalo · g6 preto cavalo · h5 preto peão · a4 branco peão · c4 branco peão · e4 branco peão · f4 branco peão · b3 branco peão · c3 branco cavalo · f3 branco cavalo · g3 branco peão · h3 branco peão · b2 branco bispo · e2 branco rainha · g2 branco bispo · a1 branco torre · d1 branco torre · g1 branco rei | c8 preto torre · d8 preto torre · g8 preto rei · b7 preto bispo · c7 preto rainha · e7 preto bispo · f7 preto peão · g7 preto peão · a6 preto peão · b6 preto peão · d6 preto peão · e6 preto peão · f6 preto cavalo · g6 preto cavalo · h5 preto peão · a4 branco peão · c4 branco peão · e4 branco peão · f4 branco peão · b3 branco peão · c3 branco cavalo · f3 branco cavalo · g3 branco peão · h3 branco peão · b2 branco bispo · e2 branco rainha · g2 branco bispo · a1 branco torre · d1 branco torre · g1 branco rei | c8 preto torre · d8 preto torre · g8 preto rei · b7 preto bispo · c7 preto rainha · e7 preto bispo · f7 preto peão · g7 preto peão · a6 preto peão · b6 preto peão · d6 preto peão · e6 preto peão · f6 preto cavalo · g6 preto cavalo · h5 preto peão · a4 branco peão · c4 branco peão · e4 branco peão · f4 branco peão · b3 branco peão · c3 branco cavalo · f3 branco cavalo · g3 branco peão · h3 branco peão · b2 branco bispo · e2 branco rainha · g2 branco bispo · a1 branco torre · d1 branco torre · g1 branco rei | c8 preto torre · d8 preto torre · g8 preto rei · b7 preto bispo · c7 preto rainha · e7 preto bispo · f7 preto peão · g7 preto peão · a6 preto peão · b6 preto peão · d6 preto peão · e6 preto peão · f6 preto cavalo · g6 preto cavalo · h5 preto peão · a4 branco peão · c4 branco peão · e4 branco peão · f4 branco peão · b3 branco peão · c3 branco cavalo · f3 branco cavalo · g3 branco peão · h3 branco peão · b2 branco bispo · e2 branco rainha · g2 branco bispo · a1 branco torre · d1 branco torre · g1 branco rei | c8 preto torre · d8 preto torre · g8 preto rei · b7 preto bispo · c7 preto rainha · e7 preto bispo · f7 preto peão · g7 preto peão · a6 preto peão · b6 preto peão · d6 preto peão · e6 preto peão · f6 preto cavalo · g6 preto cavalo · h5 preto peão · a4 branco peão · c4 branco peão · e4 branco peão · f4 branco peão · b3 branco peão · c3 branco cavalo · f3 branco cavalo · g3 branco peão · h3 branco peão · b2 branco bispo · e2 branco rainha · g2 branco bispo · a1 branco torre · d1 branco torre · g1 branco rei | 1 |
|   | a | b | c | d | e | f | g | h |   |

|   | a | b | c | d | e | f | g | h |   |
| 8 | c8 preto torre · g8 preto rei · b7 preto bispo · g7 preto peão · a6 preto peão · b6 preto peão · e6 preto peão · c5 preto bispo · d5 preto torre · e5 branco peão · h5 branco rainha · a4 branco peão · h4 branco peão · b3 branco peão · g3 preto rainha · h3 branco peão · b2 branco bispo · g2 branco bispo · a1 branco torre · f1 branco torre · h1 branco rei | c8 preto torre · g8 preto rei · b7 preto bispo · g7 preto peão · a6 preto peão · b6 preto peão · e6 preto peão · c5 preto bispo · d5 preto torre · e5 branco peão · h5 branco rainha · a4 branco peão · h4 branco peão · b3 branco peão · g3 preto rainha · h3 branco peão · b2 branco bispo · g2 branco bispo · a1 branco torre · f1 branco torre · h1 branco rei | c8 preto torre · g8 preto rei · b7 preto bispo · g7 preto peão · a6 preto peão · b6 preto peão · e6 preto peão · c5 preto bispo · d5 preto torre · e5 branco peão · h5 branco rainha · a4 branco peão · h4 branco peão · b3 branco peão · g3 preto rainha · h3 branco peão · b2 branco bispo · g2 branco bispo · a1 branco torre · f1 branco torre · h1 branco rei | c8 preto torre · g8 preto rei · b7 preto bispo · g7 preto peão · a6 preto peão · b6 preto peão · e6 preto peão · c5 preto bispo · d5 preto torre · e5 branco peão · h5 branco rainha · a4 branco peão · h4 branco peão · b3 branco peão · g3 preto rainha · h3 branco peão · b2 branco bispo · g2 branco bispo · a1 branco torre · f1 branco torre · h1 branco rei | c8 preto torre · g8 preto rei · b7 preto bispo · g7 preto peão · a6 preto peão · b6 preto peão · e6 preto peão · c5 preto bispo · d5 preto torre · e5 branco peão · h5 branco rainha · a4 branco peão · h4 branco peão · b3 branco peão · g3 preto rainha · h3 branco peão · b2 branco bispo · g2 branco bispo · a1 branco torre · f1 branco torre · h1 branco rei | c8 preto torre · g8 preto rei · b7 preto bispo · g7 preto peão · a6 preto peão · b6 preto peão · e6 preto peão · c5 preto bispo · d5 preto torre · e5 branco peão · h5 branco rainha · a4 branco peão · h4 branco peão · b3 branco peão · g3 preto rainha · h3 branco peão · b2 branco bispo · g2 branco bispo · a1 branco torre · f1 branco torre · h1 branco rei | c8 preto torre · g8 preto rei · b7 preto bispo · g7 preto peão · a6 preto peão · b6 preto peão · e6 preto peão · c5 preto bispo · d5 preto torre · e5 branco peão · h5 branco rainha · a4 branco peão · h4 branco peão · b3 branco peão · g3 preto rainha · h3 branco peão · b2 branco bispo · g2 branco bispo · a1 branco torre · f1 branco torre · h1 branco rei | c8 preto torre · g8 preto rei · b7 preto bispo · g7 preto peão · a6 preto peão · b6 preto peão · e6 preto peão · c5 preto bispo · d5 preto torre · e5 branco peão · h5 branco rainha · a4 branco peão · h4 branco peão · b3 branco peão · g3 preto rainha · h3 branco peão · b2 branco bispo · g2 branco bispo · a1 branco torre · f1 branco torre · h1 branco rei | 8 |
| 7 | c8 preto torre · g8 preto rei · b7 preto bispo · g7 preto peão · a6 preto peão · b6 preto peão · e6 preto peão · c5 preto bispo · d5 preto torre · e5 branco peão · h5 branco rainha · a4 branco peão · h4 branco peão · b3 branco peão · g3 preto rainha · h3 branco peão · b2 branco bispo · g2 branco bispo · a1 branco torre · f1 branco torre · h1 branco rei | c8 preto torre · g8 preto rei · b7 preto bispo · g7 preto peão · a6 preto peão · b6 preto peão · e6 preto peão · c5 preto bispo · d5 preto torre · e5 branco peão · h5 branco rainha · a4 branco peão · h4 branco peão · b3 branco peão · g3 preto rainha · h3 branco peão · b2 branco bispo · g2 branco bispo · a1 branco torre · f1 branco torre · h1 branco rei | c8 preto torre · g8 preto rei · b7 preto bispo · g7 preto peão · a6 preto peão · b6 preto peão · e6 preto peão · c5 preto bispo · d5 preto torre · e5 branco peão · h5 branco rainha · a4 branco peão · h4 branco peão · b3 branco peão · g3 preto rainha · h3 branco peão · b2 branco bispo · g2 branco bispo · a1 branco torre · f1 branco torre · h1 branco rei | c8 preto torre · g8 preto rei · b7 preto bispo · g7 preto peão · a6 preto peão · b6 preto peão · e6 preto peão · c5 preto bispo · d5 preto torre · e5 branco peão · h5 branco rainha · a4 branco peão · h4 branco peão · b3 branco peão · g3 preto rainha · h3 branco peão · b2 branco bispo · g2 branco bispo · a1 branco torre · f1 branco torre · h1 branco rei | c8 preto torre · g8 preto rei · b7 preto bispo · g7 preto peão · a6 preto peão · b6 preto peão · e6 preto peão · c5 preto bispo · d5 preto torre · e5 branco peão · h5 branco rainha · a4 branco peão · h4 branco peão · b3 branco peão · g3 preto rainha · h3 branco peão · b2 branco bispo · g2 branco bispo · a1 branco torre · f1 branco torre · h1 branco rei | c8 preto torre · g8 preto rei · b7 preto bispo · g7 preto peão · a6 preto peão · b6 preto peão · e6 preto peão · c5 preto bispo · d5 preto torre · e5 branco peão · h5 branco rainha · a4 branco peão · h4 branco peão · b3 branco peão · g3 preto rainha · h3 branco peão · b2 branco bispo · g2 branco bispo · a1 branco torre · f1 branco torre · h1 branco rei | c8 preto torre · g8 preto rei · b7 preto bispo · g7 preto peão · a6 preto peão · b6 preto peão · e6 preto peão · c5 preto bispo · d5 preto torre · e5 branco peão · h5 branco rainha · a4 branco peão · h4 branco peão · b3 branco peão · g3 preto rainha · h3 branco peão · b2 branco bispo · g2 branco bispo · a1 branco torre · f1 branco torre · h1 branco rei | c8 preto torre · g8 preto rei · b7 preto bispo · g7 preto peão · a6 preto peão · b6 preto peão · e6 preto peão · c5 preto bispo · d5 preto torre · e5 branco peão · h5 branco rainha · a4 branco peão · h4 branco peão · b3 branco peão · g3 preto rainha · h3 branco peão · b2 branco bispo · g2 branco bispo · a1 branco torre · f1 branco torre · h1 branco rei | 7 |
| 6 | c8 preto torre · g8 preto rei · b7 preto bispo · g7 preto peão · a6 preto peão · b6 preto peão · e6 preto peão · c5 preto bispo · d5 preto torre · e5 branco peão · h5 branco rainha · a4 branco peão · h4 branco peão · b3 branco peão · g3 preto rainha · h3 branco peão · b2 branco bispo · g2 branco bispo · a1 branco torre · f1 branco torre · h1 branco rei | c8 preto torre · g8 preto rei · b7 preto bispo · g7 preto peão · a6 preto peão · b6 preto peão · e6 preto peão · c5 preto bispo · d5 preto torre · e5 branco peão · h5 branco rainha · a4 branco peão · h4 branco peão · b3 branco peão · g3 preto rainha · h3 branco peão · b2 branco bispo · g2 branco bispo · a1 branco torre · f1 branco torre · h1 branco rei | c8 preto torre · g8 preto rei · b7 preto bispo · g7 preto peão · a6 preto peão · b6 preto peão · e6 preto peão · c5 preto bispo · d5 preto torre · e5 branco peão · h5 branco rainha · a4 branco peão · h4 branco peão · b3 branco peão · g3 preto rainha · h3 branco peão · b2 branco bispo · g2 branco bispo · a1 branco torre · f1 branco torre · h1 branco rei | c8 preto torre · g8 preto rei · b7 preto bispo · g7 preto peão · a6 preto peão · b6 preto peão · e6 preto peão · c5 preto bispo · d5 preto torre · e5 branco peão · h5 branco rainha · a4 branco peão · h4 branco peão · b3 branco peão · g3 preto rainha · h3 branco peão · b2 branco bispo · g2 branco bispo · a1 branco torre · f1 branco torre · h1 branco rei | c8 preto torre · g8 preto rei · b7 preto bispo · g7 preto peão · a6 preto peão · b6 preto peão · e6 preto peão · c5 preto bispo · d5 preto torre · e5 branco peão · h5 branco rainha · a4 branco peão · h4 branco peão · b3 branco peão · g3 preto rainha · h3 branco peão · b2 branco bispo · g2 branco bispo · a1 branco torre · f1 branco torre · h1 branco rei | c8 preto torre · g8 preto rei · b7 preto bispo · g7 preto peão · a6 preto peão · b6 preto peão · e6 preto peão · c5 preto bispo · d5 preto torre · e5 branco peão · h5 branco rainha · a4 branco peão · h4 branco peão · b3 branco peão · g3 preto rainha · h3 branco peão · b2 branco bispo · g2 branco bispo · a1 branco torre · f1 branco torre · h1 branco rei | c8 preto torre · g8 preto rei · b7 preto bispo · g7 preto peão · a6 preto peão · b6 preto peão · e6 preto peão · c5 preto bispo · d5 preto torre · e5 branco peão · h5 branco rainha · a4 branco peão · h4 branco peão · b3 branco peão · g3 preto rainha · h3 branco peão · b2 branco bispo · g2 branco bispo · a1 branco torre · f1 branco torre · h1 branco rei | c8 preto torre · g8 preto rei · b7 preto bispo · g7 preto peão · a6 preto peão · b6 preto peão · e6 preto peão · c5 preto bispo · d5 preto torre · e5 branco peão · h5 branco rainha · a4 branco peão · h4 branco peão · b3 branco peão · g3 preto rainha · h3 branco peão · b2 branco bispo · g2 branco bispo · a1 branco torre · f1 branco torre · h1 branco rei | 6 |
| 5 | c8 preto torre · g8 preto rei · b7 preto bispo · g7 preto peão · a6 preto peão · b6 preto peão · e6 preto peão · c5 preto bispo · d5 preto torre · e5 branco peão · h5 branco rainha · a4 branco peão · h4 branco peão · b3 branco peão · g3 preto rainha · h3 branco peão · b2 branco bispo · g2 branco bispo · a1 branco torre · f1 branco torre · h1 branco rei | c8 preto torre · g8 preto rei · b7 preto bispo · g7 preto peão · a6 preto peão · b6 preto peão · e6 preto peão · c5 preto bispo · d5 preto torre · e5 branco peão · h5 branco rainha · a4 branco peão · h4 branco peão · b3 branco peão · g3 preto rainha · h3 branco peão · b2 branco bispo · g2 branco bispo · a1 branco torre · f1 branco torre · h1 branco rei | c8 preto torre · g8 preto rei · b7 preto bispo · g7 preto peão · a6 preto peão · b6 preto peão · e6 preto peão · c5 preto bispo · d5 preto torre · e5 branco peão · h5 branco rainha · a4 branco peão · h4 branco peão · b3 branco peão · g3 preto rainha · h3 branco peão · b2 branco bispo · g2 branco bispo · a1 branco torre · f1 branco torre · h1 branco rei | c8 preto torre · g8 preto rei · b7 preto bispo · g7 preto peão · a6 preto peão · b6 preto peão · e6 preto peão · c5 preto bispo · d5 preto torre · e5 branco peão · h5 branco rainha · a4 branco peão · h4 branco peão · b3 branco peão · g3 preto rainha · h3 branco peão · b2 branco bispo · g2 branco bispo · a1 branco torre · f1 branco torre · h1 branco rei | c8 preto torre · g8 preto rei · b7 preto bispo · g7 preto peão · a6 preto peão · b6 preto peão · e6 preto peão · c5 preto bispo · d5 preto torre · e5 branco peão · h5 branco rainha · a4 branco peão · h4 branco peão · b3 branco peão · g3 preto rainha · h3 branco peão · b2 branco bispo · g2 branco bispo · a1 branco torre · f1 branco torre · h1 branco rei | c8 preto torre · g8 preto rei · b7 preto bispo · g7 preto peão · a6 preto peão · b6 preto peão · e6 preto peão · c5 preto bispo · d5 preto torre · e5 branco peão · h5 branco rainha · a4 branco peão · h4 branco peão · b3 branco peão · g3 preto rainha · h3 branco peão · b2 branco bispo · g2 branco bispo · a1 branco torre · f1 branco torre · h1 branco rei | c8 preto torre · g8 preto rei · b7 preto bispo · g7 preto peão · a6 preto peão · b6 preto peão · e6 preto peão · c5 preto bispo · d5 preto torre · e5 branco peão · h5 branco rainha · a4 branco peão · h4 branco peão · b3 branco peão · g3 preto rainha · h3 branco peão · b2 branco bispo · g2 branco bispo · a1 branco torre · f1 branco torre · h1 branco rei | c8 preto torre · g8 preto rei · b7 preto bispo · g7 preto peão · a6 preto peão · b6 preto peão · e6 preto peão · c5 preto bispo · d5 preto torre · e5 branco peão · h5 branco rainha · a4 branco peão · h4 branco peão · b3 branco peão · g3 preto rainha · h3 branco peão · b2 branco bispo · g2 branco bispo · a1 branco torre · f1 branco torre · h1 branco rei | 5 |
| 4 | c8 preto torre · g8 preto rei · b7 preto bispo · g7 preto peão · a6 preto peão · b6 preto peão · e6 preto peão · c5 preto bispo · d5 preto torre · e5 branco peão · h5 branco rainha · a4 branco peão · h4 branco peão · b3 branco peão · g3 preto rainha · h3 branco peão · b2 branco bispo · g2 branco bispo · a1 branco torre · f1 branco torre · h1 branco rei | c8 preto torre · g8 preto rei · b7 preto bispo · g7 preto peão · a6 preto peão · b6 preto peão · e6 preto peão · c5 preto bispo · d5 preto torre · e5 branco peão · h5 branco rainha · a4 branco peão · h4 branco peão · b3 branco peão · g3 preto rainha · h3 branco peão · b2 branco bispo · g2 branco bispo · a1 branco torre · f1 branco torre · h1 branco rei | c8 preto torre · g8 preto rei · b7 preto bispo · g7 preto peão · a6 preto peão · b6 preto peão · e6 preto peão · c5 preto bispo · d5 preto torre · e5 branco peão · h5 branco rainha · a4 branco peão · h4 branco peão · b3 branco peão · g3 preto rainha · h3 branco peão · b2 branco bispo · g2 branco bispo · a1 branco torre · f1 branco torre · h1 branco rei | c8 preto torre · g8 preto rei · b7 preto bispo · g7 preto peão · a6 preto peão · b6 preto peão · e6 preto peão · c5 preto bispo · d5 preto torre · e5 branco peão · h5 branco rainha · a4 branco peão · h4 branco peão · b3 branco peão · g3 preto rainha · h3 branco peão · b2 branco bispo · g2 branco bispo · a1 branco torre · f1 branco torre · h1 branco rei | c8 preto torre · g8 preto rei · b7 preto bispo · g7 preto peão · a6 preto peão · b6 preto peão · e6 preto peão · c5 preto bispo · d5 preto torre · e5 branco peão · h5 branco rainha · a4 branco peão · h4 branco peão · b3 branco peão · g3 preto rainha · h3 branco peão · b2 branco bispo · g2 branco bispo · a1 branco torre · f1 branco torre · h1 branco rei | c8 preto torre · g8 preto rei · b7 preto bispo · g7 preto peão · a6 preto peão · b6 preto peão · e6 preto peão · c5 preto bispo · d5 preto torre · e5 branco peão · h5 branco rainha · a4 branco peão · h4 branco peão · b3 branco peão · g3 preto rainha · h3 branco peão · b2 branco bispo · g2 branco bispo · a1 branco torre · f1 branco torre · h1 branco rei | c8 preto torre · g8 preto rei · b7 preto bispo · g7 preto peão · a6 preto peão · b6 preto peão · e6 preto peão · c5 preto bispo · d5 preto torre · e5 branco peão · h5 branco rainha · a4 branco peão · h4 branco peão · b3 branco peão · g3 preto rainha · h3 branco peão · b2 branco bispo · g2 branco bispo · a1 branco torre · f1 branco torre · h1 branco rei | c8 preto torre · g8 preto rei · b7 preto bispo · g7 preto peão · a6 preto peão · b6 preto peão · e6 preto peão · c5 preto bispo · d5 preto torre · e5 branco peão · h5 branco rainha · a4 branco peão · h4 branco peão · b3 branco peão · g3 preto rainha · h3 branco peão · b2 branco bispo · g2 branco bispo · a1 branco torre · f1 branco torre · h1 branco rei | 4 |
| 3 | c8 preto torre · g8 preto rei · b7 preto bispo · g7 preto peão · a6 preto peão · b6 preto peão · e6 preto peão · c5 preto bispo · d5 preto torre · e5 branco peão · h5 branco rainha · a4 branco peão · h4 branco peão · b3 branco peão · g3 preto rainha · h3 branco peão · b2 branco bispo · g2 branco bispo · a1 branco torre · f1 branco torre · h1 branco rei | c8 preto torre · g8 preto rei · b7 preto bispo · g7 preto peão · a6 preto peão · b6 preto peão · e6 preto peão · c5 preto bispo · d5 preto torre · e5 branco peão · h5 branco rainha · a4 branco peão · h4 branco peão · b3 branco peão · g3 preto rainha · h3 branco peão · b2 branco bispo · g2 branco bispo · a1 branco torre · f1 branco torre · h1 branco rei | c8 preto torre · g8 preto rei · b7 preto bispo · g7 preto peão · a6 preto peão · b6 preto peão · e6 preto peão · c5 preto bispo · d5 preto torre · e5 branco peão · h5 branco rainha · a4 branco peão · h4 branco peão · b3 branco peão · g3 preto rainha · h3 branco peão · b2 branco bispo · g2 branco bispo · a1 branco torre · f1 branco torre · h1 branco rei | c8 preto torre · g8 preto rei · b7 preto bispo · g7 preto peão · a6 preto peão · b6 preto peão · e6 preto peão · c5 preto bispo · d5 preto torre · e5 branco peão · h5 branco rainha · a4 branco peão · h4 branco peão · b3 branco peão · g3 preto rainha · h3 branco peão · b2 branco bispo · g2 branco bispo · a1 branco torre · f1 branco torre · h1 branco rei | c8 preto torre · g8 preto rei · b7 preto bispo · g7 preto peão · a6 preto peão · b6 preto peão · e6 preto peão · c5 preto bispo · d5 preto torre · e5 branco peão · h5 branco rainha · a4 branco peão · h4 branco peão · b3 branco peão · g3 preto rainha · h3 branco peão · b2 branco bispo · g2 branco bispo · a1 branco torre · f1 branco torre · h1 branco rei | c8 preto torre · g8 preto rei · b7 preto bispo · g7 preto peão · a6 preto peão · b6 preto peão · e6 preto peão · c5 preto bispo · d5 preto torre · e5 branco peão · h5 branco rainha · a4 branco peão · h4 branco peão · b3 branco peão · g3 preto rainha · h3 branco peão · b2 branco bispo · g2 branco bispo · a1 branco torre · f1 branco torre · h1 branco rei | c8 preto torre · g8 preto rei · b7 preto bispo · g7 preto peão · a6 preto peão · b6 preto peão · e6 preto peão · c5 preto bispo · d5 preto torre · e5 branco peão · h5 branco rainha · a4 branco peão · h4 branco peão · b3 branco peão · g3 preto rainha · h3 branco peão · b2 branco bispo · g2 branco bispo · a1 branco torre · f1 branco torre · h1 branco rei | c8 preto torre · g8 preto rei · b7 preto bispo · g7 preto peão · a6 preto peão · b6 preto peão · e6 preto peão · c5 preto bispo · d5 preto torre · e5 branco peão · h5 branco rainha · a4 branco peão · h4 branco peão · b3 branco peão · g3 preto rainha · h3 branco peão · b2 branco bispo · g2 branco bispo · a1 branco torre · f1 branco torre · h1 branco rei | 3 |
| 2 | c8 preto torre · g8 preto rei · b7 preto bispo · g7 preto peão · a6 preto peão · b6 preto peão · e6 preto peão · c5 preto bispo · d5 preto torre · e5 branco peão · h5 branco rainha · a4 branco peão · h4 branco peão · b3 branco peão · g3 preto rainha · h3 branco peão · b2 branco bispo · g2 branco bispo · a1 branco torre · f1 branco torre · h1 branco rei | c8 preto torre · g8 preto rei · b7 preto bispo · g7 preto peão · a6 preto peão · b6 preto peão · e6 preto peão · c5 preto bispo · d5 preto torre · e5 branco peão · h5 branco rainha · a4 branco peão · h4 branco peão · b3 branco peão · g3 preto rainha · h3 branco peão · b2 branco bispo · g2 branco bispo · a1 branco torre · f1 branco torre · h1 branco rei | c8 preto torre · g8 preto rei · b7 preto bispo · g7 preto peão · a6 preto peão · b6 preto peão · e6 preto peão · c5 preto bispo · d5 preto torre · e5 branco peão · h5 branco rainha · a4 branco peão · h4 branco peão · b3 branco peão · g3 preto rainha · h3 branco peão · b2 branco bispo · g2 branco bispo · a1 branco torre · f1 branco torre · h1 branco rei | c8 preto torre · g8 preto rei · b7 preto bispo · g7 preto peão · a6 preto peão · b6 preto peão · e6 preto peão · c5 preto bispo · d5 preto torre · e5 branco peão · h5 branco rainha · a4 branco peão · h4 branco peão · b3 branco peão · g3 preto rainha · h3 branco peão · b2 branco bispo · g2 branco bispo · a1 branco torre · f1 branco torre · h1 branco rei | c8 preto torre · g8 preto rei · b7 preto bispo · g7 preto peão · a6 preto peão · b6 preto peão · e6 preto peão · c5 preto bispo · d5 preto torre · e5 branco peão · h5 branco rainha · a4 branco peão · h4 branco peão · b3 branco peão · g3 preto rainha · h3 branco peão · b2 branco bispo · g2 branco bispo · a1 branco torre · f1 branco torre · h1 branco rei | c8 preto torre · g8 preto rei · b7 preto bispo · g7 preto peão · a6 preto peão · b6 preto peão · e6 preto peão · c5 preto bispo · d5 preto torre · e5 branco peão · h5 branco rainha · a4 branco peão · h4 branco peão · b3 branco peão · g3 preto rainha · h3 branco peão · b2 branco bispo · g2 branco bispo · a1 branco torre · f1 branco torre · h1 branco rei | c8 preto torre · g8 preto rei · b7 preto bispo · g7 preto peão · a6 preto peão · b6 preto peão · e6 preto peão · c5 preto bispo · d5 preto torre · e5 branco peão · h5 branco rainha · a4 branco peão · h4 branco peão · b3 branco peão · g3 preto rainha · h3 branco peão · b2 branco bispo · g2 branco bispo · a1 branco torre · f1 branco torre · h1 branco rei | c8 preto torre · g8 preto rei · b7 preto bispo · g7 preto peão · a6 preto peão · b6 preto peão · e6 preto peão · c5 preto bispo · d5 preto torre · e5 branco peão · h5 branco rainha · a4 branco peão · h4 branco peão · b3 branco peão · g3 preto rainha · h3 branco peão · b2 branco bispo · g2 branco bispo · a1 branco torre · f1 branco torre · h1 branco rei | 2 |
| 1 | c8 preto torre · g8 preto rei · b7 preto bispo · g7 preto peão · a6 preto peão · b6 preto peão · e6 preto peão · c5 preto bispo · d5 preto torre · e5 branco peão · h5 branco rainha · a4 branco peão · h4 branco peão · b3 branco peão · g3 preto rainha · h3 branco peão · b2 branco bispo · g2 branco bispo · a1 branco torre · f1 branco torre · h1 branco rei | c8 preto torre · g8 preto rei · b7 preto bispo · g7 preto peão · a6 preto peão · b6 preto peão · e6 preto peão · c5 preto bispo · d5 preto torre · e5 branco peão · h5 branco rainha · a4 branco peão · h4 branco peão · b3 branco peão · g3 preto rainha · h3 branco peão · b2 branco bispo · g2 branco bispo · a1 branco torre · f1 branco torre · h1 branco rei | c8 preto torre · g8 preto rei · b7 preto bispo · g7 preto peão · a6 preto peão · b6 preto peão · e6 preto peão · c5 preto bispo · d5 preto torre · e5 branco peão · h5 branco rainha · a4 branco peão · h4 branco peão · b3 branco peão · g3 preto rainha · h3 branco peão · b2 branco bispo · g2 branco bispo · a1 branco torre · f1 branco torre · h1 branco rei | c8 preto torre · g8 preto rei · b7 preto bispo · g7 preto peão · a6 preto peão · b6 preto peão · e6 preto peão · c5 preto bispo · d5 preto torre · e5 branco peão · h5 branco rainha · a4 branco peão · h4 branco peão · b3 branco peão · g3 preto rainha · h3 branco peão · b2 branco bispo · g2 branco bispo · a1 branco torre · f1 branco torre · h1 branco rei | c8 preto torre · g8 preto rei · b7 preto bispo · g7 preto peão · a6 preto peão · b6 preto peão · e6 preto peão · c5 preto bispo · d5 preto torre · e5 branco peão · h5 branco rainha · a4 branco peão · h4 branco peão · b3 branco peão · g3 preto rainha · h3 branco peão · b2 branco bispo · g2 branco bispo · a1 branco torre · f1 branco torre · h1 branco rei | c8 preto torre · g8 preto rei · b7 preto bispo · g7 preto peão · a6 preto peão · b6 preto peão · e6 preto peão · c5 preto bispo · d5 preto torre · e5 branco peão · h5 branco rainha · a4 branco peão · h4 branco peão · b3 branco peão · g3 preto rainha · h3 branco peão · b2 branco bispo · g2 branco bispo · a1 branco torre · f1 branco torre · h1 branco rei | c8 preto torre · g8 preto rei · b7 preto bispo · g7 preto peão · a6 preto peão · b6 preto peão · e6 preto peão · c5 preto bispo · d5 preto torre · e5 branco peão · h5 branco rainha · a4 branco peão · h4 branco peão · b3 branco peão · g3 preto rainha · h3 branco peão · b2 branco bispo · g2 branco bispo · a1 branco torre · f1 branco torre · h1 branco rei | c8 preto torre · g8 preto rei · b7 preto bispo · g7 preto peão · a6 preto peão · b6 preto peão · e6 preto peão · c5 preto bispo · d5 preto torre · e5 branco peão · h5 branco rainha · a4 branco peão · h4 branco peão · b3 branco peão · g3 preto rainha · h3 branco peão · b2 branco bispo · g2 branco bispo · a1 branco torre · f1 branco torre · h1 branco rei | 1 |
|   | a | b | c | d | e | f | g | h |   |

Lev Polugaevsky-Ľubomír Ftáčnik, Lucerna Olimpíada de xadrez de 1982: 1. Cf3 Cf6 2. c4 c5 3. Cc3 e6 4. g3 b6 5. Bg2 Bb7 6. O-O Be7 7. d4 cxd4 8. Dxd4 d6 9. Td1 a6 10. b3 Cbd7 11. e4 Db8 12. Bb2 O-O Şubă escreveu de uma posição ouriço similar, que "a posição das brancas parece ideal. Esta é a verdade nua, mas 'ideal' possui por definição uma desvantagem – não pode ser melhorada". 13. Cd2 Td8 14. a4 Dc7 15. De3 Tac8 16. De2 Ce5 17. h3? De acordo com Ftáčnik, 17.f4 Ceg4 18.Tf1 é melhor. h5! 18. f4 Cg6 19. Cf3 e as pretas abrem a posição típico de uma posição ouriço. d5! 20. cxd5?! Flatnik considera 20.e5 ou 20.exd5 preferível. h4! 21. Cxh4 Cxh4 22. gxh4 Dxf4 23. dxe6 fxe6 24. e5? Ftáčnik recomenda ao invés 24.Txd8 Txd8 25.Td1. Bc5+ 25. Rh1 Ch5! 26. Dxh5 Dg3 27. Cd5 Outros movimentos resultam em mate imediatamente: 27.Bxb7 Dh3#; 27.De2 Dxh3#; 27.Dg4 Bxg2#. Txd5 28. Tf1 Dxg2+! 29. Rxg2 Td2+ Se 30.Rg3 (a única resposta legal para o xeque duplo), Tg2+ 31.Rf4 Tf8+ resulta em mate.
Um exemplo de aberturas reversas e simétricas ilustra as respectivas vantagens das brancas e das pretas:

#### Aberturas em reverso
Em uma abertura em reverso, as brancas jogam uma abertura tipicamente jogada pelas pretas, mas com as cores em reverso e portanto, um tempo extra. Evans escreveu sobre estas aberturas: “Se uma defesa é considerada boa para as pretas, deve ser ainda melhor para as brancas com uma jogada a mais”. Lasker concorda com essa ideia, sem adotá-la na realidade, escrevendo: "Desde que a defesa siciliana crie um jogo balanceado para o segundo jogador, um jogador pode ser tentado que será proporcionalmente mais forte quando feito pelo primeiro jogador, que possui todas as vantagens desta abertura e um movimento extra". O antigo campeão mundial Mikhail Botvinnik também expressou a mesma opinião.
Watson, porém, questiona esta ideia, citando a tese de Şubă que as pretas, movendo segundo, possui mais informações do que as brancas. Watson escreveu que "todo o mundo tem estas dificuldades jogando com as brancas contra uma defesa siciliana (1.e4 c5), mas... nestes avançados não hesitam em responder 1.c4 com 1...e5". Para explicar este paradoxo, Watson mencionou várias linhas sicilianas revertidas diferentes, mostrando como que as pretas poderiam explorar as desvantagens dos "movimentos a mais" das brancas. Watson concluiu: "o ponto é, a colocação das peças das pretas na defesa siciliana é boa em um sistema reativo, mas não vale muito quando utilizada em uma tentativa de tomar a iniciativa como as brancas. Isto é verdade porque as pretas são capazes de reagir aos planos específicos que as brancas escolhem; em termos de Şubă, a informação disponível para as pretas é realmente um movimento além das brancas! Além disso, as pretas também são capazes de tomar a vantagem de posições balanceadas mas paralisadas, na qual as brancas (esperando reter a vantagem do primeiro movimento) normalmente evitaria".

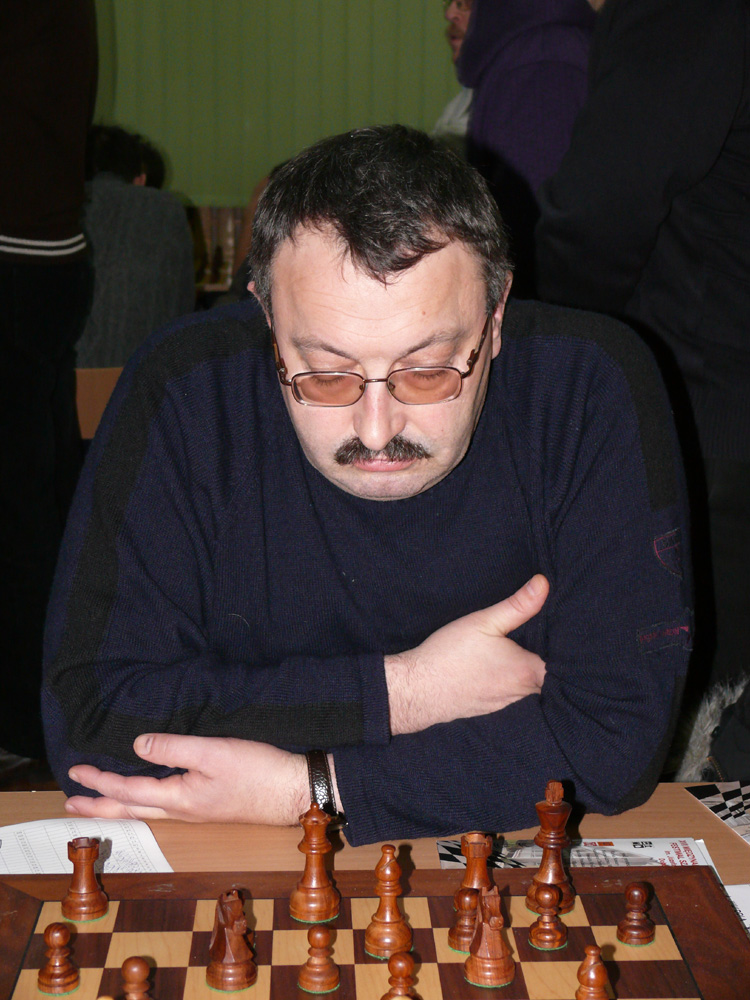
Este movimento a mais irá me prejudicar. – Vladimir Malaniuk.

Watson também observa que, "Similarmente, a Defesa Holandesa aparenta ser particularmente estéril quando as brancas atingem as posições em reverso, com um tempo a mais (note que as brancas não possuem nada de útil a fazer!); e, certamente, várias aberturas padrão das pretas não são muito inspiradores quando jogadas com as brancas, com a vantagem do tempo". O Grande Mestre Alex Yermolinsky também nota que o Grande Mestre Vladimir Malaniuk, um proponente bem sucedido da defesa neerlandesa, variação Leningrad (1.d4 f5 2.g3 g6) nos níveis mais altos, que “ele me impressionou, através de sua resposta contra a opinião de alguém que ele deveria jogar 1.f4 com as brancas. Yermolinsky sorriu e disse, “Este movimento a mais irá me machucar".
Yermolinsky também concordou com o criticismo de Alexander Alekhine de 1.g3 e5 2.Nf3, uma jogada em reverso da Defesa Alekhine, em Réti-Alekhine, Baden-Baden 1925, escrevendo que Alekhine “entendeu a diferença de filosofia das aberturas entre as brancas e as pretas, e notaram que elas não podem ser as mesmas! As brancas devem tentar mais do que obter apenas um jogo confortável em posições revertidas, e, como as estatísticas mostram – surpreendentemente para muitas pessoas, mas não para mim – que as brancas não pontuam tanto como as pretas nas mesmas posições, mesmo com o tempo extra”. Watson cita outro exemplo de uma abertura mal-sucedida para as brancas: enquanto que a variação Meran da defesa semieslava é considerada um sistema dinâmico de contra-ataque, com as posições em reverso é uma variação clássica do sistema Colle, uma das aberturas mais fracas de abertura do Peão da Dama. Howard Staunton, geralmente considerado um dos jogadores mais fortes do mundo entre 1843 e 1851, fez um ponto similar mais de 160 anos atrás, escrevendo que a Defesa Owen (1.e4 b6) ;e jogável para as pretas, mas que 1.b3 é inferior do “que os movimentos mais comuns de aberturas, sendo essencialmente defensiva.”
Watson conclui que (a); "a maioria dos movimentos possui desvantagens além de vantagens, visto assim, um movimento extra não é sempre uma benção não-qualificada"; (b) "com as informações a mais que as pretas possuem sobre a estratégia utilizada das brancas, as pretas podem reagir melhor à nova situação", e (c) "visto que um empate será, provavelmente, mais aceitável para as pretas do que para as brancas, estas podem evitar linhas que permitem simplificações empatadoras, enquanto que as pretas podem optar por não objecionar contra tais linhas".

#### Aberturas simétricas
Rowson escreveu que, "em geral, assume-se que qualquer vantagem que as brancas possuem seria revelada mais claramente em posições simétricas". Watson, Şubă, Evans, e o eminente jogador e teorista dinamarquês Aaron Nimzowitsch, todos concordaram que a melhor estratégia por parte das pretas é evitar a simetria. 
Mesmo assim, até mesmo aberturas simétricas, por vezes, ilustram a ligeira natureza da vantagem das brancas, em vários respeitos. Porém, as brancas possuem normalmente dificuldades para provar isso. Como o Grande Mestre Bent Larsen escreveu, ao anotar um jogo que começou com 1.c4 c5 2.b3 b6, “Em aberturas simétricas, as brancas possuem uma vantagem teorética, mas em muitas delas tal esta é apenas teorética.” O Grande Mestre Andrew Soltis escreveu em 2008 que ele detesta jogar contra a simétrica Defesa Petroff (1.e4 e5 2.Cf3 Cf6), e continua com 2.Cc3, o Abertura Viena. Porém, mesmo com Cc3, Soltis não foi capaz de encontrar uma vantagem após a simétrica 2...Cc6 3.g3. g6 4.Bg2 Bg7, or after 3.Cf3 Cf6 transpõe para o Abertura dos Quatro Cavalos .Bb5 Bb4  5.0-0 0-0 6.d3 d6 7.Bg5 Bg4 8.Cd5 Cd4 9.Cxb4 Cxb5, ou 7.Ce2 Ce7 8.c3 Ba5 9.Cg3 c6 10.Ba4 Cg6 11.d4 d5, quando 12.exd5! Pode até mesmo favorecer as pretas.
Além disso, posições simétricas podem criar uma desvantagem para as brancas, visto que as últimas precisam movimentar primeiro. Watson notou que até em jogos casuais as brancas possuem dificuldades em jogos simétricos, visto que quase todos os movimentos possuem suas desvantagens. Fisher chegou a dizer que "1.Cf3 Cf6 2.g3 g6 3.Bg2 Bg7 4.0-0 0-0 5.d3 d6 (Reinhard – Fischer, Western Open 1963), acredite ou não, as pretas são melhores! Agora, qualquer coisa que as brancas façam, as pretas vão sobressair-se e obter uma posição assimétrica, e ter a posição superior, devido à sua melhor estrutura de peões!". Porém, o Grande Mestre Paul Keres respondeu na revista CHESS: "Nós não iremos acreditar!" Em posições simétricas, como os jogos Hodgson – Arkell e Portisch – Tal abaixo ilustram, as pretas podem imitar as brancas à medida que as pretas acreditam que isso é possível e vantajoso, e mudando quando isto deixa de ser o caso.
Além disso, um movimento a mais em particular é por vezes mais uma liabilidade do que uma vantagem. Por exemplo, Soltis notou que a Variação de Troca da Defesa Francesa, após 1.e4 e6 2.d4 d5 3.exd5 exd5 4.Cf3 Cf6, "é bastante igual". A mesma posição, só que com o cavalo das pretas movido para e4, ocorre após a Defesa Petroff, após 1.e4 e5 2.Cf3 Cf6 3.Cxe5 d6 4.Cf3 Cxe4 5.d4 d5. Esta posição oferece as brancas melhores posições justamente por causa do movimento a mais das pretas (...Ce4), permitindo com que o cavalo avançado das pretas seja um alvo de um ataque das brancas.
Finalmente, posições simétricas podem ser difíceis de executar com as brancas por razões psicológicas. Watson escreveu sobre qualquer um tentando utilizar a Troca Francesa, "mesmo se ele pensa em uma vitória, ele assume um peso psicológico. As brancas já cederam a vantagem do primeiro movimento, e sabe disso, enquanto que as pretas são desafiadas a encontrar estratégias de modo a capturar a iniciativa". Dois exemplos famosos de perdas com as brancas na Troca Francesa são Mikhail Gurevich – Short e Tatai – Korchnoi. Em Gurevich-Short, um jogo entre dois dos melhores jogadores do mundo, As brancas precisavam apenas de um empate para qualificar para o Torneio de Candidatos, enquanto que as pretas precisavam vencer. Gurevich jogou passivamente e foi superado por Short, que atingiu a vitória necessária, e com isso, obteve a classificação para o Torneio de Candidatos, onde desafiou Garry Kasparov pelo título mundial. Em Tattai-Korchnoi, Tatai sofreu uma enxurrada de ataques de xeques, perdendo o jogo após apenas 14 movimentos.
|   | a | b | c | d | e | f | g | h |   |
| 8 | b8 preto torre · c8 preto bispo · d8 preto rainha · e8 preto rei · g8 preto cavalo · h8 preto torre · d7 preto peão · e7 preto peão · f7 preto peão · g7 preto bispo · h7 preto peão · c6 preto cavalo · g6 preto peão · b5 preto peão · b4 branco peão · c3 branco cavalo · g3 branco peão · d2 branco peão · e2 branco peão · f2 branco peão · g2 branco bispo · h2 branco peão · b1 branco torre · c1 branco bispo · d1 branco rainha · e1 branco rei · g1 branco cavalo · h1 branco torre | b8 preto torre · c8 preto bispo · d8 preto rainha · e8 preto rei · g8 preto cavalo · h8 preto torre · d7 preto peão · e7 preto peão · f7 preto peão · g7 preto bispo · h7 preto peão · c6 preto cavalo · g6 preto peão · b5 preto peão · b4 branco peão · c3 branco cavalo · g3 branco peão · d2 branco peão · e2 branco peão · f2 branco peão · g2 branco bispo · h2 branco peão · b1 branco torre · c1 branco bispo · d1 branco rainha · e1 branco rei · g1 branco cavalo · h1 branco torre | b8 preto torre · c8 preto bispo · d8 preto rainha · e8 preto rei · g8 preto cavalo · h8 preto torre · d7 preto peão · e7 preto peão · f7 preto peão · g7 preto bispo · h7 preto peão · c6 preto cavalo · g6 preto peão · b5 preto peão · b4 branco peão · c3 branco cavalo · g3 branco peão · d2 branco peão · e2 branco peão · f2 branco peão · g2 branco bispo · h2 branco peão · b1 branco torre · c1 branco bispo · d1 branco rainha · e1 branco rei · g1 branco cavalo · h1 branco torre | b8 preto torre · c8 preto bispo · d8 preto rainha · e8 preto rei · g8 preto cavalo · h8 preto torre · d7 preto peão · e7 preto peão · f7 preto peão · g7 preto bispo · h7 preto peão · c6 preto cavalo · g6 preto peão · b5 preto peão · b4 branco peão · c3 branco cavalo · g3 branco peão · d2 branco peão · e2 branco peão · f2 branco peão · g2 branco bispo · h2 branco peão · b1 branco torre · c1 branco bispo · d1 branco rainha · e1 branco rei · g1 branco cavalo · h1 branco torre | b8 preto torre · c8 preto bispo · d8 preto rainha · e8 preto rei · g8 preto cavalo · h8 preto torre · d7 preto peão · e7 preto peão · f7 preto peão · g7 preto bispo · h7 preto peão · c6 preto cavalo · g6 preto peão · b5 preto peão · b4 branco peão · c3 branco cavalo · g3 branco peão · d2 branco peão · e2 branco peão · f2 branco peão · g2 branco bispo · h2 branco peão · b1 branco torre · c1 branco bispo · d1 branco rainha · e1 branco rei · g1 branco cavalo · h1 branco torre | b8 preto torre · c8 preto bispo · d8 preto rainha · e8 preto rei · g8 preto cavalo · h8 preto torre · d7 preto peão · e7 preto peão · f7 preto peão · g7 preto bispo · h7 preto peão · c6 preto cavalo · g6 preto peão · b5 preto peão · b4 branco peão · c3 branco cavalo · g3 branco peão · d2 branco peão · e2 branco peão · f2 branco peão · g2 branco bispo · h2 branco peão · b1 branco torre · c1 branco bispo · d1 branco rainha · e1 branco rei · g1 branco cavalo · h1 branco torre | b8 preto torre · c8 preto bispo · d8 preto rainha · e8 preto rei · g8 preto cavalo · h8 preto torre · d7 preto peão · e7 preto peão · f7 preto peão · g7 preto bispo · h7 preto peão · c6 preto cavalo · g6 preto peão · b5 preto peão · b4 branco peão · c3 branco cavalo · g3 branco peão · d2 branco peão · e2 branco peão · f2 branco peão · g2 branco bispo · h2 branco peão · b1 branco torre · c1 branco bispo · d1 branco rainha · e1 branco rei · g1 branco cavalo · h1 branco torre | b8 preto torre · c8 preto bispo · d8 preto rainha · e8 preto rei · g8 preto cavalo · h8 preto torre · d7 preto peão · e7 preto peão · f7 preto peão · g7 preto bispo · h7 preto peão · c6 preto cavalo · g6 preto peão · b5 preto peão · b4 branco peão · c3 branco cavalo · g3 branco peão · d2 branco peão · e2 branco peão · f2 branco peão · g2 branco bispo · h2 branco peão · b1 branco torre · c1 branco bispo · d1 branco rainha · e1 branco rei · g1 branco cavalo · h1 branco torre | 8 |
| 7 | b8 preto torre · c8 preto bispo · d8 preto rainha · e8 preto rei · g8 preto cavalo · h8 preto torre · d7 preto peão · e7 preto peão · f7 preto peão · g7 preto bispo · h7 preto peão · c6 preto cavalo · g6 preto peão · b5 preto peão · b4 branco peão · c3 branco cavalo · g3 branco peão · d2 branco peão · e2 branco peão · f2 branco peão · g2 branco bispo · h2 branco peão · b1 branco torre · c1 branco bispo · d1 branco rainha · e1 branco rei · g1 branco cavalo · h1 branco torre | b8 preto torre · c8 preto bispo · d8 preto rainha · e8 preto rei · g8 preto cavalo · h8 preto torre · d7 preto peão · e7 preto peão · f7 preto peão · g7 preto bispo · h7 preto peão · c6 preto cavalo · g6 preto peão · b5 preto peão · b4 branco peão · c3 branco cavalo · g3 branco peão · d2 branco peão · e2 branco peão · f2 branco peão · g2 branco bispo · h2 branco peão · b1 branco torre · c1 branco bispo · d1 branco rainha · e1 branco rei · g1 branco cavalo · h1 branco torre | b8 preto torre · c8 preto bispo · d8 preto rainha · e8 preto rei · g8 preto cavalo · h8 preto torre · d7 preto peão · e7 preto peão · f7 preto peão · g7 preto bispo · h7 preto peão · c6 preto cavalo · g6 preto peão · b5 preto peão · b4 branco peão · c3 branco cavalo · g3 branco peão · d2 branco peão · e2 branco peão · f2 branco peão · g2 branco bispo · h2 branco peão · b1 branco torre · c1 branco bispo · d1 branco rainha · e1 branco rei · g1 branco cavalo · h1 branco torre | b8 preto torre · c8 preto bispo · d8 preto rainha · e8 preto rei · g8 preto cavalo · h8 preto torre · d7 preto peão · e7 preto peão · f7 preto peão · g7 preto bispo · h7 preto peão · c6 preto cavalo · g6 preto peão · b5 preto peão · b4 branco peão · c3 branco cavalo · g3 branco peão · d2 branco peão · e2 branco peão · f2 branco peão · g2 branco bispo · h2 branco peão · b1 branco torre · c1 branco bispo · d1 branco rainha · e1 branco rei · g1 branco cavalo · h1 branco torre | b8 preto torre · c8 preto bispo · d8 preto rainha · e8 preto rei · g8 preto cavalo · h8 preto torre · d7 preto peão · e7 preto peão · f7 preto peão · g7 preto bispo · h7 preto peão · c6 preto cavalo · g6 preto peão · b5 preto peão · b4 branco peão · c3 branco cavalo · g3 branco peão · d2 branco peão · e2 branco peão · f2 branco peão · g2 branco bispo · h2 branco peão · b1 branco torre · c1 branco bispo · d1 branco rainha · e1 branco rei · g1 branco cavalo · h1 branco torre | b8 preto torre · c8 preto bispo · d8 preto rainha · e8 preto rei · g8 preto cavalo · h8 preto torre · d7 preto peão · e7 preto peão · f7 preto peão · g7 preto bispo · h7 preto peão · c6 preto cavalo · g6 preto peão · b5 preto peão · b4 branco peão · c3 branco cavalo · g3 branco peão · d2 branco peão · e2 branco peão · f2 branco peão · g2 branco bispo · h2 branco peão · b1 branco torre · c1 branco bispo · d1 branco rainha · e1 branco rei · g1 branco cavalo · h1 branco torre | b8 preto torre · c8 preto bispo · d8 preto rainha · e8 preto rei · g8 preto cavalo · h8 preto torre · d7 preto peão · e7 preto peão · f7 preto peão · g7 preto bispo · h7 preto peão · c6 preto cavalo · g6 preto peão · b5 preto peão · b4 branco peão · c3 branco cavalo · g3 branco peão · d2 branco peão · e2 branco peão · f2 branco peão · g2 branco bispo · h2 branco peão · b1 branco torre · c1 branco bispo · d1 branco rainha · e1 branco rei · g1 branco cavalo · h1 branco torre | b8 preto torre · c8 preto bispo · d8 preto rainha · e8 preto rei · g8 preto cavalo · h8 preto torre · d7 preto peão · e7 preto peão · f7 preto peão · g7 preto bispo · h7 preto peão · c6 preto cavalo · g6 preto peão · b5 preto peão · b4 branco peão · c3 branco cavalo · g3 branco peão · d2 branco peão · e2 branco peão · f2 branco peão · g2 branco bispo · h2 branco peão · b1 branco torre · c1 branco bispo · d1 branco rainha · e1 branco rei · g1 branco cavalo · h1 branco torre | 7 |
| 6 | b8 preto torre · c8 preto bispo · d8 preto rainha · e8 preto rei · g8 preto cavalo · h8 preto torre · d7 preto peão · e7 preto peão · f7 preto peão · g7 preto bispo · h7 preto peão · c6 preto cavalo · g6 preto peão · b5 preto peão · b4 branco peão · c3 branco cavalo · g3 branco peão · d2 branco peão · e2 branco peão · f2 branco peão · g2 branco bispo · h2 branco peão · b1 branco torre · c1 branco bispo · d1 branco rainha · e1 branco rei · g1 branco cavalo · h1 branco torre | b8 preto torre · c8 preto bispo · d8 preto rainha · e8 preto rei · g8 preto cavalo · h8 preto torre · d7 preto peão · e7 preto peão · f7 preto peão · g7 preto bispo · h7 preto peão · c6 preto cavalo · g6 preto peão · b5 preto peão · b4 branco peão · c3 branco cavalo · g3 branco peão · d2 branco peão · e2 branco peão · f2 branco peão · g2 branco bispo · h2 branco peão · b1 branco torre · c1 branco bispo · d1 branco rainha · e1 branco rei · g1 branco cavalo · h1 branco torre | b8 preto torre · c8 preto bispo · d8 preto rainha · e8 preto rei · g8 preto cavalo · h8 preto torre · d7 preto peão · e7 preto peão · f7 preto peão · g7 preto bispo · h7 preto peão · c6 preto cavalo · g6 preto peão · b5 preto peão · b4 branco peão · c3 branco cavalo · g3 branco peão · d2 branco peão · e2 branco peão · f2 branco peão · g2 branco bispo · h2 branco peão · b1 branco torre · c1 branco bispo · d1 branco rainha · e1 branco rei · g1 branco cavalo · h1 branco torre | b8 preto torre · c8 preto bispo · d8 preto rainha · e8 preto rei · g8 preto cavalo · h8 preto torre · d7 preto peão · e7 preto peão · f7 preto peão · g7 preto bispo · h7 preto peão · c6 preto cavalo · g6 preto peão · b5 preto peão · b4 branco peão · c3 branco cavalo · g3 branco peão · d2 branco peão · e2 branco peão · f2 branco peão · g2 branco bispo · h2 branco peão · b1 branco torre · c1 branco bispo · d1 branco rainha · e1 branco rei · g1 branco cavalo · h1 branco torre | b8 preto torre · c8 preto bispo · d8 preto rainha · e8 preto rei · g8 preto cavalo · h8 preto torre · d7 preto peão · e7 preto peão · f7 preto peão · g7 preto bispo · h7 preto peão · c6 preto cavalo · g6 preto peão · b5 preto peão · b4 branco peão · c3 branco cavalo · g3 branco peão · d2 branco peão · e2 branco peão · f2 branco peão · g2 branco bispo · h2 branco peão · b1 branco torre · c1 branco bispo · d1 branco rainha · e1 branco rei · g1 branco cavalo · h1 branco torre | b8 preto torre · c8 preto bispo · d8 preto rainha · e8 preto rei · g8 preto cavalo · h8 preto torre · d7 preto peão · e7 preto peão · f7 preto peão · g7 preto bispo · h7 preto peão · c6 preto cavalo · g6 preto peão · b5 preto peão · b4 branco peão · c3 branco cavalo · g3 branco peão · d2 branco peão · e2 branco peão · f2 branco peão · g2 branco bispo · h2 branco peão · b1 branco torre · c1 branco bispo · d1 branco rainha · e1 branco rei · g1 branco cavalo · h1 branco torre | b8 preto torre · c8 preto bispo · d8 preto rainha · e8 preto rei · g8 preto cavalo · h8 preto torre · d7 preto peão · e7 preto peão · f7 preto peão · g7 preto bispo · h7 preto peão · c6 preto cavalo · g6 preto peão · b5 preto peão · b4 branco peão · c3 branco cavalo · g3 branco peão · d2 branco peão · e2 branco peão · f2 branco peão · g2 branco bispo · h2 branco peão · b1 branco torre · c1 branco bispo · d1 branco rainha · e1 branco rei · g1 branco cavalo · h1 branco torre | b8 preto torre · c8 preto bispo · d8 preto rainha · e8 preto rei · g8 preto cavalo · h8 preto torre · d7 preto peão · e7 preto peão · f7 preto peão · g7 preto bispo · h7 preto peão · c6 preto cavalo · g6 preto peão · b5 preto peão · b4 branco peão · c3 branco cavalo · g3 branco peão · d2 branco peão · e2 branco peão · f2 branco peão · g2 branco bispo · h2 branco peão · b1 branco torre · c1 branco bispo · d1 branco rainha · e1 branco rei · g1 branco cavalo · h1 branco torre | 6 |
| 5 | b8 preto torre · c8 preto bispo · d8 preto rainha · e8 preto rei · g8 preto cavalo · h8 preto torre · d7 preto peão · e7 preto peão · f7 preto peão · g7 preto bispo · h7 preto peão · c6 preto cavalo · g6 preto peão · b5 preto peão · b4 branco peão · c3 branco cavalo · g3 branco peão · d2 branco peão · e2 branco peão · f2 branco peão · g2 branco bispo · h2 branco peão · b1 branco torre · c1 branco bispo · d1 branco rainha · e1 branco rei · g1 branco cavalo · h1 branco torre | b8 preto torre · c8 preto bispo · d8 preto rainha · e8 preto rei · g8 preto cavalo · h8 preto torre · d7 preto peão · e7 preto peão · f7 preto peão · g7 preto bispo · h7 preto peão · c6 preto cavalo · g6 preto peão · b5 preto peão · b4 branco peão · c3 branco cavalo · g3 branco peão · d2 branco peão · e2 branco peão · f2 branco peão · g2 branco bispo · h2 branco peão · b1 branco torre · c1 branco bispo · d1 branco rainha · e1 branco rei · g1 branco cavalo · h1 branco torre | b8 preto torre · c8 preto bispo · d8 preto rainha · e8 preto rei · g8 preto cavalo · h8 preto torre · d7 preto peão · e7 preto peão · f7 preto peão · g7 preto bispo · h7 preto peão · c6 preto cavalo · g6 preto peão · b5 preto peão · b4 branco peão · c3 branco cavalo · g3 branco peão · d2 branco peão · e2 branco peão · f2 branco peão · g2 branco bispo · h2 branco peão · b1 branco torre · c1 branco bispo · d1 branco rainha · e1 branco rei · g1 branco cavalo · h1 branco torre | b8 preto torre · c8 preto bispo · d8 preto rainha · e8 preto rei · g8 preto cavalo · h8 preto torre · d7 preto peão · e7 preto peão · f7 preto peão · g7 preto bispo · h7 preto peão · c6 preto cavalo · g6 preto peão · b5 preto peão · b4 branco peão · c3 branco cavalo · g3 branco peão · d2 branco peão · e2 branco peão · f2 branco peão · g2 branco bispo · h2 branco peão · b1 branco torre · c1 branco bispo · d1 branco rainha · e1 branco rei · g1 branco cavalo · h1 branco torre | b8 preto torre · c8 preto bispo · d8 preto rainha · e8 preto rei · g8 preto cavalo · h8 preto torre · d7 preto peão · e7 preto peão · f7 preto peão · g7 preto bispo · h7 preto peão · c6 preto cavalo · g6 preto peão · b5 preto peão · b4 branco peão · c3 branco cavalo · g3 branco peão · d2 branco peão · e2 branco peão · f2 branco peão · g2 branco bispo · h2 branco peão · b1 branco torre · c1 branco bispo · d1 branco rainha · e1 branco rei · g1 branco cavalo · h1 branco torre | b8 preto torre · c8 preto bispo · d8 preto rainha · e8 preto rei · g8 preto cavalo · h8 preto torre · d7 preto peão · e7 preto peão · f7 preto peão · g7 preto bispo · h7 preto peão · c6 preto cavalo · g6 preto peão · b5 preto peão · b4 branco peão · c3 branco cavalo · g3 branco peão · d2 branco peão · e2 branco peão · f2 branco peão · g2 branco bispo · h2 branco peão · b1 branco torre · c1 branco bispo · d1 branco rainha · e1 branco rei · g1 branco cavalo · h1 branco torre | b8 preto torre · c8 preto bispo · d8 preto rainha · e8 preto rei · g8 preto cavalo · h8 preto torre · d7 preto peão · e7 preto peão · f7 preto peão · g7 preto bispo · h7 preto peão · c6 preto cavalo · g6 preto peão · b5 preto peão · b4 branco peão · c3 branco cavalo · g3 branco peão · d2 branco peão · e2 branco peão · f2 branco peão · g2 branco bispo · h2 branco peão · b1 branco torre · c1 branco bispo · d1 branco rainha · e1 branco rei · g1 branco cavalo · h1 branco torre | b8 preto torre · c8 preto bispo · d8 preto rainha · e8 preto rei · g8 preto cavalo · h8 preto torre · d7 preto peão · e7 preto peão · f7 preto peão · g7 preto bispo · h7 preto peão · c6 preto cavalo · g6 preto peão · b5 preto peão · b4 branco peão · c3 branco cavalo · g3 branco peão · d2 branco peão · e2 branco peão · f2 branco peão · g2 branco bispo · h2 branco peão · b1 branco torre · c1 branco bispo · d1 branco rainha · e1 branco rei · g1 branco cavalo · h1 branco torre | 5 |
| 4 | b8 preto torre · c8 preto bispo · d8 preto rainha · e8 preto rei · g8 preto cavalo · h8 preto torre · d7 preto peão · e7 preto peão · f7 preto peão · g7 preto bispo · h7 preto peão · c6 preto cavalo · g6 preto peão · b5 preto peão · b4 branco peão · c3 branco cavalo · g3 branco peão · d2 branco peão · e2 branco peão · f2 branco peão · g2 branco bispo · h2 branco peão · b1 branco torre · c1 branco bispo · d1 branco rainha · e1 branco rei · g1 branco cavalo · h1 branco torre | b8 preto torre · c8 preto bispo · d8 preto rainha · e8 preto rei · g8 preto cavalo · h8 preto torre · d7 preto peão · e7 preto peão · f7 preto peão · g7 preto bispo · h7 preto peão · c6 preto cavalo · g6 preto peão · b5 preto peão · b4 branco peão · c3 branco cavalo · g3 branco peão · d2 branco peão · e2 branco peão · f2 branco peão · g2 branco bispo · h2 branco peão · b1 branco torre · c1 branco bispo · d1 branco rainha · e1 branco rei · g1 branco cavalo · h1 branco torre | b8 preto torre · c8 preto bispo · d8 preto rainha · e8 preto rei · g8 preto cavalo · h8 preto torre · d7 preto peão · e7 preto peão · f7 preto peão · g7 preto bispo · h7 preto peão · c6 preto cavalo · g6 preto peão · b5 preto peão · b4 branco peão · c3 branco cavalo · g3 branco peão · d2 branco peão · e2 branco peão · f2 branco peão · g2 branco bispo · h2 branco peão · b1 branco torre · c1 branco bispo · d1 branco rainha · e1 branco rei · g1 branco cavalo · h1 branco torre | b8 preto torre · c8 preto bispo · d8 preto rainha · e8 preto rei · g8 preto cavalo · h8 preto torre · d7 preto peão · e7 preto peão · f7 preto peão · g7 preto bispo · h7 preto peão · c6 preto cavalo · g6 preto peão · b5 preto peão · b4 branco peão · c3 branco cavalo · g3 branco peão · d2 branco peão · e2 branco peão · f2 branco peão · g2 branco bispo · h2 branco peão · b1 branco torre · c1 branco bispo · d1 branco rainha · e1 branco rei · g1 branco cavalo · h1 branco torre | b8 preto torre · c8 preto bispo · d8 preto rainha · e8 preto rei · g8 preto cavalo · h8 preto torre · d7 preto peão · e7 preto peão · f7 preto peão · g7 preto bispo · h7 preto peão · c6 preto cavalo · g6 preto peão · b5 preto peão · b4 branco peão · c3 branco cavalo · g3 branco peão · d2 branco peão · e2 branco peão · f2 branco peão · g2 branco bispo · h2 branco peão · b1 branco torre · c1 branco bispo · d1 branco rainha · e1 branco rei · g1 branco cavalo · h1 branco torre | b8 preto torre · c8 preto bispo · d8 preto rainha · e8 preto rei · g8 preto cavalo · h8 preto torre · d7 preto peão · e7 preto peão · f7 preto peão · g7 preto bispo · h7 preto peão · c6 preto cavalo · g6 preto peão · b5 preto peão · b4 branco peão · c3 branco cavalo · g3 branco peão · d2 branco peão · e2 branco peão · f2 branco peão · g2 branco bispo · h2 branco peão · b1 branco torre · c1 branco bispo · d1 branco rainha · e1 branco rei · g1 branco cavalo · h1 branco torre | b8 preto torre · c8 preto bispo · d8 preto rainha · e8 preto rei · g8 preto cavalo · h8 preto torre · d7 preto peão · e7 preto peão · f7 preto peão · g7 preto bispo · h7 preto peão · c6 preto cavalo · g6 preto peão · b5 preto peão · b4 branco peão · c3 branco cavalo · g3 branco peão · d2 branco peão · e2 branco peão · f2 branco peão · g2 branco bispo · h2 branco peão · b1 branco torre · c1 branco bispo · d1 branco rainha · e1 branco rei · g1 branco cavalo · h1 branco torre | b8 preto torre · c8 preto bispo · d8 preto rainha · e8 preto rei · g8 preto cavalo · h8 preto torre · d7 preto peão · e7 preto peão · f7 preto peão · g7 preto bispo · h7 preto peão · c6 preto cavalo · g6 preto peão · b5 preto peão · b4 branco peão · c3 branco cavalo · g3 branco peão · d2 branco peão · e2 branco peão · f2 branco peão · g2 branco bispo · h2 branco peão · b1 branco torre · c1 branco bispo · d1 branco rainha · e1 branco rei · g1 branco cavalo · h1 branco torre | 4 |
| 3 | b8 preto torre · c8 preto bispo · d8 preto rainha · e8 preto rei · g8 preto cavalo · h8 preto torre · d7 preto peão · e7 preto peão · f7 preto peão · g7 preto bispo · h7 preto peão · c6 preto cavalo · g6 preto peão · b5 preto peão · b4 branco peão · c3 branco cavalo · g3 branco peão · d2 branco peão · e2 branco peão · f2 branco peão · g2 branco bispo · h2 branco peão · b1 branco torre · c1 branco bispo · d1 branco rainha · e1 branco rei · g1 branco cavalo · h1 branco torre | b8 preto torre · c8 preto bispo · d8 preto rainha · e8 preto rei · g8 preto cavalo · h8 preto torre · d7 preto peão · e7 preto peão · f7 preto peão · g7 preto bispo · h7 preto peão · c6 preto cavalo · g6 preto peão · b5 preto peão · b4 branco peão · c3 branco cavalo · g3 branco peão · d2 branco peão · e2 branco peão · f2 branco peão · g2 branco bispo · h2 branco peão · b1 branco torre · c1 branco bispo · d1 branco rainha · e1 branco rei · g1 branco cavalo · h1 branco torre | b8 preto torre · c8 preto bispo · d8 preto rainha · e8 preto rei · g8 preto cavalo · h8 preto torre · d7 preto peão · e7 preto peão · f7 preto peão · g7 preto bispo · h7 preto peão · c6 preto cavalo · g6 preto peão · b5 preto peão · b4 branco peão · c3 branco cavalo · g3 branco peão · d2 branco peão · e2 branco peão · f2 branco peão · g2 branco bispo · h2 branco peão · b1 branco torre · c1 branco bispo · d1 branco rainha · e1 branco rei · g1 branco cavalo · h1 branco torre | b8 preto torre · c8 preto bispo · d8 preto rainha · e8 preto rei · g8 preto cavalo · h8 preto torre · d7 preto peão · e7 preto peão · f7 preto peão · g7 preto bispo · h7 preto peão · c6 preto cavalo · g6 preto peão · b5 preto peão · b4 branco peão · c3 branco cavalo · g3 branco peão · d2 branco peão · e2 branco peão · f2 branco peão · g2 branco bispo · h2 branco peão · b1 branco torre · c1 branco bispo · d1 branco rainha · e1 branco rei · g1 branco cavalo · h1 branco torre | b8 preto torre · c8 preto bispo · d8 preto rainha · e8 preto rei · g8 preto cavalo · h8 preto torre · d7 preto peão · e7 preto peão · f7 preto peão · g7 preto bispo · h7 preto peão · c6 preto cavalo · g6 preto peão · b5 preto peão · b4 branco peão · c3 branco cavalo · g3 branco peão · d2 branco peão · e2 branco peão · f2 branco peão · g2 branco bispo · h2 branco peão · b1 branco torre · c1 branco bispo · d1 branco rainha · e1 branco rei · g1 branco cavalo · h1 branco torre | b8 preto torre · c8 preto bispo · d8 preto rainha · e8 preto rei · g8 preto cavalo · h8 preto torre · d7 preto peão · e7 preto peão · f7 preto peão · g7 preto bispo · h7 preto peão · c6 preto cavalo · g6 preto peão · b5 preto peão · b4 branco peão · c3 branco cavalo · g3 branco peão · d2 branco peão · e2 branco peão · f2 branco peão · g2 branco bispo · h2 branco peão · b1 branco torre · c1 branco bispo · d1 branco rainha · e1 branco rei · g1 branco cavalo · h1 branco torre | b8 preto torre · c8 preto bispo · d8 preto rainha · e8 preto rei · g8 preto cavalo · h8 preto torre · d7 preto peão · e7 preto peão · f7 preto peão · g7 preto bispo · h7 preto peão · c6 preto cavalo · g6 preto peão · b5 preto peão · b4 branco peão · c3 branco cavalo · g3 branco peão · d2 branco peão · e2 branco peão · f2 branco peão · g2 branco bispo · h2 branco peão · b1 branco torre · c1 branco bispo · d1 branco rainha · e1 branco rei · g1 branco cavalo · h1 branco torre | b8 preto torre · c8 preto bispo · d8 preto rainha · e8 preto rei · g8 preto cavalo · h8 preto torre · d7 preto peão · e7 preto peão · f7 preto peão · g7 preto bispo · h7 preto peão · c6 preto cavalo · g6 preto peão · b5 preto peão · b4 branco peão · c3 branco cavalo · g3 branco peão · d2 branco peão · e2 branco peão · f2 branco peão · g2 branco bispo · h2 branco peão · b1 branco torre · c1 branco bispo · d1 branco rainha · e1 branco rei · g1 branco cavalo · h1 branco torre | 3 |
| 2 | b8 preto torre · c8 preto bispo · d8 preto rainha · e8 preto rei · g8 preto cavalo · h8 preto torre · d7 preto peão · e7 preto peão · f7 preto peão · g7 preto bispo · h7 preto peão · c6 preto cavalo · g6 preto peão · b5 preto peão · b4 branco peão · c3 branco cavalo · g3 branco peão · d2 branco peão · e2 branco peão · f2 branco peão · g2 branco bispo · h2 branco peão · b1 branco torre · c1 branco bispo · d1 branco rainha · e1 branco rei · g1 branco cavalo · h1 branco torre | b8 preto torre · c8 preto bispo · d8 preto rainha · e8 preto rei · g8 preto cavalo · h8 preto torre · d7 preto peão · e7 preto peão · f7 preto peão · g7 preto bispo · h7 preto peão · c6 preto cavalo · g6 preto peão · b5 preto peão · b4 branco peão · c3 branco cavalo · g3 branco peão · d2 branco peão · e2 branco peão · f2 branco peão · g2 branco bispo · h2 branco peão · b1 branco torre · c1 branco bispo · d1 branco rainha · e1 branco rei · g1 branco cavalo · h1 branco torre | b8 preto torre · c8 preto bispo · d8 preto rainha · e8 preto rei · g8 preto cavalo · h8 preto torre · d7 preto peão · e7 preto peão · f7 preto peão · g7 preto bispo · h7 preto peão · c6 preto cavalo · g6 preto peão · b5 preto peão · b4 branco peão · c3 branco cavalo · g3 branco peão · d2 branco peão · e2 branco peão · f2 branco peão · g2 branco bispo · h2 branco peão · b1 branco torre · c1 branco bispo · d1 branco rainha · e1 branco rei · g1 branco cavalo · h1 branco torre | b8 preto torre · c8 preto bispo · d8 preto rainha · e8 preto rei · g8 preto cavalo · h8 preto torre · d7 preto peão · e7 preto peão · f7 preto peão · g7 preto bispo · h7 preto peão · c6 preto cavalo · g6 preto peão · b5 preto peão · b4 branco peão · c3 branco cavalo · g3 branco peão · d2 branco peão · e2 branco peão · f2 branco peão · g2 branco bispo · h2 branco peão · b1 branco torre · c1 branco bispo · d1 branco rainha · e1 branco rei · g1 branco cavalo · h1 branco torre | b8 preto torre · c8 preto bispo · d8 preto rainha · e8 preto rei · g8 preto cavalo · h8 preto torre · d7 preto peão · e7 preto peão · f7 preto peão · g7 preto bispo · h7 preto peão · c6 preto cavalo · g6 preto peão · b5 preto peão · b4 branco peão · c3 branco cavalo · g3 branco peão · d2 branco peão · e2 branco peão · f2 branco peão · g2 branco bispo · h2 branco peão · b1 branco torre · c1 branco bispo · d1 branco rainha · e1 branco rei · g1 branco cavalo · h1 branco torre | b8 preto torre · c8 preto bispo · d8 preto rainha · e8 preto rei · g8 preto cavalo · h8 preto torre · d7 preto peão · e7 preto peão · f7 preto peão · g7 preto bispo · h7 preto peão · c6 preto cavalo · g6 preto peão · b5 preto peão · b4 branco peão · c3 branco cavalo · g3 branco peão · d2 branco peão · e2 branco peão · f2 branco peão · g2 branco bispo · h2 branco peão · b1 branco torre · c1 branco bispo · d1 branco rainha · e1 branco rei · g1 branco cavalo · h1 branco torre | b8 preto torre · c8 preto bispo · d8 preto rainha · e8 preto rei · g8 preto cavalo · h8 preto torre · d7 preto peão · e7 preto peão · f7 preto peão · g7 preto bispo · h7 preto peão · c6 preto cavalo · g6 preto peão · b5 preto peão · b4 branco peão · c3 branco cavalo · g3 branco peão · d2 branco peão · e2 branco peão · f2 branco peão · g2 branco bispo · h2 branco peão · b1 branco torre · c1 branco bispo · d1 branco rainha · e1 branco rei · g1 branco cavalo · h1 branco torre | b8 preto torre · c8 preto bispo · d8 preto rainha · e8 preto rei · g8 preto cavalo · h8 preto torre · d7 preto peão · e7 preto peão · f7 preto peão · g7 preto bispo · h7 preto peão · c6 preto cavalo · g6 preto peão · b5 preto peão · b4 branco peão · c3 branco cavalo · g3 branco peão · d2 branco peão · e2 branco peão · f2 branco peão · g2 branco bispo · h2 branco peão · b1 branco torre · c1 branco bispo · d1 branco rainha · e1 branco rei · g1 branco cavalo · h1 branco torre | 2 |
| 1 | b8 preto torre · c8 preto bispo · d8 preto rainha · e8 preto rei · g8 preto cavalo · h8 preto torre · d7 preto peão · e7 preto peão · f7 preto peão · g7 preto bispo · h7 preto peão · c6 preto cavalo · g6 preto peão · b5 preto peão · b4 branco peão · c3 branco cavalo · g3 branco peão · d2 branco peão · e2 branco peão · f2 branco peão · g2 branco bispo · h2 branco peão · b1 branco torre · c1 branco bispo · d1 branco rainha · e1 branco rei · g1 branco cavalo · h1 branco torre | b8 preto torre · c8 preto bispo · d8 preto rainha · e8 preto rei · g8 preto cavalo · h8 preto torre · d7 preto peão · e7 preto peão · f7 preto peão · g7 preto bispo · h7 preto peão · c6 preto cavalo · g6 preto peão · b5 preto peão · b4 branco peão · c3 branco cavalo · g3 branco peão · d2 branco peão · e2 branco peão · f2 branco peão · g2 branco bispo · h2 branco peão · b1 branco torre · c1 branco bispo · d1 branco rainha · e1 branco rei · g1 branco cavalo · h1 branco torre | b8 preto torre · c8 preto bispo · d8 preto rainha · e8 preto rei · g8 preto cavalo · h8 preto torre · d7 preto peão · e7 preto peão · f7 preto peão · g7 preto bispo · h7 preto peão · c6 preto cavalo · g6 preto peão · b5 preto peão · b4 branco peão · c3 branco cavalo · g3 branco peão · d2 branco peão · e2 branco peão · f2 branco peão · g2 branco bispo · h2 branco peão · b1 branco torre · c1 branco bispo · d1 branco rainha · e1 branco rei · g1 branco cavalo · h1 branco torre | b8 preto torre · c8 preto bispo · d8 preto rainha · e8 preto rei · g8 preto cavalo · h8 preto torre · d7 preto peão · e7 preto peão · f7 preto peão · g7 preto bispo · h7 preto peão · c6 preto cavalo · g6 preto peão · b5 preto peão · b4 branco peão · c3 branco cavalo · g3 branco peão · d2 branco peão · e2 branco peão · f2 branco peão · g2 branco bispo · h2 branco peão · b1 branco torre · c1 branco bispo · d1 branco rainha · e1 branco rei · g1 branco cavalo · h1 branco torre | b8 preto torre · c8 preto bispo · d8 preto rainha · e8 preto rei · g8 preto cavalo · h8 preto torre · d7 preto peão · e7 preto peão · f7 preto peão · g7 preto bispo · h7 preto peão · c6 preto cavalo · g6 preto peão · b5 preto peão · b4 branco peão · c3 branco cavalo · g3 branco peão · d2 branco peão · e2 branco peão · f2 branco peão · g2 branco bispo · h2 branco peão · b1 branco torre · c1 branco bispo · d1 branco rainha · e1 branco rei · g1 branco cavalo · h1 branco torre | b8 preto torre · c8 preto bispo · d8 preto rainha · e8 preto rei · g8 preto cavalo · h8 preto torre · d7 preto peão · e7 preto peão · f7 preto peão · g7 preto bispo · h7 preto peão · c6 preto cavalo · g6 preto peão · b5 preto peão · b4 branco peão · c3 branco cavalo · g3 branco peão · d2 branco peão · e2 branco peão · f2 branco peão · g2 branco bispo · h2 branco peão · b1 branco torre · c1 branco bispo · d1 branco rainha · e1 branco rei · g1 branco cavalo · h1 branco torre | b8 preto torre · c8 preto bispo · d8 preto rainha · e8 preto rei · g8 preto cavalo · h8 preto torre · d7 preto peão · e7 preto peão · f7 preto peão · g7 preto bispo · h7 preto peão · c6 preto cavalo · g6 preto peão · b5 preto peão · b4 branco peão · c3 branco cavalo · g3 branco peão · d2 branco peão · e2 branco peão · f2 branco peão · g2 branco bispo · h2 branco peão · b1 branco torre · c1 branco bispo · d1 branco rainha · e1 branco rei · g1 branco cavalo · h1 branco torre | b8 preto torre · c8 preto bispo · d8 preto rainha · e8 preto rei · g8 preto cavalo · h8 preto torre · d7 preto peão · e7 preto peão · f7 preto peão · g7 preto bispo · h7 preto peão · c6 preto cavalo · g6 preto peão · b5 preto peão · b4 branco peão · c3 branco cavalo · g3 branco peão · d2 branco peão · e2 branco peão · f2 branco peão · g2 branco bispo · h2 branco peão · b1 branco torre · c1 branco bispo · d1 branco rainha · e1 branco rei · g1 branco cavalo · h1 branco torre | 1 |
|   | a | b | c | d | e | f | g | h |   |

|   | a | b | c | d | e | f | g | h |   |
| 8 | c8 preto torre · d8 preto rainha · e8 preto torre · g8 preto rei · f7 preto peão · g6 preto peão · b5 branco peão · e5 preto peão · f5 preto bispo · h5 preto peão · d4 preto peão · e4 preto cavalo · b3 branco torre · g3 branco peão · h3 branco peão · b2 branco bispo · e2 branco peão · f2 branco peão · g2 branco bispo · h2 branco rei · d1 branco rainha · f1 branco torre | c8 preto torre · d8 preto rainha · e8 preto torre · g8 preto rei · f7 preto peão · g6 preto peão · b5 branco peão · e5 preto peão · f5 preto bispo · h5 preto peão · d4 preto peão · e4 preto cavalo · b3 branco torre · g3 branco peão · h3 branco peão · b2 branco bispo · e2 branco peão · f2 branco peão · g2 branco bispo · h2 branco rei · d1 branco rainha · f1 branco torre | c8 preto torre · d8 preto rainha · e8 preto torre · g8 preto rei · f7 preto peão · g6 preto peão · b5 branco peão · e5 preto peão · f5 preto bispo · h5 preto peão · d4 preto peão · e4 preto cavalo · b3 branco torre · g3 branco peão · h3 branco peão · b2 branco bispo · e2 branco peão · f2 branco peão · g2 branco bispo · h2 branco rei · d1 branco rainha · f1 branco torre | c8 preto torre · d8 preto rainha · e8 preto torre · g8 preto rei · f7 preto peão · g6 preto peão · b5 branco peão · e5 preto peão · f5 preto bispo · h5 preto peão · d4 preto peão · e4 preto cavalo · b3 branco torre · g3 branco peão · h3 branco peão · b2 branco bispo · e2 branco peão · f2 branco peão · g2 branco bispo · h2 branco rei · d1 branco rainha · f1 branco torre | c8 preto torre · d8 preto rainha · e8 preto torre · g8 preto rei · f7 preto peão · g6 preto peão · b5 branco peão · e5 preto peão · f5 preto bispo · h5 preto peão · d4 preto peão · e4 preto cavalo · b3 branco torre · g3 branco peão · h3 branco peão · b2 branco bispo · e2 branco peão · f2 branco peão · g2 branco bispo · h2 branco rei · d1 branco rainha · f1 branco torre | c8 preto torre · d8 preto rainha · e8 preto torre · g8 preto rei · f7 preto peão · g6 preto peão · b5 branco peão · e5 preto peão · f5 preto bispo · h5 preto peão · d4 preto peão · e4 preto cavalo · b3 branco torre · g3 branco peão · h3 branco peão · b2 branco bispo · e2 branco peão · f2 branco peão · g2 branco bispo · h2 branco rei · d1 branco rainha · f1 branco torre | c8 preto torre · d8 preto rainha · e8 preto torre · g8 preto rei · f7 preto peão · g6 preto peão · b5 branco peão · e5 preto peão · f5 preto bispo · h5 preto peão · d4 preto peão · e4 preto cavalo · b3 branco torre · g3 branco peão · h3 branco peão · b2 branco bispo · e2 branco peão · f2 branco peão · g2 branco bispo · h2 branco rei · d1 branco rainha · f1 branco torre | c8 preto torre · d8 preto rainha · e8 preto torre · g8 preto rei · f7 preto peão · g6 preto peão · b5 branco peão · e5 preto peão · f5 preto bispo · h5 preto peão · d4 preto peão · e4 preto cavalo · b3 branco torre · g3 branco peão · h3 branco peão · b2 branco bispo · e2 branco peão · f2 branco peão · g2 branco bispo · h2 branco rei · d1 branco rainha · f1 branco torre | 8 |
| 7 | c8 preto torre · d8 preto rainha · e8 preto torre · g8 preto rei · f7 preto peão · g6 preto peão · b5 branco peão · e5 preto peão · f5 preto bispo · h5 preto peão · d4 preto peão · e4 preto cavalo · b3 branco torre · g3 branco peão · h3 branco peão · b2 branco bispo · e2 branco peão · f2 branco peão · g2 branco bispo · h2 branco rei · d1 branco rainha · f1 branco torre | c8 preto torre · d8 preto rainha · e8 preto torre · g8 preto rei · f7 preto peão · g6 preto peão · b5 branco peão · e5 preto peão · f5 preto bispo · h5 preto peão · d4 preto peão · e4 preto cavalo · b3 branco torre · g3 branco peão · h3 branco peão · b2 branco bispo · e2 branco peão · f2 branco peão · g2 branco bispo · h2 branco rei · d1 branco rainha · f1 branco torre | c8 preto torre · d8 preto rainha · e8 preto torre · g8 preto rei · f7 preto peão · g6 preto peão · b5 branco peão · e5 preto peão · f5 preto bispo · h5 preto peão · d4 preto peão · e4 preto cavalo · b3 branco torre · g3 branco peão · h3 branco peão · b2 branco bispo · e2 branco peão · f2 branco peão · g2 branco bispo · h2 branco rei · d1 branco rainha · f1 branco torre | c8 preto torre · d8 preto rainha · e8 preto torre · g8 preto rei · f7 preto peão · g6 preto peão · b5 branco peão · e5 preto peão · f5 preto bispo · h5 preto peão · d4 preto peão · e4 preto cavalo · b3 branco torre · g3 branco peão · h3 branco peão · b2 branco bispo · e2 branco peão · f2 branco peão · g2 branco bispo · h2 branco rei · d1 branco rainha · f1 branco torre | c8 preto torre · d8 preto rainha · e8 preto torre · g8 preto rei · f7 preto peão · g6 preto peão · b5 branco peão · e5 preto peão · f5 preto bispo · h5 preto peão · d4 preto peão · e4 preto cavalo · b3 branco torre · g3 branco peão · h3 branco peão · b2 branco bispo · e2 branco peão · f2 branco peão · g2 branco bispo · h2 branco rei · d1 branco rainha · f1 branco torre | c8 preto torre · d8 preto rainha · e8 preto torre · g8 preto rei · f7 preto peão · g6 preto peão · b5 branco peão · e5 preto peão · f5 preto bispo · h5 preto peão · d4 preto peão · e4 preto cavalo · b3 branco torre · g3 branco peão · h3 branco peão · b2 branco bispo · e2 branco peão · f2 branco peão · g2 branco bispo · h2 branco rei · d1 branco rainha · f1 branco torre | c8 preto torre · d8 preto rainha · e8 preto torre · g8 preto rei · f7 preto peão · g6 preto peão · b5 branco peão · e5 preto peão · f5 preto bispo · h5 preto peão · d4 preto peão · e4 preto cavalo · b3 branco torre · g3 branco peão · h3 branco peão · b2 branco bispo · e2 branco peão · f2 branco peão · g2 branco bispo · h2 branco rei · d1 branco rainha · f1 branco torre | c8 preto torre · d8 preto rainha · e8 preto torre · g8 preto rei · f7 preto peão · g6 preto peão · b5 branco peão · e5 preto peão · f5 preto bispo · h5 preto peão · d4 preto peão · e4 preto cavalo · b3 branco torre · g3 branco peão · h3 branco peão · b2 branco bispo · e2 branco peão · f2 branco peão · g2 branco bispo · h2 branco rei · d1 branco rainha · f1 branco torre | 7 |
| 6 | c8 preto torre · d8 preto rainha · e8 preto torre · g8 preto rei · f7 preto peão · g6 preto peão · b5 branco peão · e5 preto peão · f5 preto bispo · h5 preto peão · d4 preto peão · e4 preto cavalo · b3 branco torre · g3 branco peão · h3 branco peão · b2 branco bispo · e2 branco peão · f2 branco peão · g2 branco bispo · h2 branco rei · d1 branco rainha · f1 branco torre | c8 preto torre · d8 preto rainha · e8 preto torre · g8 preto rei · f7 preto peão · g6 preto peão · b5 branco peão · e5 preto peão · f5 preto bispo · h5 preto peão · d4 preto peão · e4 preto cavalo · b3 branco torre · g3 branco peão · h3 branco peão · b2 branco bispo · e2 branco peão · f2 branco peão · g2 branco bispo · h2 branco rei · d1 branco rainha · f1 branco torre | c8 preto torre · d8 preto rainha · e8 preto torre · g8 preto rei · f7 preto peão · g6 preto peão · b5 branco peão · e5 preto peão · f5 preto bispo · h5 preto peão · d4 preto peão · e4 preto cavalo · b3 branco torre · g3 branco peão · h3 branco peão · b2 branco bispo · e2 branco peão · f2 branco peão · g2 branco bispo · h2 branco rei · d1 branco rainha · f1 branco torre | c8 preto torre · d8 preto rainha · e8 preto torre · g8 preto rei · f7 preto peão · g6 preto peão · b5 branco peão · e5 preto peão · f5 preto bispo · h5 preto peão · d4 preto peão · e4 preto cavalo · b3 branco torre · g3 branco peão · h3 branco peão · b2 branco bispo · e2 branco peão · f2 branco peão · g2 branco bispo · h2 branco rei · d1 branco rainha · f1 branco torre | c8 preto torre · d8 preto rainha · e8 preto torre · g8 preto rei · f7 preto peão · g6 preto peão · b5 branco peão · e5 preto peão · f5 preto bispo · h5 preto peão · d4 preto peão · e4 preto cavalo · b3 branco torre · g3 branco peão · h3 branco peão · b2 branco bispo · e2 branco peão · f2 branco peão · g2 branco bispo · h2 branco rei · d1 branco rainha · f1 branco torre | c8 preto torre · d8 preto rainha · e8 preto torre · g8 preto rei · f7 preto peão · g6 preto peão · b5 branco peão · e5 preto peão · f5 preto bispo · h5 preto peão · d4 preto peão · e4 preto cavalo · b3 branco torre · g3 branco peão · h3 branco peão · b2 branco bispo · e2 branco peão · f2 branco peão · g2 branco bispo · h2 branco rei · d1 branco rainha · f1 branco torre | c8 preto torre · d8 preto rainha · e8 preto torre · g8 preto rei · f7 preto peão · g6 preto peão · b5 branco peão · e5 preto peão · f5 preto bispo · h5 preto peão · d4 preto peão · e4 preto cavalo · b3 branco torre · g3 branco peão · h3 branco peão · b2 branco bispo · e2 branco peão · f2 branco peão · g2 branco bispo · h2 branco rei · d1 branco rainha · f1 branco torre | c8 preto torre · d8 preto rainha · e8 preto torre · g8 preto rei · f7 preto peão · g6 preto peão · b5 branco peão · e5 preto peão · f5 preto bispo · h5 preto peão · d4 preto peão · e4 preto cavalo · b3 branco torre · g3 branco peão · h3 branco peão · b2 branco bispo · e2 branco peão · f2 branco peão · g2 branco bispo · h2 branco rei · d1 branco rainha · f1 branco torre | 6 |
| 5 | c8 preto torre · d8 preto rainha · e8 preto torre · g8 preto rei · f7 preto peão · g6 preto peão · b5 branco peão · e5 preto peão · f5 preto bispo · h5 preto peão · d4 preto peão · e4 preto cavalo · b3 branco torre · g3 branco peão · h3 branco peão · b2 branco bispo · e2 branco peão · f2 branco peão · g2 branco bispo · h2 branco rei · d1 branco rainha · f1 branco torre | c8 preto torre · d8 preto rainha · e8 preto torre · g8 preto rei · f7 preto peão · g6 preto peão · b5 branco peão · e5 preto peão · f5 preto bispo · h5 preto peão · d4 preto peão · e4 preto cavalo · b3 branco torre · g3 branco peão · h3 branco peão · b2 branco bispo · e2 branco peão · f2 branco peão · g2 branco bispo · h2 branco rei · d1 branco rainha · f1 branco torre | c8 preto torre · d8 preto rainha · e8 preto torre · g8 preto rei · f7 preto peão · g6 preto peão · b5 branco peão · e5 preto peão · f5 preto bispo · h5 preto peão · d4 preto peão · e4 preto cavalo · b3 branco torre · g3 branco peão · h3 branco peão · b2 branco bispo · e2 branco peão · f2 branco peão · g2 branco bispo · h2 branco rei · d1 branco rainha · f1 branco torre | c8 preto torre · d8 preto rainha · e8 preto torre · g8 preto rei · f7 preto peão · g6 preto peão · b5 branco peão · e5 preto peão · f5 preto bispo · h5 preto peão · d4 preto peão · e4 preto cavalo · b3 branco torre · g3 branco peão · h3 branco peão · b2 branco bispo · e2 branco peão · f2 branco peão · g2 branco bispo · h2 branco rei · d1 branco rainha · f1 branco torre | c8 preto torre · d8 preto rainha · e8 preto torre · g8 preto rei · f7 preto peão · g6 preto peão · b5 branco peão · e5 preto peão · f5 preto bispo · h5 preto peão · d4 preto peão · e4 preto cavalo · b3 branco torre · g3 branco peão · h3 branco peão · b2 branco bispo · e2 branco peão · f2 branco peão · g2 branco bispo · h2 branco rei · d1 branco rainha · f1 branco torre | c8 preto torre · d8 preto rainha · e8 preto torre · g8 preto rei · f7 preto peão · g6 preto peão · b5 branco peão · e5 preto peão · f5 preto bispo · h5 preto peão · d4 preto peão · e4 preto cavalo · b3 branco torre · g3 branco peão · h3 branco peão · b2 branco bispo · e2 branco peão · f2 branco peão · g2 branco bispo · h2 branco rei · d1 branco rainha · f1 branco torre | c8 preto torre · d8 preto rainha · e8 preto torre · g8 preto rei · f7 preto peão · g6 preto peão · b5 branco peão · e5 preto peão · f5 preto bispo · h5 preto peão · d4 preto peão · e4 preto cavalo · b3 branco torre · g3 branco peão · h3 branco peão · b2 branco bispo · e2 branco peão · f2 branco peão · g2 branco bispo · h2 branco rei · d1 branco rainha · f1 branco torre | c8 preto torre · d8 preto rainha · e8 preto torre · g8 preto rei · f7 preto peão · g6 preto peão · b5 branco peão · e5 preto peão · f5 preto bispo · h5 preto peão · d4 preto peão · e4 preto cavalo · b3 branco torre · g3 branco peão · h3 branco peão · b2 branco bispo · e2 branco peão · f2 branco peão · g2 branco bispo · h2 branco rei · d1 branco rainha · f1 branco torre | 5 |
| 4 | c8 preto torre · d8 preto rainha · e8 preto torre · g8 preto rei · f7 preto peão · g6 preto peão · b5 branco peão · e5 preto peão · f5 preto bispo · h5 preto peão · d4 preto peão · e4 preto cavalo · b3 branco torre · g3 branco peão · h3 branco peão · b2 branco bispo · e2 branco peão · f2 branco peão · g2 branco bispo · h2 branco rei · d1 branco rainha · f1 branco torre | c8 preto torre · d8 preto rainha · e8 preto torre · g8 preto rei · f7 preto peão · g6 preto peão · b5 branco peão · e5 preto peão · f5 preto bispo · h5 preto peão · d4 preto peão · e4 preto cavalo · b3 branco torre · g3 branco peão · h3 branco peão · b2 branco bispo · e2 branco peão · f2 branco peão · g2 branco bispo · h2 branco rei · d1 branco rainha · f1 branco torre | c8 preto torre · d8 preto rainha · e8 preto torre · g8 preto rei · f7 preto peão · g6 preto peão · b5 branco peão · e5 preto peão · f5 preto bispo · h5 preto peão · d4 preto peão · e4 preto cavalo · b3 branco torre · g3 branco peão · h3 branco peão · b2 branco bispo · e2 branco peão · f2 branco peão · g2 branco bispo · h2 branco rei · d1 branco rainha · f1 branco torre | c8 preto torre · d8 preto rainha · e8 preto torre · g8 preto rei · f7 preto peão · g6 preto peão · b5 branco peão · e5 preto peão · f5 preto bispo · h5 preto peão · d4 preto peão · e4 preto cavalo · b3 branco torre · g3 branco peão · h3 branco peão · b2 branco bispo · e2 branco peão · f2 branco peão · g2 branco bispo · h2 branco rei · d1 branco rainha · f1 branco torre | c8 preto torre · d8 preto rainha · e8 preto torre · g8 preto rei · f7 preto peão · g6 preto peão · b5 branco peão · e5 preto peão · f5 preto bispo · h5 preto peão · d4 preto peão · e4 preto cavalo · b3 branco torre · g3 branco peão · h3 branco peão · b2 branco bispo · e2 branco peão · f2 branco peão · g2 branco bispo · h2 branco rei · d1 branco rainha · f1 branco torre | c8 preto torre · d8 preto rainha · e8 preto torre · g8 preto rei · f7 preto peão · g6 preto peão · b5 branco peão · e5 preto peão · f5 preto bispo · h5 preto peão · d4 preto peão · e4 preto cavalo · b3 branco torre · g3 branco peão · h3 branco peão · b2 branco bispo · e2 branco peão · f2 branco peão · g2 branco bispo · h2 branco rei · d1 branco rainha · f1 branco torre | c8 preto torre · d8 preto rainha · e8 preto torre · g8 preto rei · f7 preto peão · g6 preto peão · b5 branco peão · e5 preto peão · f5 preto bispo · h5 preto peão · d4 preto peão · e4 preto cavalo · b3 branco torre · g3 branco peão · h3 branco peão · b2 branco bispo · e2 branco peão · f2 branco peão · g2 branco bispo · h2 branco rei · d1 branco rainha · f1 branco torre | c8 preto torre · d8 preto rainha · e8 preto torre · g8 preto rei · f7 preto peão · g6 preto peão · b5 branco peão · e5 preto peão · f5 preto bispo · h5 preto peão · d4 preto peão · e4 preto cavalo · b3 branco torre · g3 branco peão · h3 branco peão · b2 branco bispo · e2 branco peão · f2 branco peão · g2 branco bispo · h2 branco rei · d1 branco rainha · f1 branco torre | 4 |
| 3 | c8 preto torre · d8 preto rainha · e8 preto torre · g8 preto rei · f7 preto peão · g6 preto peão · b5 branco peão · e5 preto peão · f5 preto bispo · h5 preto peão · d4 preto peão · e4 preto cavalo · b3 branco torre · g3 branco peão · h3 branco peão · b2 branco bispo · e2 branco peão · f2 branco peão · g2 branco bispo · h2 branco rei · d1 branco rainha · f1 branco torre | c8 preto torre · d8 preto rainha · e8 preto torre · g8 preto rei · f7 preto peão · g6 preto peão · b5 branco peão · e5 preto peão · f5 preto bispo · h5 preto peão · d4 preto peão · e4 preto cavalo · b3 branco torre · g3 branco peão · h3 branco peão · b2 branco bispo · e2 branco peão · f2 branco peão · g2 branco bispo · h2 branco rei · d1 branco rainha · f1 branco torre | c8 preto torre · d8 preto rainha · e8 preto torre · g8 preto rei · f7 preto peão · g6 preto peão · b5 branco peão · e5 preto peão · f5 preto bispo · h5 preto peão · d4 preto peão · e4 preto cavalo · b3 branco torre · g3 branco peão · h3 branco peão · b2 branco bispo · e2 branco peão · f2 branco peão · g2 branco bispo · h2 branco rei · d1 branco rainha · f1 branco torre | c8 preto torre · d8 preto rainha · e8 preto torre · g8 preto rei · f7 preto peão · g6 preto peão · b5 branco peão · e5 preto peão · f5 preto bispo · h5 preto peão · d4 preto peão · e4 preto cavalo · b3 branco torre · g3 branco peão · h3 branco peão · b2 branco bispo · e2 branco peão · f2 branco peão · g2 branco bispo · h2 branco rei · d1 branco rainha · f1 branco torre | c8 preto torre · d8 preto rainha · e8 preto torre · g8 preto rei · f7 preto peão · g6 preto peão · b5 branco peão · e5 preto peão · f5 preto bispo · h5 preto peão · d4 preto peão · e4 preto cavalo · b3 branco torre · g3 branco peão · h3 branco peão · b2 branco bispo · e2 branco peão · f2 branco peão · g2 branco bispo · h2 branco rei · d1 branco rainha · f1 branco torre | c8 preto torre · d8 preto rainha · e8 preto torre · g8 preto rei · f7 preto peão · g6 preto peão · b5 branco peão · e5 preto peão · f5 preto bispo · h5 preto peão · d4 preto peão · e4 preto cavalo · b3 branco torre · g3 branco peão · h3 branco peão · b2 branco bispo · e2 branco peão · f2 branco peão · g2 branco bispo · h2 branco rei · d1 branco rainha · f1 branco torre | c8 preto torre · d8 preto rainha · e8 preto torre · g8 preto rei · f7 preto peão · g6 preto peão · b5 branco peão · e5 preto peão · f5 preto bispo · h5 preto peão · d4 preto peão · e4 preto cavalo · b3 branco torre · g3 branco peão · h3 branco peão · b2 branco bispo · e2 branco peão · f2 branco peão · g2 branco bispo · h2 branco rei · d1 branco rainha · f1 branco torre | c8 preto torre · d8 preto rainha · e8 preto torre · g8 preto rei · f7 preto peão · g6 preto peão · b5 branco peão · e5 preto peão · f5 preto bispo · h5 preto peão · d4 preto peão · e4 preto cavalo · b3 branco torre · g3 branco peão · h3 branco peão · b2 branco bispo · e2 branco peão · f2 branco peão · g2 branco bispo · h2 branco rei · d1 branco rainha · f1 branco torre | 3 |
| 2 | c8 preto torre · d8 preto rainha · e8 preto torre · g8 preto rei · f7 preto peão · g6 preto peão · b5 branco peão · e5 preto peão · f5 preto bispo · h5 preto peão · d4 preto peão · e4 preto cavalo · b3 branco torre · g3 branco peão · h3 branco peão · b2 branco bispo · e2 branco peão · f2 branco peão · g2 branco bispo · h2 branco rei · d1 branco rainha · f1 branco torre | c8 preto torre · d8 preto rainha · e8 preto torre · g8 preto rei · f7 preto peão · g6 preto peão · b5 branco peão · e5 preto peão · f5 preto bispo · h5 preto peão · d4 preto peão · e4 preto cavalo · b3 branco torre · g3 branco peão · h3 branco peão · b2 branco bispo · e2 branco peão · f2 branco peão · g2 branco bispo · h2 branco rei · d1 branco rainha · f1 branco torre | c8 preto torre · d8 preto rainha · e8 preto torre · g8 preto rei · f7 preto peão · g6 preto peão · b5 branco peão · e5 preto peão · f5 preto bispo · h5 preto peão · d4 preto peão · e4 preto cavalo · b3 branco torre · g3 branco peão · h3 branco peão · b2 branco bispo · e2 branco peão · f2 branco peão · g2 branco bispo · h2 branco rei · d1 branco rainha · f1 branco torre | c8 preto torre · d8 preto rainha · e8 preto torre · g8 preto rei · f7 preto peão · g6 preto peão · b5 branco peão · e5 preto peão · f5 preto bispo · h5 preto peão · d4 preto peão · e4 preto cavalo · b3 branco torre · g3 branco peão · h3 branco peão · b2 branco bispo · e2 branco peão · f2 branco peão · g2 branco bispo · h2 branco rei · d1 branco rainha · f1 branco torre | c8 preto torre · d8 preto rainha · e8 preto torre · g8 preto rei · f7 preto peão · g6 preto peão · b5 branco peão · e5 preto peão · f5 preto bispo · h5 preto peão · d4 preto peão · e4 preto cavalo · b3 branco torre · g3 branco peão · h3 branco peão · b2 branco bispo · e2 branco peão · f2 branco peão · g2 branco bispo · h2 branco rei · d1 branco rainha · f1 branco torre | c8 preto torre · d8 preto rainha · e8 preto torre · g8 preto rei · f7 preto peão · g6 preto peão · b5 branco peão · e5 preto peão · f5 preto bispo · h5 preto peão · d4 preto peão · e4 preto cavalo · b3 branco torre · g3 branco peão · h3 branco peão · b2 branco bispo · e2 branco peão · f2 branco peão · g2 branco bispo · h2 branco rei · d1 branco rainha · f1 branco torre | c8 preto torre · d8 preto rainha · e8 preto torre · g8 preto rei · f7 preto peão · g6 preto peão · b5 branco peão · e5 preto peão · f5 preto bispo · h5 preto peão · d4 preto peão · e4 preto cavalo · b3 branco torre · g3 branco peão · h3 branco peão · b2 branco bispo · e2 branco peão · f2 branco peão · g2 branco bispo · h2 branco rei · d1 branco rainha · f1 branco torre | c8 preto torre · d8 preto rainha · e8 preto torre · g8 preto rei · f7 preto peão · g6 preto peão · b5 branco peão · e5 preto peão · f5 preto bispo · h5 preto peão · d4 preto peão · e4 preto cavalo · b3 branco torre · g3 branco peão · h3 branco peão · b2 branco bispo · e2 branco peão · f2 branco peão · g2 branco bispo · h2 branco rei · d1 branco rainha · f1 branco torre | 2 |
| 1 | c8 preto torre · d8 preto rainha · e8 preto torre · g8 preto rei · f7 preto peão · g6 preto peão · b5 branco peão · e5 preto peão · f5 preto bispo · h5 preto peão · d4 preto peão · e4 preto cavalo · b3 branco torre · g3 branco peão · h3 branco peão · b2 branco bispo · e2 branco peão · f2 branco peão · g2 branco bispo · h2 branco rei · d1 branco rainha · f1 branco torre | c8 preto torre · d8 preto rainha · e8 preto torre · g8 preto rei · f7 preto peão · g6 preto peão · b5 branco peão · e5 preto peão · f5 preto bispo · h5 preto peão · d4 preto peão · e4 preto cavalo · b3 branco torre · g3 branco peão · h3 branco peão · b2 branco bispo · e2 branco peão · f2 branco peão · g2 branco bispo · h2 branco rei · d1 branco rainha · f1 branco torre | c8 preto torre · d8 preto rainha · e8 preto torre · g8 preto rei · f7 preto peão · g6 preto peão · b5 branco peão · e5 preto peão · f5 preto bispo · h5 preto peão · d4 preto peão · e4 preto cavalo · b3 branco torre · g3 branco peão · h3 branco peão · b2 branco bispo · e2 branco peão · f2 branco peão · g2 branco bispo · h2 branco rei · d1 branco rainha · f1 branco torre | c8 preto torre · d8 preto rainha · e8 preto torre · g8 preto rei · f7 preto peão · g6 preto peão · b5 branco peão · e5 preto peão · f5 preto bispo · h5 preto peão · d4 preto peão · e4 preto cavalo · b3 branco torre · g3 branco peão · h3 branco peão · b2 branco bispo · e2 branco peão · f2 branco peão · g2 branco bispo · h2 branco rei · d1 branco rainha · f1 branco torre | c8 preto torre · d8 preto rainha · e8 preto torre · g8 preto rei · f7 preto peão · g6 preto peão · b5 branco peão · e5 preto peão · f5 preto bispo · h5 preto peão · d4 preto peão · e4 preto cavalo · b3 branco torre · g3 branco peão · h3 branco peão · b2 branco bispo · e2 branco peão · f2 branco peão · g2 branco bispo · h2 branco rei · d1 branco rainha · f1 branco torre | c8 preto torre · d8 preto rainha · e8 preto torre · g8 preto rei · f7 preto peão · g6 preto peão · b5 branco peão · e5 preto peão · f5 preto bispo · h5 preto peão · d4 preto peão · e4 preto cavalo · b3 branco torre · g3 branco peão · h3 branco peão · b2 branco bispo · e2 branco peão · f2 branco peão · g2 branco bispo · h2 branco rei · d1 branco rainha · f1 branco torre | c8 preto torre · d8 preto rainha · e8 preto torre · g8 preto rei · f7 preto peão · g6 preto peão · b5 branco peão · e5 preto peão · f5 preto bispo · h5 preto peão · d4 preto peão · e4 preto cavalo · b3 branco torre · g3 branco peão · h3 branco peão · b2 branco bispo · e2 branco peão · f2 branco peão · g2 branco bispo · h2 branco rei · d1 branco rainha · f1 branco torre | c8 preto torre · d8 preto rainha · e8 preto torre · g8 preto rei · f7 preto peão · g6 preto peão · b5 branco peão · e5 preto peão · f5 preto bispo · h5 preto peão · d4 preto peão · e4 preto cavalo · b3 branco torre · g3 branco peão · h3 branco peão · b2 branco bispo · e2 branco peão · f2 branco peão · g2 branco bispo · h2 branco rei · d1 branco rainha · f1 branco torre | 1 |
|   | a | b | c | d | e | f | g | h |   |

Rowson deu o seguinte exemplo das pretas superando as brancas utilizando uma variação simétrica da Abertura Inglesa: "Há algo muito interessante sobre a estratégia das pretas. Ele pareceu dizer: "Vou copiar todos os seus bons movimentos, e quando você fizer um mau movimento, eu não irei mais copiar você!"
Hodgson – Arkell, Newcastle 2001: 1.c4 c5 2.g3 g6 3.Bg2 Bg7 4.Cc3 Cc6 5.a3 a6 6.Tb1 Tb8 7.b4 cxb4 8.axb4 b5 9.cxb5 axb5 Aqui, Rowson disse: "Ambos os lados querem mover seus peões-d e jogar Bf4...Bf5, mas as brancas precisam ir primeiro, então as pretas podem jogar ...d5 antes que as brancas joguem d4. Isso não importa muito, mas já indica o desafio que as brancas enfrentam aqui; as continuações mais naturais das brancas permitem que as pretas joguem os movimentos que ele queria. Eu então diria que as brancas estão em um "pequeno zugzwang", e que ele continuará neste estado nos próximos movimentos". 10.Cf3 d5 10...Cf6 11.0-0 0-0 12.d3 d6 13.Bd2 Bd7 irá levar ao jogo Portisch-Tal abaixo. 11.d4 Cf6 12.Bf4 Tb6 13.0-0 Bf5 14.Tb3 O-O 15.Ce5 Ce4 16.h3 h5!? Finalmente quebrando a simetria. 17.Rh2 A posição ainda é quase simétrica, e as brancas não podem fazer nada de útil com o movimento extra. Rowson sugeriu 17.h4!?, forçando as pretas a quebrar a simetria. 17...Te8! Rowson notou que este é um movimento útil de espera, cobrindo e7, que precisa de proteção em certas linhas, e possivelmente suportando um eventual ...e5. (ver o 25o movimento das pretas). As brancas não podem simplesmente copiá-lo, visto que após 18.Te1? Cxf2, as pretas ganhariam um peão. 18.Be3?! Cxe5! 19.dxe5 Tc6! Rowson notou que com suas peças mais ativas, "parece que as pretas possuem alguma iniciativa". Se 20.Cxd5, Bxe5 "então é pelo menos igual para as pretas". 20.Cxb5 Bxe5! 20...Cxf2? 21.Dxd5! vence. 21.Cd4 Bxd4 22.Bxd4 e5 Rowson escreveu: "Agora ambos os lados possuem seus triunfos, mas eu acredito que as pretas possuem alguma vantagem, devido ao seu controle extra do centro, seu cavalo imponente, e boas chances de ataque do lado do rei". 23.b5 Tc8 24.Bb2 d4 Agora as brancas possuem um jogo difícil: Rowson analisou 25.e3?! Cxg3 24.fxg3 Bc2 25.Df3 Bxb3 26.exd4 Bc4!, vencendo; 25.g4 hxg4 26.hxg4 Cxf2! 27.Txf2 Bc2, vencendo; 25.De1!? Tc2! Com vantagem; e 25.f4 (que pode parecer arriscada, mas talvez melhor) Nc3! 26.Bxc3 dxc3 27.Dxd8 Texd8, e as pretas possuem a vantagem. 25.b6? Observando a ameaça das pretas, 25...Cxf2! 26.De1 Se 26.Txf2, Bc2 garfeia a rainha e a torre das brancas. 26...Ce4 27.b7 Tb8 28.g4 hxg4 29.hxg4 Be6 30.Tb5 Cf6! 31.Txf6 Dxf6 32.Dg3 Bc4 33.g5 Dh8+ 0–1
A abertura do seguinte jogo entre Mikhail Tal e Lajos Portisch, dois jogadores experientes, outra abertura simétrica inglesa, tomou um curso similar:
Lajos Portisch – Mikhail Tal, jogo do Torneio de Candidatos de 1965: 1.Cf3 c5 2.c4 Cc6 3.Cc3 Cf6 4.g3 g6 5.Bg2 Bg7 6.O-O O-O 7.d3 a6 8.a3 Tb8 9.Tb1 b5 10.cxb5 axb5 11.b4 cxb4 12.axb4 d6 13.Bd2 Bd7 Mais uma vez, as brancas estão em uma posição simétrica, mas não é óbvio o que elas podem fazer com a iniciativa do primeiro movimento. Soltis escreveu: "É ridículo acreditar que a posição das pretas é melhor. Mas Mikhail Tal disse que é mais fácil de jogar com [as pretas]. Movendo depois, as pretas podem ver o movimento das brancas e decidir como reagir". 14.Dc1 Aqui, Soltis escreveu que as pretas podem tentar a igualdade mantendo simetria: 14...Dc8 15.Bh6 Bh3. Ao invés disso, as pretas jogam para provar que a rainha das brancas está mal colocada: 14...Tc8! 15.Bh6 Cd4! Ameaçando 16...Cxe2+. 16.Cxd4 Bxh6 17.Dxh6 Txc3 18.Dd2 Dc7 19.Tfc1 Tc8 Embora a estrutura dos peões seja ainda simétrica, o controle da coluna c pelas pretas dá às últimas a vantagem. As pretas, no final, obtiveram um final com dois peões a mais, embora as brancas tenham conseguido manejar um empate em 83 movimentos.
O próprio Tal perdeu um jogo famoso jogando com as brancas, em uma posição simétrica, em Tal – Beliavsky, no Campeonato Soviético de Xadrez de 1974, um jogo importante que permitiu que Beliavsky empatasse pelo primeiro lugar com Tal.

## Campeonatos
Em campeonatos de xadrez, a frequência com que cada enxadrista joga com as brancas e pretas é uma consideração importante. Na primeira partida de xadrez entre dois jogadores, as cores são determinadas através de sorteio, e são alternadas a partir de então. Em campeonatos de todos contra todos com um número par de jogador, cada enxadrista joga o mesmo número de partidas com as brancas e pretas, em campeonatos com um número ímpar, cada jogador joga uma partida a mais com as brancas ou pretas. Se um ou mais enxadristas decidem sair do campeonato, o diretor do campeonato pode mudar as cores em alguns jogos, para evitar que jogadores joguem duas vezes ou mais com as pretas, a mais do que as brancas, ou vice-versa. O campeonato duplo de round-robin é considerado como um dos mais confiáveis, visto que cada enxadrista joga um mesmo número de partidas com as brancas e pretas, e joga contra outros enxadristas com as brancas e com as pretas.
No sistema suíço, o diretor do campeonato precisa assegurar que cada jogador receba, ao máximo possível, o mesmo número de jogos como as brancas e as pretas, e que as cores do jogador alternam-se de ronda a ronda. Depois da primeira ronda, o diretor pode alterar os pares prescritos, para assegurar igualdade entre os jogadores. Outras alterações substanciais são permissíveis para evitar que um enxadrista jogue dois ou mais vezes a mais com as pretas do que as brancas (por exemplo, três vezes com as pretas em quatro jogos) e vice-versa, visto que jogos a mais com as brancas "causam bem menos estresse do que pretas a mais, que impõem 'desafios significantes' no jogador afetado". Campeonatos com um número par de partidas causam os maiores problemas, visto que, caso haja disparidades, estas são maiores (por exemplo, duas vezes com as brancas e quatro com as pretas, em um jogo de seis partidas).

## Resolvendo xadrez
Tabelas de finais resolveram xadrez a um grau limitado, determinando jogo perfeito em um número de finais, incluindo todos os finais não-triviais com um total de seis peças (incluindo ambos os reis). É provável que finais de sete peças serão resolvidos no final de 2015.
Jonathan Rowson especulou: "Em princípio deve ser possível para uma máquina a... criar tabuleiros de finais de jogos de 32 peças. Isto poderá tomar décadas ou mesmo séculos, mas, a não ser que o aquecimento global ou uma guerra nuclear entre no caminho, acredito que eventualmente ocorrerá". Porém, Claude Shannon, um profissional da teoria da informação, argumentou que nenhum computador poderá fazer isto. No seu ensaio influencial Programming a Computer for Playing Chess, de 1950, Shannon escreveu:

"No xadrez é possível, a princípio, jogar um jogo perfeito ou construir uma máquina para fazer isso, da seguinte maneira: Alguém considera em uma certa posição todos os movimentos possíveis, e então todos os movimentos possíveis do oponente, e aí vai, até o final do jogo (em cada variação). O fim deve ocorrer, pelas regras do jogo, após um número finito de movimentos (tomando em consideração a regra dos 50 movimentos). Cada uma destas variações termina em uma vitória, derrota ou empate. Trabalhando do fim da partida ao revés, esta pessoa pode determinar se existe uma vitória forçada, se a posição é um empate, ou é perdida. É fácil mostrar, porém, que mesmo com a alta velocidade de computação disponíveis em calculadoras eletrônicas, que esta computação é impraticável. Em posições típicas do xadrez, haverá cerca de 30 movimentos legais. O número mantém-se constante até que o jogo esteja finalizado como mostrado (...) por De Groot, que obteve esta média de movimentos legais em um grande número de jogos de mestre. Visto assim, um movimento das brancas e então um movimento das pretas possui cerca de 103 (mil) possibilidades. Um jogo típico dura cerca de 40 movimentos, até que alguém perca. Esta é uma estimativa conservadora, visto que a máquina estaria calculando o jogo até a resignação, não o xeque-mate. Porém, mesmo utilizando esta medida conservadora, existem 10120 variações a serem calculadas da posição inicial. Uma máquina operando à taxa de uma variação por microssegundo tomará 1090 anos para calcular o primeiro movimento!"
Portanto, é possível resolver o xadrez na teoria, determinando com certeza se um jogo jogado perfeitamente deve terminar em uma vitória para as brancas, um empate, ou mesmo uma vitória para as pretas. Porém, de acordo com Shannon, o tempo necessário para calcular isto está além do limite de qualquer tecnologia viável.
Hans-Joachim Bremermann, um professor de matemática e biofísica na Universidade da Califórnia em Berkeley, argumentou em um ensaio de 1965 que a “velocidade, memória e capacidade de processamento de qualquer equipamento de computação do futuro será limitado por certas barreiras físicas: a velocidade da luz, a barreira quântica, e a barreira termodinâmica. Estas limitações indicam que, por exemplo, nenhum computador, por melhor que seja, não será capaz de analisar toda a árvore de sequências possíveis do jogo de xadrez". Mesmo assim, Bremermann não negou a possibilidade que um computador irá um dia ser capaz de resolver o xadrez. Ele escreveu: "Para ter um computador a jogar um jogo perfeito ou quase perfeito [de xadrez], é necessário ou analisar o jogo completamente (...) ou analisar o jogo de maneira aproximada, e combinar isto com uma quantidade limitada de pesquisa na árvore de sequências (...) Um entendimento teórico de tal programação heurística, porém, ainda deixa a desejar".
Recentes avanços científicos não mudaram de maneira significante a conclusão de Shannon e Bremermann. Embora o jogo de damas tenha sido resolvido em 2007, este possui apenas a raiz quadrada do número de posições de xadrez. Jonathan Schaeffer, o cientista que liderou a pesquisa para resolver o jogo de damas, disse que avanços importantes na computação quântica são necessários antes que uma tentativa de resolver o jogo de xadrez ocorra, mas ele não desconsidera esta possibilidade, dizendo que algo que ele aprendeu durante os 16 anos resolvendo damas é “nunca subestimar os avanços na tecnologia”.